# Macédoine du Nord
Vous lisez un « article de qualité » labellisé en 2012.
Pour les articles homonymes, voir Macédoine.
République de Macédoine du Nord
(mk) Република Северна Македонија
(sq) Republika e Maqedonisë së Veriut 
La Macédoine du Nord (en macédonien : Северна Македонија (Severna Makedonija) ; en albanais : Maqedonia e Veriut), en forme longue la république de Macédoine du Nord (en macédonien : Република Северна Македонија (Republika Severna Makedonija) ; en albanais : Republika e Maqedonisë së Veriut), est un pays d'Europe du Sud situé dans la partie centrale de la péninsule des Balkans. Sans accès à la mer, la Macédoine du Nord partage des frontières avec la Grèce, la Bulgarie, la Serbie, le Kosovo et l'Albanie.
Elle occupe approximativement la moitié nord de la Macédoine géographique, qui s'étend aussi en Grèce et en Bulgarie. Le pays est principalement montagneux et compte une cinquantaine de lacs.
La Macédoine du Nord est une république constitutionnelle unitaire ayant un régime parlementaire. Son drapeau est constitué d'un soleil jaune à huit rayons sur un ciel rouge, son hymne national est Denes nad Makedonija (« Aujourd'hui sur la Macédoine ») et sa fête nationale, qui commémore l'insurrection d'Ilinden, est le 2 août. Elle a pour capitale Skopje et pour langues officielles le macédonien et l'albanais. Sa monnaie est le denar depuis 1992.
La Macédoine du Nord est un des États successeurs de la république fédérative socialiste de Yougoslavie, dont elle a déclaré son indépendance en 1991 sous le nom de « république de Macédoine ». Cependant, en raison d'un différend sur son nom avec la Grèce, le pays devient membre de l'Organisation des Nations unies en 1993 sous le nom provisoire d'« ancienne république yougoslave de Macédoine » ou « ex-république yougoslave de Macédoine », en abrégé « ARYM » (en macédonien : Поранешна Југословенска Република Македонија (Poranešna Jugoslovenska Republika Makedonija)). Un accord est finalement trouvé le 12 juin 2018 entre le gouvernement macédonien et le gouvernement grec afin de renommer le pays en « république de Macédoine du Nord ». Approuvé par référendum le 30 septembre 2018, l'accord entre officiellement en vigueur le 12 février 2019.
La population de la Macédoine du Nord est de 1,8 million d'habitants en 2021. Sa plus grande ville est la capitale Skopje, suivie par Kumanovo, Bitola, Prilep et Tetovo. Par sa position en Europe, le territoire de la république a connu de nombreuses occupations et migrations, les plus marquantes étant l'âge byzantin, l'arrivée des Slaves au VIe siècle, puis une domination ottomane longue de cinq siècles. Ces présences ont façonné une culture riche en influences, puisqu'en plus des citoyens appartenant au peuple macédonien d'origine slave, le pays compte d'importantes minorités albanaise, turque et rom. La Macédoine du Nord compte une majorité d'habitants chrétiens orthodoxes, mais aussi une importante communauté musulmane.
Longtemps isolée après son indépendance, elle a connu une transition difficile à l'économie de marché. Elle se classe en effet parmi les États européens avec un indice de développement humain des plus bas. L'adhésion du pays à l'Union européenne a été définie comme la principale priorité stratégique par le gouvernement macédonien en 2006. Les négociations d'adhésion ont formellement été ouvertes par le Conseil européen le 26 mars 2020.
Elle est membre de l'Organisation des Nations unies, du Conseil de l'Europe, de l'Organisation internationale de la francophonie et de l'Organisation du traité de l'Atlantique nord.

## Géographie

### Géographie physique

Carte physique de la Macédoine du Nord.

La Macédoine du Nord est un État d'Europe du Sud-Est, situé au centre de la péninsule balkanique. Sans accès à la mer, elle est bordée au sud par la Grèce, à l'est par la Bulgarie, au nord par la Serbie et le Kosovo et à l'ouest par l'Albanie. Elle couvre 25 713 kilomètres carrés ; par comparaison, elle est ainsi un peu plus petite que la Belgique. Son territoire se trouve entre 40°50' et 42°20' de latitude nord et 20°27' et 23°05' de longitude est.
La Macédoine du Nord est un pays essentiellement montagneux et il compte 34 sommets s'élevant à plus de 2 000 mètres d'altitude. Son point culminant, le mont Korab, atteint les 2 764 mètres d'altitude. Le pays compte aussi des collines, des plateaux, des ravins et des vallées fluviales. Le principal cours d'eau macédonien est le Vardar, fleuve qui traverse le pays sur 301 kilomètres, d'où l'autre dénomination du pays comme Macédoine du Vardar. Il prend sa source dans le nord-ouest du pays, traverse la frontière grecque au sud-est et rejoint la mer Égée près de Thessalonique. Il possède plusieurs affluents, comme la Bregalnica, longue de 225 kilomètres, ou la Crna, longue de 207 kilomètres. Le bassin du Vardar comprend en outre 80 % du territoire du pays et seuls deux grands cours d'eau n'en sont pas tributaires, il s'agit du Drin noir, qui rejoint l'Albanie et se jette dans la mer Adriatique, et de la Strumica, qui se jette dans la Strouma en Bulgarie.

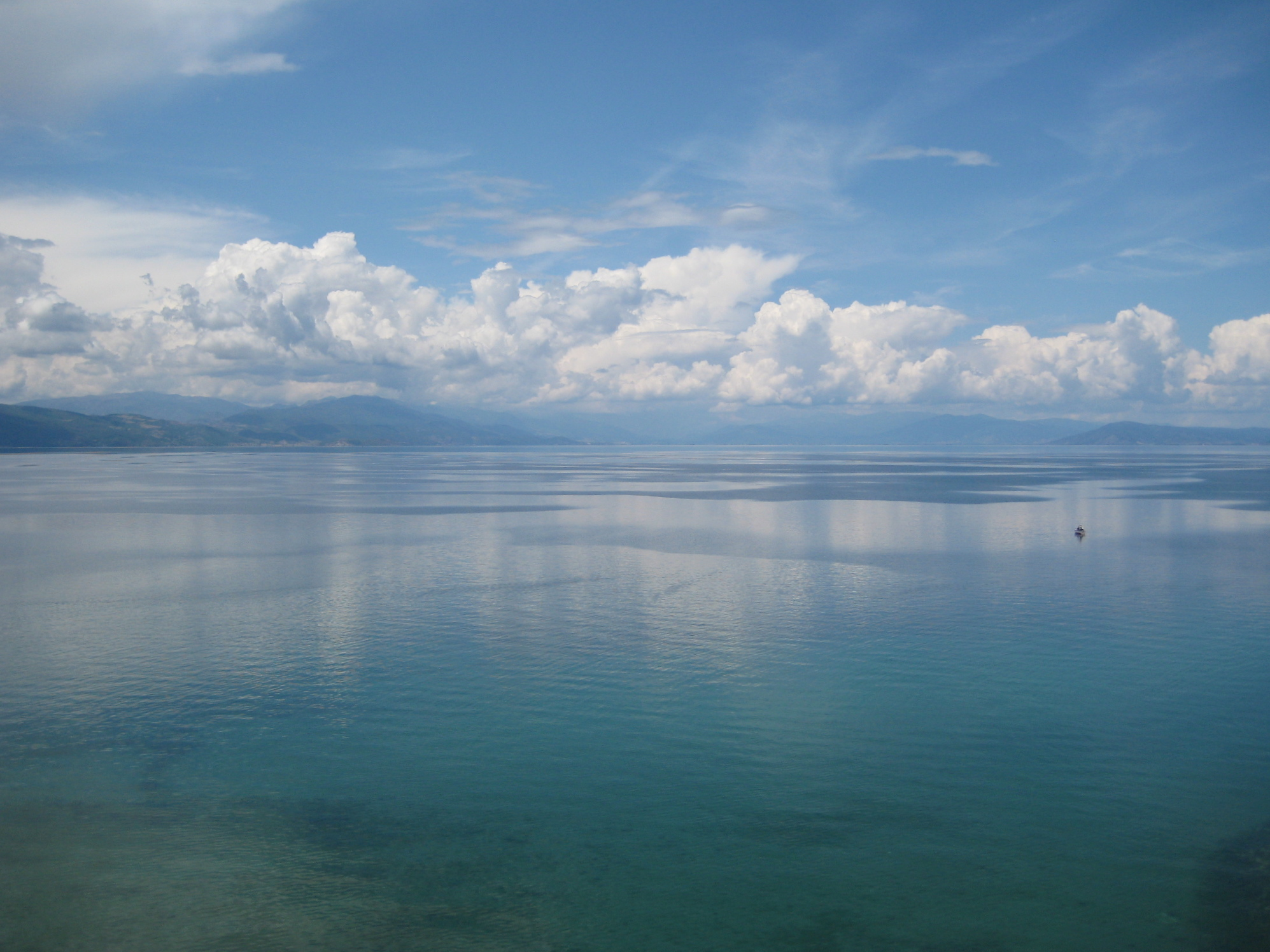
Le lac d'Ohrid est le plus vieux lac d'Europe ainsi que l'un des plus profonds.

Le pays compte aussi 53 lacs naturels et artificiels. Le plus grand, qui est aussi le plus ancien d'Europe, est le lac d'Ohrid qui couvre 349 kilomètres carrés. Il est suivi par le lac Prespa, qui couvre 274 kilomètres carrés. Ces deux grands lacs sont frontaliers : celui d'Ohrid est partagé avec l'Albanie et celui de Prespa avec l'Albanie et la Grèce ; la Macédoine du Nord possède toutefois la grande majorité de leur surface. Le plus grand lac artificiel est celui du Tikveš, il couvre 14 kilomètres carrés, fait 30 kilomètres de long et a une profondeur de 95 mètres ; il fut créé en 1968 grâce à un barrage hydroélectrique. Le pays possède enfin de nombreuses sources d'eau thermale, exploitées depuis l'Antiquité. La plus chaude de ces sources a une eau à 73 °C.
La vallée du Vardar sépare deux ensembles géographiques distincts. Dans l'Ouest, le relief est très accentué : de grandes chaînes de montagnes, appartenant au système dinarique, comme les monts Šar, et au massif du Pinde, alternent avec des plaines encaissées comme le Polog ou la Pélagonie. Dans l'Est, le relief est plus doux car plus ancien ; il est lui aussi entrecoupé de plaines et appartient au système des Rhodopes. Le territoire macédonien connaît une activité sismique importante et il fut principalement formé au Cénozoïque, bien que des massifs rocheux datent du Précambrien. Le pays connaît des tremblements de terre réguliers et intenses ; le dernier grand séisme en date a eu lieu en 1963 et a détruit 80 % de Skopje, sa capitale. Une ancienne activité volcanique a enfin laissé des poches souterraines de sulfure d'hydrogène.

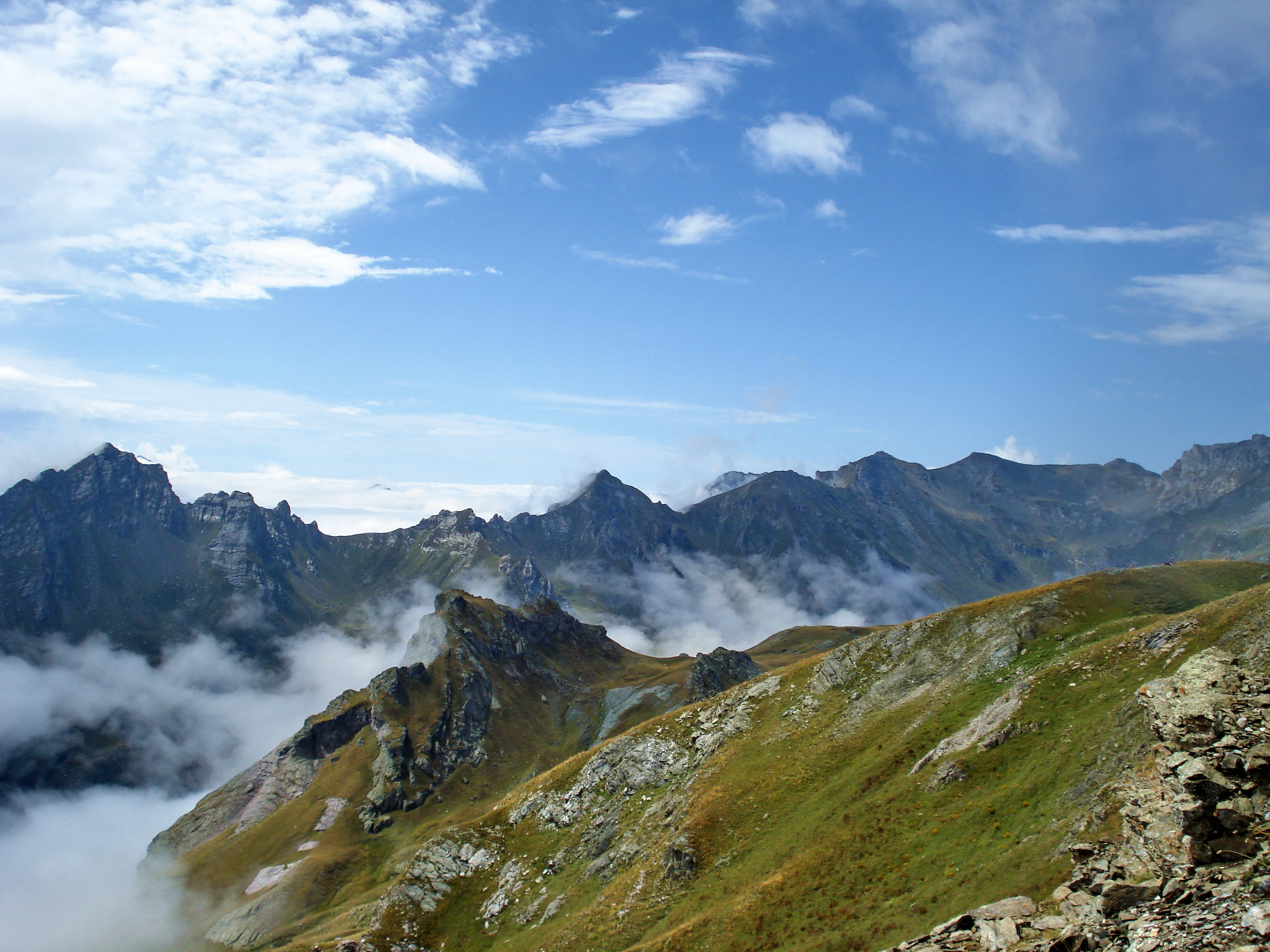
Le massif du mont Korab, point culminant du pays.
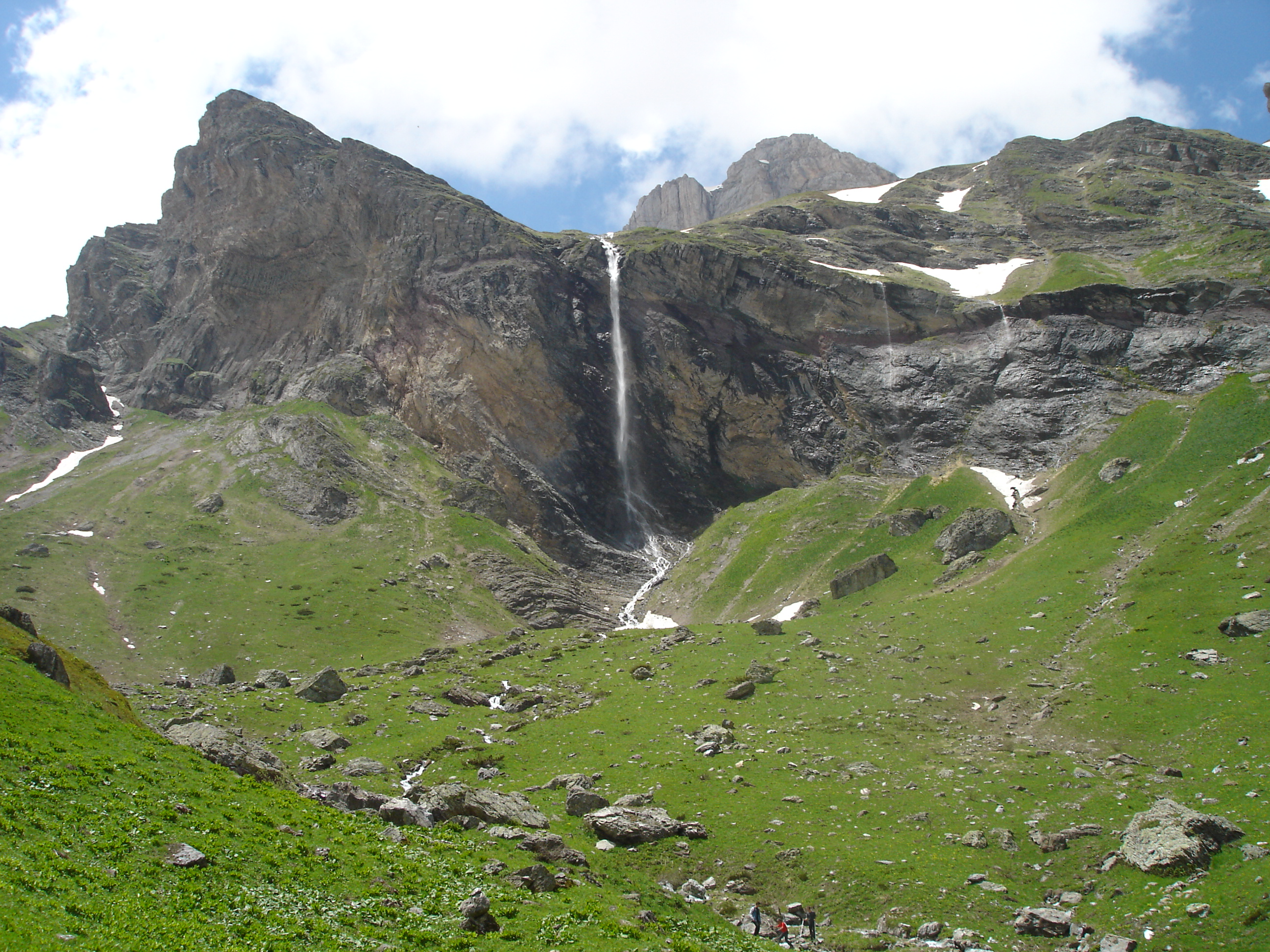
La cascade du Korab.
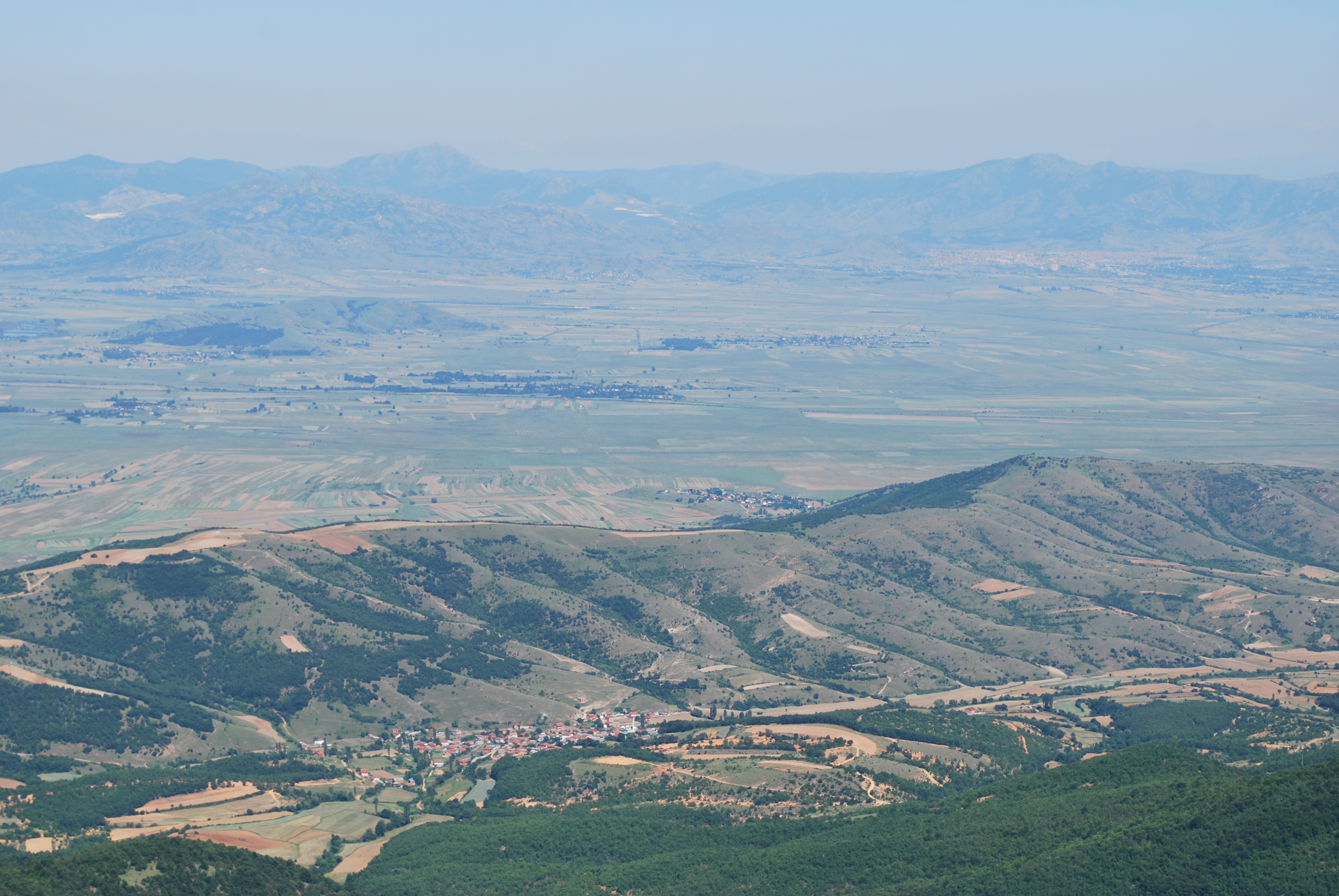
La plaine de Pélagonie vue depuis un massif avoisinant.
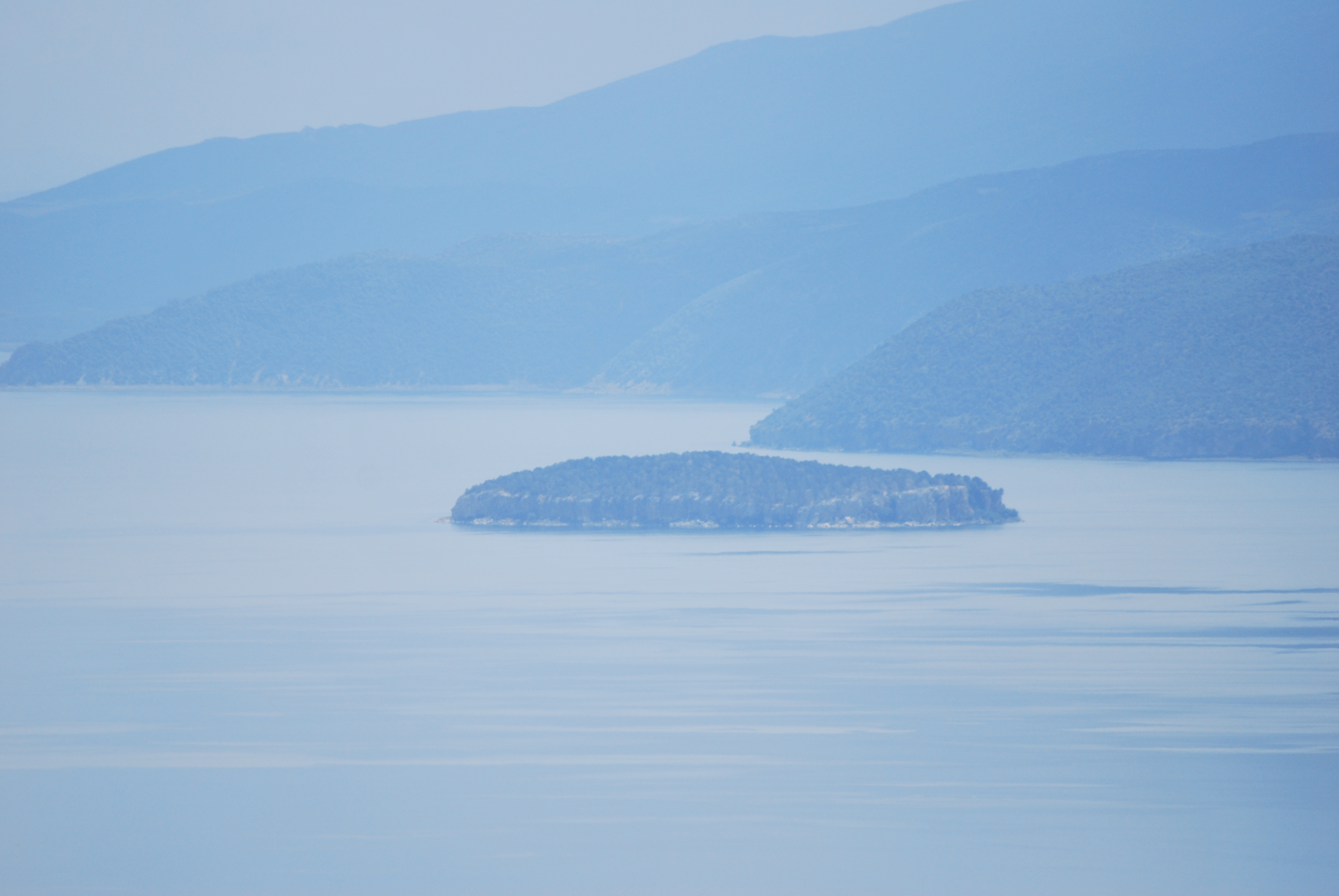
Le lac Prespa et l'île de Golem Grad.
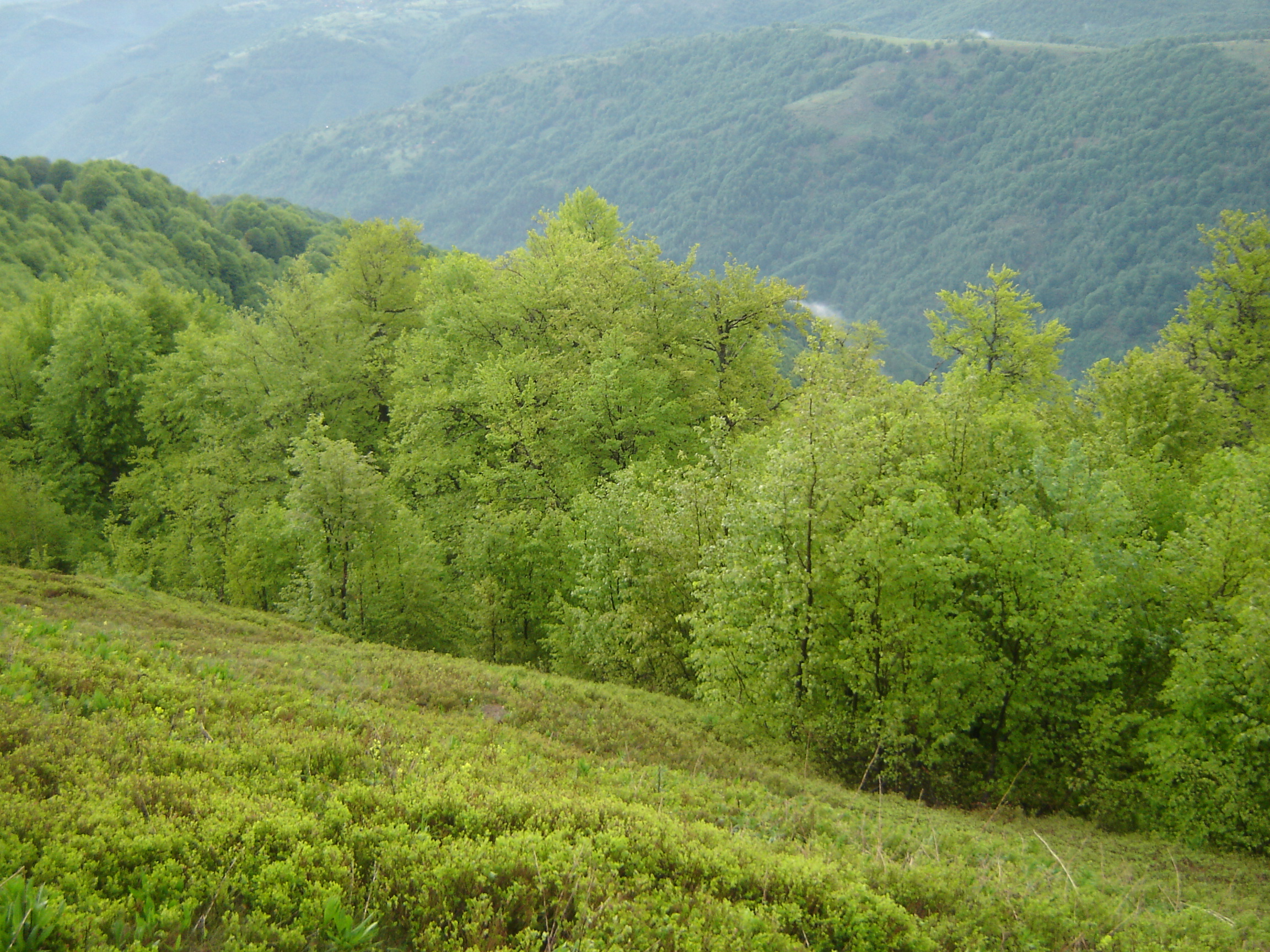
Forêt de feuillus dans l'Osogovo, dans l'Est du pays.
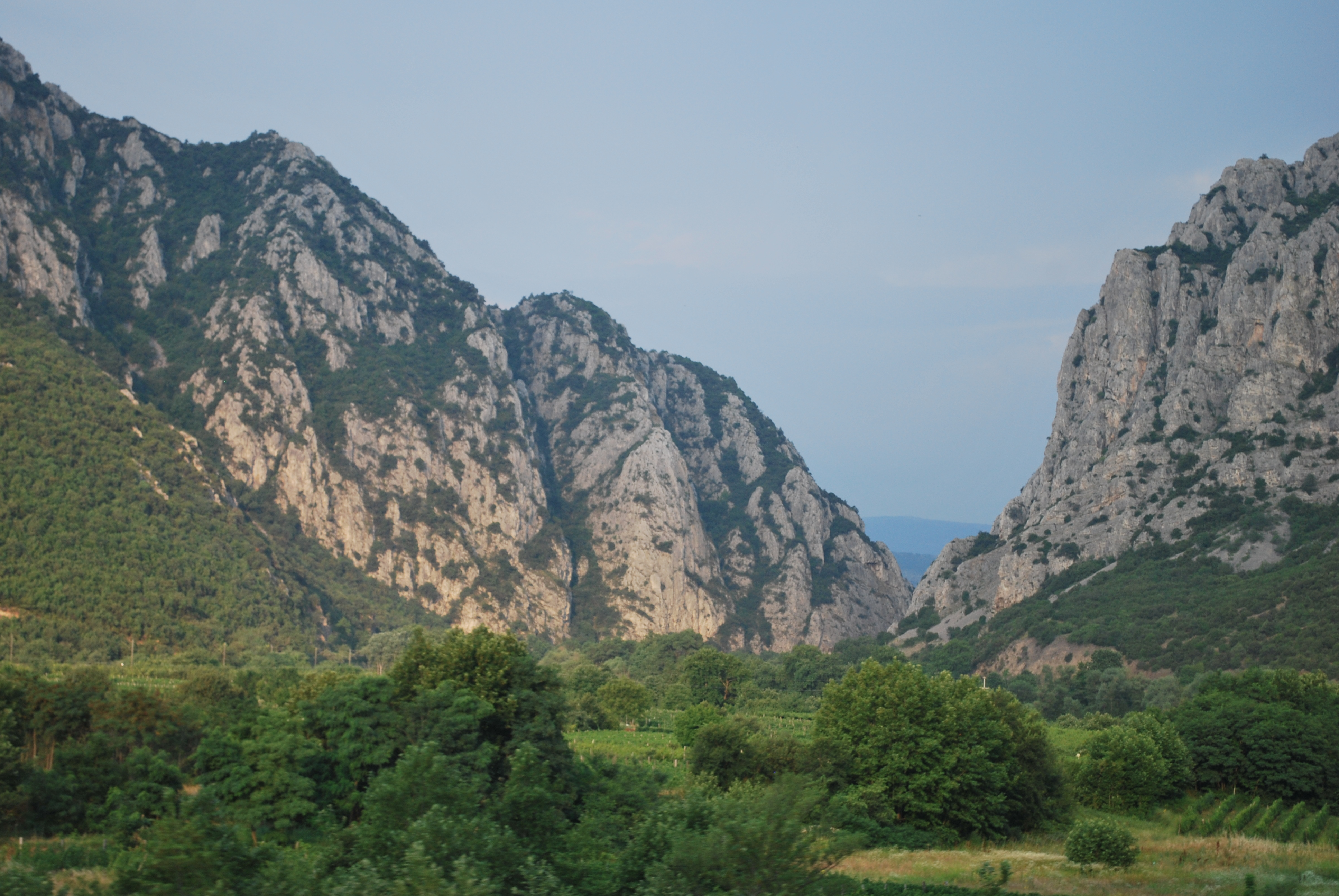
Les gorges de Demir Kapija, qui enserrent le Vardar.
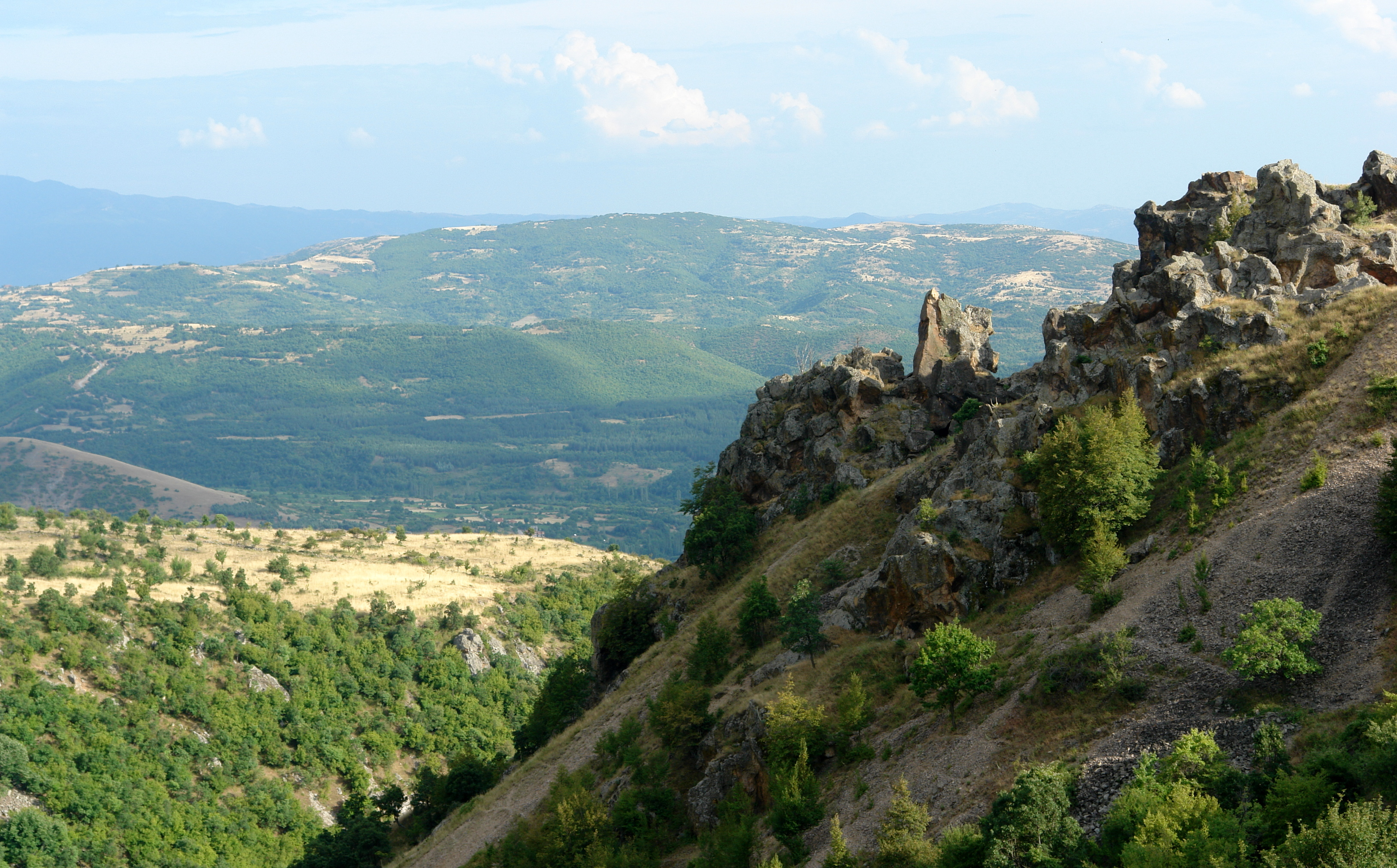
Paysage vallonné des environs de Kratovo, dans le Nord-Est.

### Climat

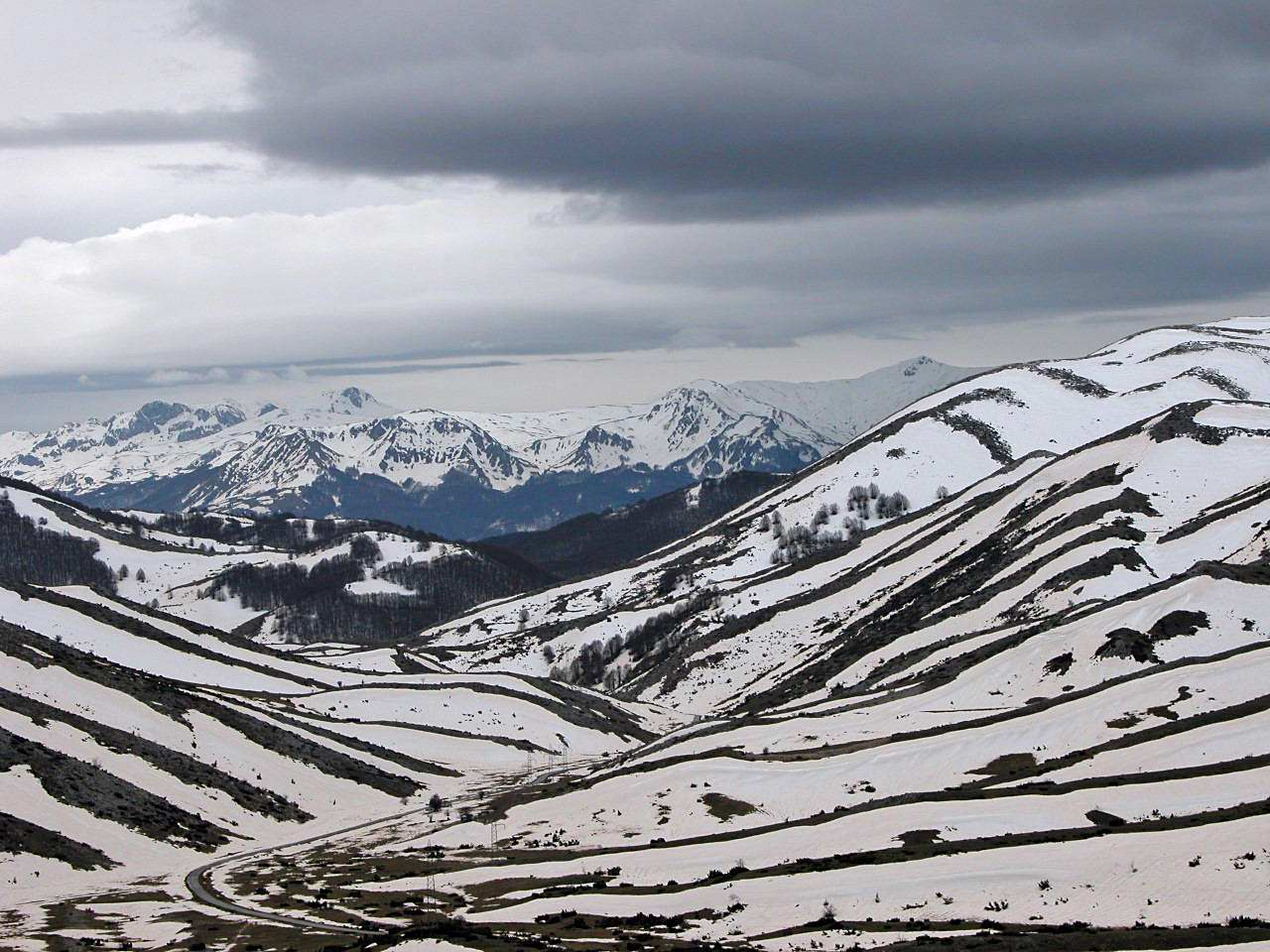
Le massif de la Bistra couvert de neige en hiver.

La Macédoine du Nord connaît trois climats : le climat continental dans les régions du Nord, le climat méditerranéen dans le Sud et le climat montagnard dans les zones de haute altitude. Tout le pays connaît quatre saisons bien distinctes, avec des étés chauds et secs et des hivers froids avec d'abondantes chutes de neige. L'amplitude des températures est très importante puisque si le pays peut connaître −20 °C en hiver, il peut faire 40 °C en été. Les basses températures d'hiver sont influencées par des vents du nord tandis que les chaleurs estivales sont dues à la pression subtropicale que connaît la mer Égée ainsi qu'à des influences du Proche-Orient. Ces dernières sont souvent responsables de la sécheresse du pays. Celui-ci connaît en effet très peu de précipitations : la vallée du Vardar ne reçoit ainsi que 450 mm d'eau par an. La diversité de climats et l'irrigation permettent aux Macédoniens de cultiver des plantes très variées, comme du blé, du maïs, des pommes de terre, du pavot somnifère, de l'arachide ou encore du riz.
| Station     | Région                      | Latitude | Longitude | Altitude (m) | Précipitations annuelles (mm) | Températures moyennes en janvier (°C) | Températures moyennes en juillet (°C) |
| ----------- | --------------------------- | -------- | --------- | ------------ | ----------------------------- | ------------------------------------- | ------------------------------------- |
| Skopje      | Nord de la vallée du Vardar | 42° 00’  | 21° 26’   | 245          | 940                           | −2,48                                 | 20,86                                 |
| Kočani      | Est                         | 41° 50’  | 22° 00’   | 400          | 538                           | −2,65                                 | 21,01                                 |
| Lac d'Ohrid | Sud-Ouest                   | 41° 03’  | 20° 42’   | 693          | 759                           | −1,48                                 | 22,15                                 |

### Faune et flore

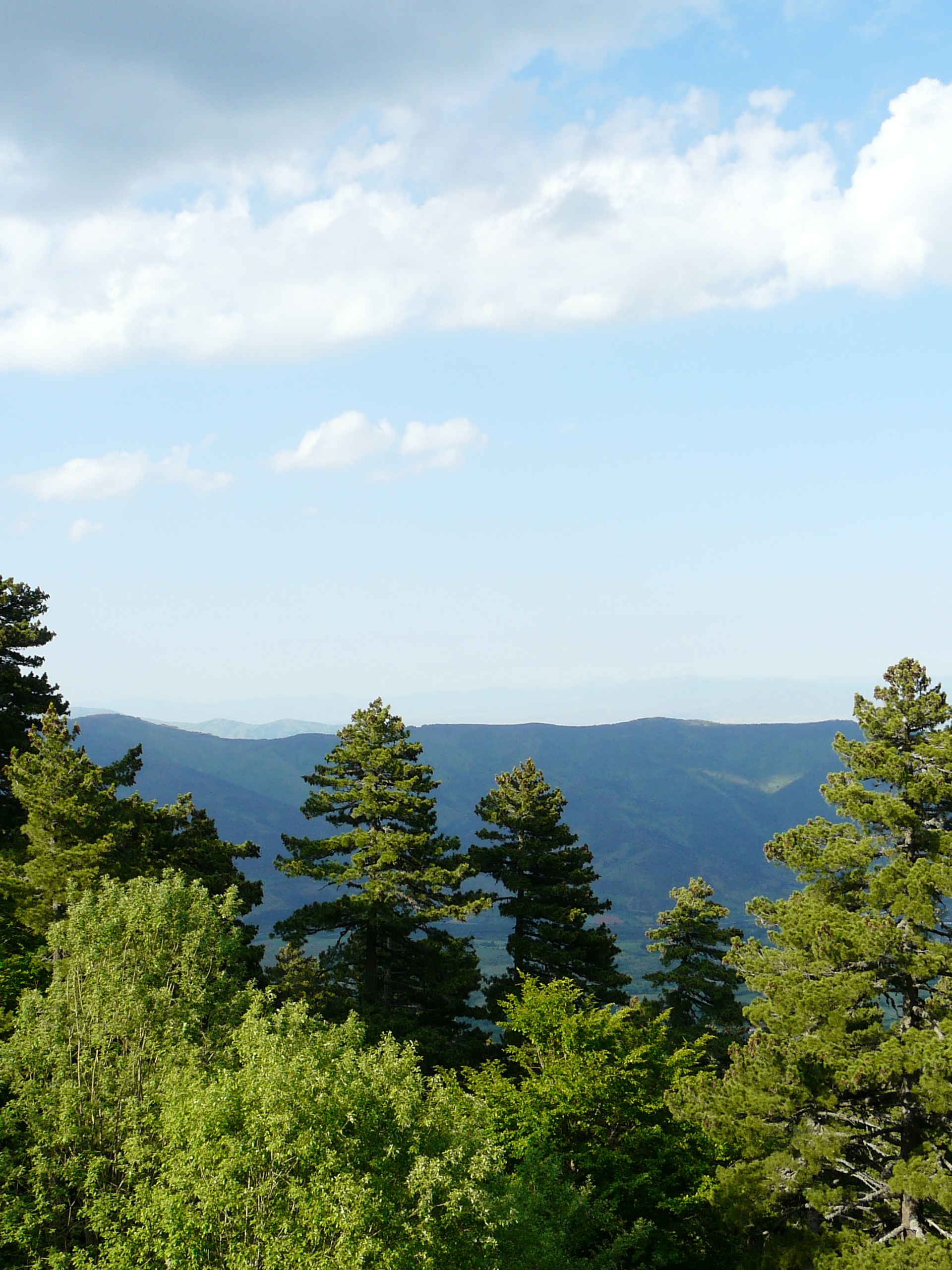
Pins de Macédoine dans le parc national du Pelister.

La Macédoine du Nord possède de grandes richesses naturelles. Les forêts couvrent 35 % de son territoire ; dans les régions de basse montagne, le hêtre et le châtaignier dominent, tandis qu'au-dessus de 1 200 mètres d'altitude poussent surtout des conifères, comme le pin et le sapin. Le figuier, le cyprès et le noyer poussent autour des lacs d'Ohrid et de Prespa. Les forêts de basse altitude abritent de nombreux animaux sauvages, comme le cerf, la martre et le sanglier. Dans les montagnes vivent des chamois, des bouquetins, des lynx et des ours. Les grands lacs sont des lieux riches en poissons, dont certains, comme la truite d'Ohrid, sont endémiques, et en oiseaux, notamment des cormorans et des pélicans. Afin de protéger les régions naturelles les plus riches, trois parcs nationaux ont été créés : le parc de Galičica, qui englobe le massif du même nom, entre les lacs d'Ohrid et de Prespa ; le parc de Mavrovo, situé dans les montagnes du nord-ouest, en Polog ; et le parc du Pelister qui englobe le massif éponyme, situé dans le sud-ouest du pays, en Pélagonie. Ensemble, ils regroupent une surface de 1 064,88 kilomètres carrés, soit 4 % du territoire national. Le lac d'Ohrid est quant à lui classé au patrimoine mondial de l'UNESCO.
Sur le plan biogéographique, la Macédoine du Nord est principalement recouverte des forêts tempérées de l'écorégion des forêts mixtes des Balkans. Elle comprend également une petite partie des forêts mixtes d'altitude des Rhodopes (région de l'Est) et des forêts sclérophylles et mixtes de la mer Égée et de Turquie occidentale (région du Sud-Est), ainsi que l'extension septentrionale des forêts mixtes des monts du Pinde (massifs du Pelister et de la Galičica).
Bien que la Macédoine du Nord ait conservé un environnement très propre, celui-ci est soumis à de nombreuses menaces. Ainsi, les forêts, déjà largement diminuées depuis le Moyen Âge, sont victimes de coupes illégales et d'incendies. Les chèvres ont aussi joué un grand rôle dans la dégradation des massifs forestiers ; une loi de 1947, supprimée dans les années 1990, avait d'ailleurs interdit leur élevage. Depuis la fin de la Seconde Guerre mondiale, le gouvernement entreprend des programmes de reforestation, mais la nature aride des sols et le manque de moyens financiers rendent la tâche difficile. La pollution liée à l'activité humaine touche principalement les cours d'eau et les lacs, victimes de l'irrigation agricole, de l'écoulement des engrais, des rejets industriels et du dépôt d'ordures. La pollution atmosphérique atteint surtout les villes ; elle est due à quelques centrales électriques, à des usines chimiques et métallurgiques et surtout à la circulation automobile. L'impact de cette dernière est aggravé par l'âge élevé du parc automobile et par l'utilisation de carburants de mauvaise qualité. Plusieurs organisations écologiques militent pour la préservation de la nature macédonienne, la plus ancienne et la plus importante étant la Société écologique macédonienne (en), fondée en 1972.

### Répartition humaine

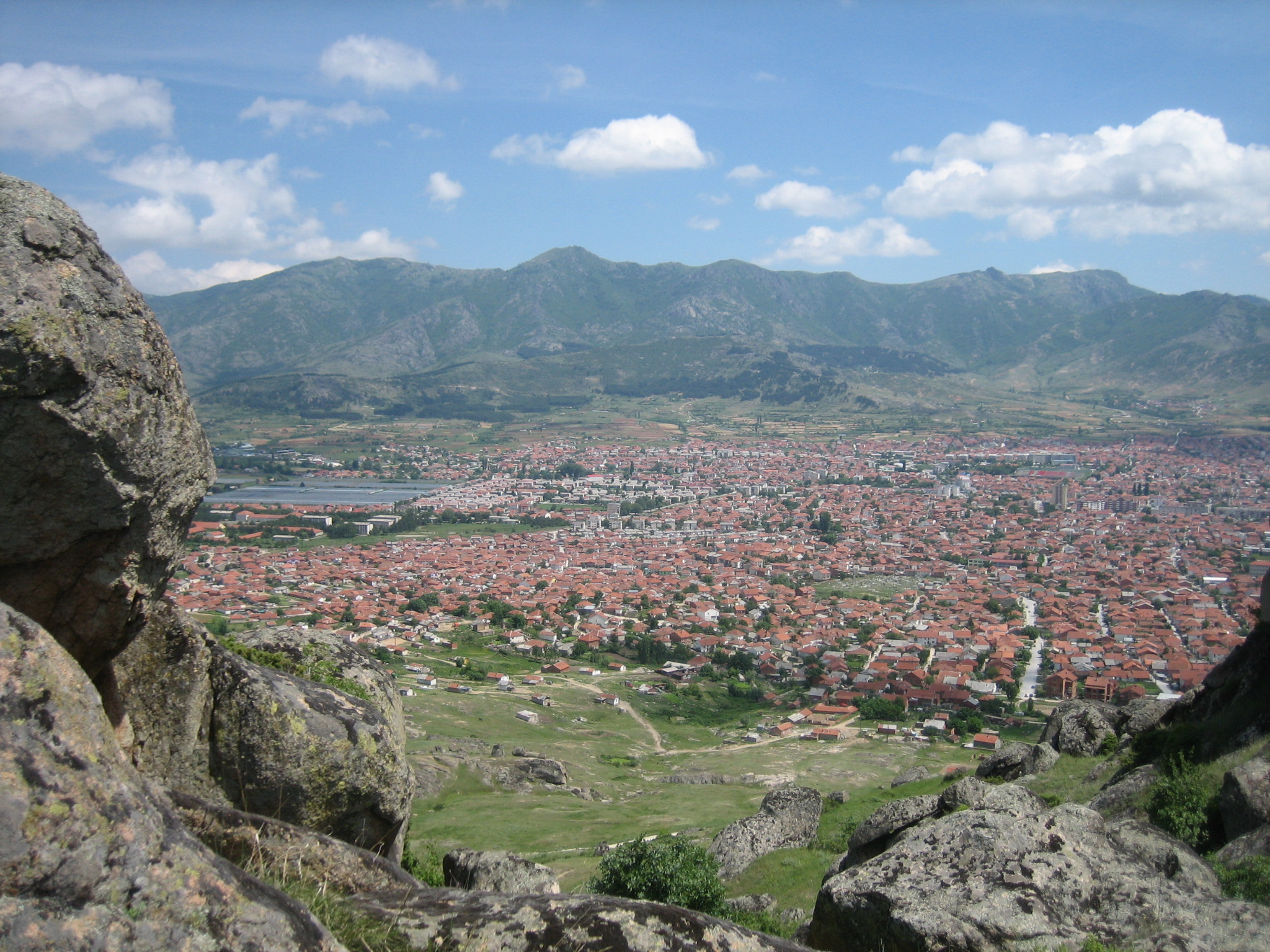
Panorama de Prilep, quatrième plus grande ville du pays.

La Macédoine du Nord est caractérisée par une capitale macrocéphale, qui concentre un tiers de la population du pays, et par un grand nombre de moyennes et petites villes, vingt-neuf au total. Le pays compte aussi 1 637 villages et hameaux. En 2010, 59 % de la population vivait en milieu urbain. L'exode rural, qui ne s'est jamais arrêté, a laissé 150 villages abandonnés et plus de 450 sont menacés de désertification.
Les régions les plus densément peuplées sont celles de Skopje et du Polog, qui forment ensemble un arc dans le Nord-Ouest du pays, dans la haute vallée du Vardar. Elles comprennent les villes de Tetovo, Gostivar et Skopje et regroupent environ 43 % de la population macédonienne. Ce sont elles qui connaissent la plus forte croissance démographique, expliquée par l'exode rural vers Skopje ainsi que par le fort taux de natalité parmi la minorité albanaise, largement majoritaire dans le Polog. Les régions du Sud et de l'Est ont une croissance démographique faible et une population rurale plus importante mais elles comptent aussi des villes moyennes, comme Bitola, Prilep, Štip ou Strumica.
Population des dix villes de Macédoine du Nord les plus peuplées (2021)

### Axes de communication

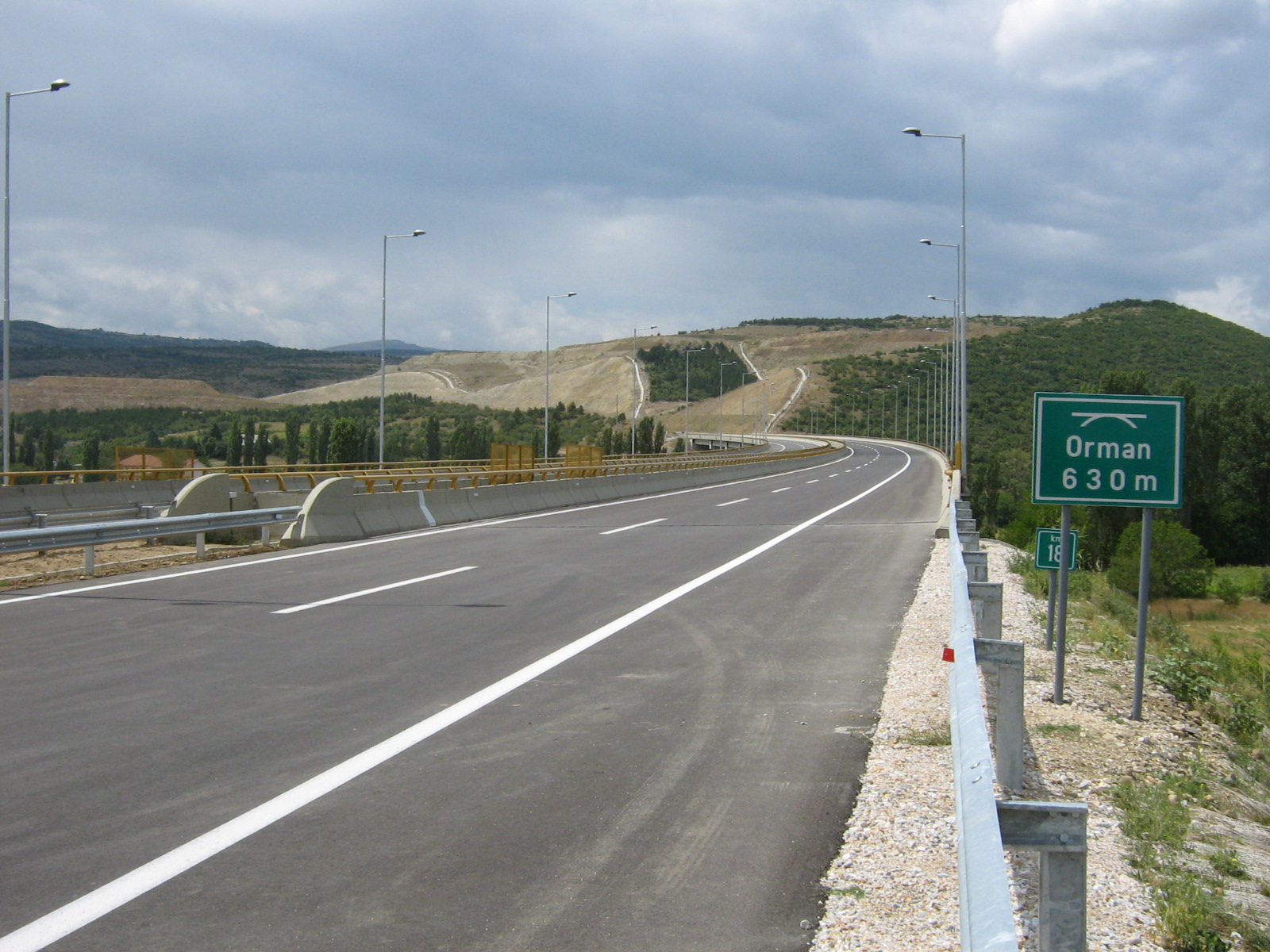
L'autoroute M4 entre Skopje et Tetovo.

La vallée du Vardar est le principal axe naturel du pays ; il traverse le pays du nord au sud et relie l'intérieur des Balkans à la mer Égée. Cet axe est emprunté par l'autoroute M1, qui fait partie de la route européenne 75 reliant la Finlande à la Grèce, ainsi que par la voie ferrée qui relie Belgrade à Thessalonique. Le long du fleuve se trouvent quelques-unes des plus grandes villes du pays, comme Skopje, la capitale, Gostivar et Veles. Un autre axe important est le corridor européen VIII, qui relie la mer Adriatique à la mer Noire en traversant le pays d'ouest en est. Cet axe traverse notamment Ohrid, Tetovo, Skopje et Kumanovo.
Le réseau routier est le moyen de transport le plus efficace du pays ; la Macédoine du Nord possède 13 736 kilomètres de route, dont 216 kilomètres appartiennent à l'autoroute M1. Le réseau autoroutier est modeste mais connaît d'importantes campagnes d'amélioration et d'extension, comme la construction de l'autoroute M2, qui reliera en 2016 Kumanovo à la frontière bulgare. Les Macédoniens ne disposant pas de ressources financières pour entretenir et agrandir le réseau, c'est la Banque européenne pour la reconstruction et le développement qui finance les travaux de voirie importants. Le réseau routier macédonien satisfait les critères de l'Union européenne sur la plupart des points, seule l'absence de campagne pour la sécurité routière faisant défaut.
Le réseau ferroviaire est long de 699 kilomètres, dont 234 kilomètres de lignes électrifiées. Il est exploité par une compagnie d'État, les Chemins de fer macédoniens, mais l'ouverture au marché est prévue. Il satisfait aux critères de l'Union européenne, mais il est délabré et seules les activités de fret sont rentables. Le gouvernement a toutefois prévu l'achat de nouveaux wagons et locomotives en 2013 afin de remplacer le matériel, renouvelé pour la dernière fois en 1979. La rénovation des lignes existantes ainsi que la construction d'une ligne reliant l'Albanie à la Bulgarie et passant par Skopje sont en cours.
La Macédoine du Nord possède enfin deux aéroports internationaux, ceux de Skopje et d'Ohrid, et douze autres aéroports plus petits, dont huit ont des pistes en dur.

## Histoire

La Macédoine moderne et le royaume antique. En rose, la Macédoine du Nord. En vert, les régions administratives grecques actuelles dénommées Macédoine (à savoir la Macédoine-Occidentale, la Macédoine-Centrale et une partie de la Macédoine-Orientale-et-Thrace).

### Origine du nom
Le nom de « Macédoine » vient du grec Μακεδονία (Makedonía), qui désigne d'abord un royaume antique, dont le souverain le plus connu est Alexandre le Grand. Les habitants de ce royaume antique étaient appelés Μακεδόνες (Makedónes), terme qui vient de l'adjectif μακεδνός (makednós) signifiant « grand » (cet adjectif a une racine commune avec le nom μάκρος (mákros), signifiant « long »). Les historiens pensent que ce nom, Makedónes, a été attribué aux Macédoniens parce qu'ils étaient connus pour habiter en altitude.
Le nom Macédoine désigne au fil des siècles une région à géométrie variable. Avant les conquêtes de Philippe II, il correspond principalement à une partie de la Macédoine grecque actuelle, tandis qu'à l'Époque moderne, elle englobe non seulement la région grecque, mais aussi des territoires aujourd'hui bulgares et albanais et l'ensemble de l'actuelle Macédoine du Nord. Cette grande Macédoine moderne était répartie entre trois vilayets ottomans, ceux de Salonique, de Prizren (incluant Skopje) et de Monastir (aujourd'hui Bitola). Les Bulgares y formaient le groupe ethnique le plus nombreux sans y être majoritaires. La région est envahie puis divisée en 1912 entre la Bulgarie, la Grèce et la Serbie. Les populations slaves sont rapidement assimilées, mais les autorités serbes puis yougoslaves ont plus de difficultés dans la Macédoine serbe, ce qui poussera le régime yougoslave à créer et généraliser l'identité macédonienne moderne, les Bulgares s'y opposant étant presque systématiquement envoyés aux camps de travail, notamment à Goli Otok. Après la Seconde Guerre mondiale, Josip Broz Tito octroie aux Macédoniens le statut de nation et leur garantit une république fédérée, baptisée république socialiste de Macédoine. Lors de l'indépendance du pays en 1991, celui-ci prend le nom de république de Macédoine.
Avant les premières tentatives des Macédoniens slaves pour revendiquer l'héritage d'Alexandre le Grand dans les années 1970, il existait déjà une opposition avec la Grèce sur l'usage du terme « Macédoine ». En effet, les Grecs considèrent que ce terme est attaché à leur propre passé culturel, aussi bien antique (royaume de Macédoine) que moderne (rivalité bulgaro-gréco-serbe en Macédoine), et qu'une grande partie de l'ancienne Macédoine ottomane est devenue la Macédoine grecque. Pour les Slaves, ce terme désigne avant tout les Macédoniens slaves dont l'identité nationale s'est formée de la fin du XIXe et surtout au XXe siècle en opposition aux nationalismes bulgare et serbe. Enfin, en dehors de la question de l'héritage de la Macédoine antique, l'usage du nom de Macédoine par l'ancienne république yougoslave est vu par les Grecs comme entraînant une prétention territoriale sur la Macédoine grecque, où vit encore une minorité slavophone (en). La Thessalonique est peuplée d’autochtones slaves, considérés tantôt comme Bulgares tantôt comme Macédoniens et écrivant en cyrillique.
Un compromis est finalement trouvé entre la Macédoine et la Grèce par l'accord de Prespa du 12 juin 2018 pour que le pays s'appelle officiellement république de Macédoine du Nord, au niveau national comme international. Le 30 septembre 2018, les Macédoniens approuvent à plus de 90 % l'accord lors d'un référendum, bien que la participation ne soit que de 37 %. L'accord est approuvé le 11 janvier 2019 par le Parlement macédonien puis le 25 janvier suivant par le Parlement grec. Le 12 février, après ratification par les deux parties, l'accord entre en vigueur, résolvant le conflit par l'adoption du nom de Macédoine du Nord et débloquant ainsi les perspectives d'adhésion euro-atlantiques de la Macédoine du Nord.

### Protohistoire

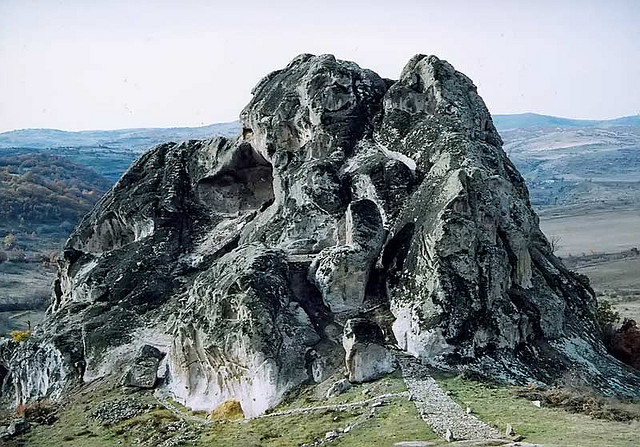
Le site archéologique de Cocev Kamen, qui comprend une grotte ornée.

Le territoire de la république actuelle est habité à partir du Néolithique. Le site archéologique le plus ancien est celui de Vrchnik, dans la commune de Štip ; il est occupé à partir de 7000 av. J.-C. Les tout premiers habitants connaissent l'agriculture et la poterie et ils sont sédentaires. Plusieurs cultures locales, identifiables par des artéfacts particuliers, se côtoient et se succèdent. Ces cultures sont souvent proches d'autres cultures voisines, comme celle de Vinča qui se développe en Serbie, mais possèdent quelques caractéristiques uniques, comme l'usage de peinture blanche pour décorer la poterie et la fabrication de petites statuettes rituelles, les Magna mater, une figure féminine fusionnée à une petite maison en terre cuite.
Grâce aux contacts avec l'Illyrie adriatique, le territoire entre dans l'âge du bronze au début du IIe millénaire av. J.-C. Les villages de cette période sont construits en pierre et sont parfois situés dans des endroits difficiles d'accès afin de se protéger des invasions. La région est en effet régulièrement envahie par des tribus indo-européennes pendant les dernières décennies du IIIe millénaire av. J.-C. jusqu'au Bronze moyen. L'observatoire mégalithique de Kokino est le vestige le plus monumental de la période. Il mesure 100 mètres sur 50 et c'est, selon la NASA, le quatrième plus ancien observatoire au monde après Abou Simbel, Stonehenge et Angkor Vat.
La région connaît de nouvelles invasions de 1300 à 1200 av. J.-C. Elles sont menées par des tribus de l'Égée et des Illyriens qui traversent le pays et qui s'assimilent peu à peu aux populations locales. Ils apportent l'usage du fer et encouragent le commerce avec les colonies ioniennes situées sur la côte adriatique. L'âge du fer macédonien commence vers 1200 av. J.-C. et s'achève en 400 av. J.-C. Il est caractérisé par de grandes nécropoles princières, qui montrent l'existence de monarchies organisées et influencées par la Grèce antique, comme le royaume de Péonie. C'est à cette époque que le royaume de Macédoine émerge dans le nord de la Grèce. Ses limites septentrionales correspondent à l'actuelle frontière sud de la Macédoine du Nord.
À partir du VIe siècle av. J.-C., l'influence grecque se fait de plus en plus importante et le territoire se couvre de villes fortifiées qui doivent faire face à l'invasion perse de 490 av. J.-C. Le royaume de Péonie, dont le territoire correspond à la majeure partie de l'actuelle Macédoine du Nord, est finalement envahi par Philippe II en 358 av. J.-C. Après la mort de son fils Alexandre le Grand, la Macédoine antique périclite rapidement et doit faire face à de nombreuses guerres contre la République romaine, qui se succèdent de 214 à 148 av. J.-C.

### Province romaine

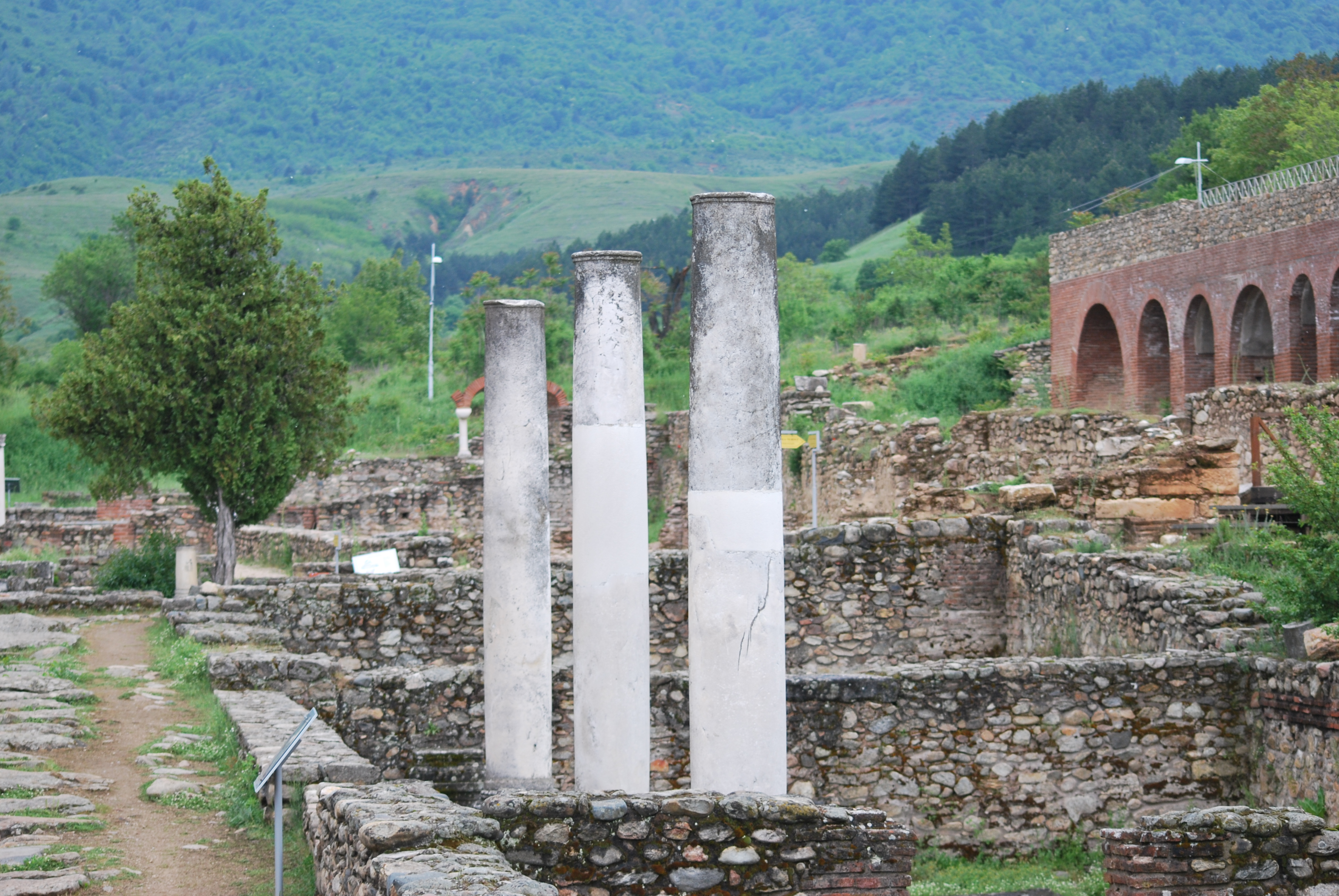
Les ruines romaines de Heraclea Lyncestis.

Les Romains annexent définitivement le royaume de Macédoine en 168 av. J.-C. et en font une province romaine de Macédoine. Ils y construisent des voies, fondent des villes, comme Scupi (actuelle Skopje) et réorganisent les cités de fondation plus ancienne, comme Heraclea Lyncestis (actuelle Bitola) ou Stobi, qui devient au IIIe siècle la deuxième plus grande ville macédonienne après Thessalonique. Le christianisme s'implante surtout à partir des IIIe et IVe siècles et environ 130 basiliques de cette époque ont été découvertes sur le sol de la république. Le territoire reste de culture principalement grecque.
La région qui constitue l'actuelle Macédoine du Nord reste un pays où la langue majoritaire est le grec, avec des variantes du grec, et avec des groupes minoritaires d'Illyriens jusqu'au VIIe siècle et de populations romanisées. Le pays est ravagé par la peste dite antonine entre 150 et 180, et la peste dite de Justinien entre 540 et 565.

### Empire byzantin

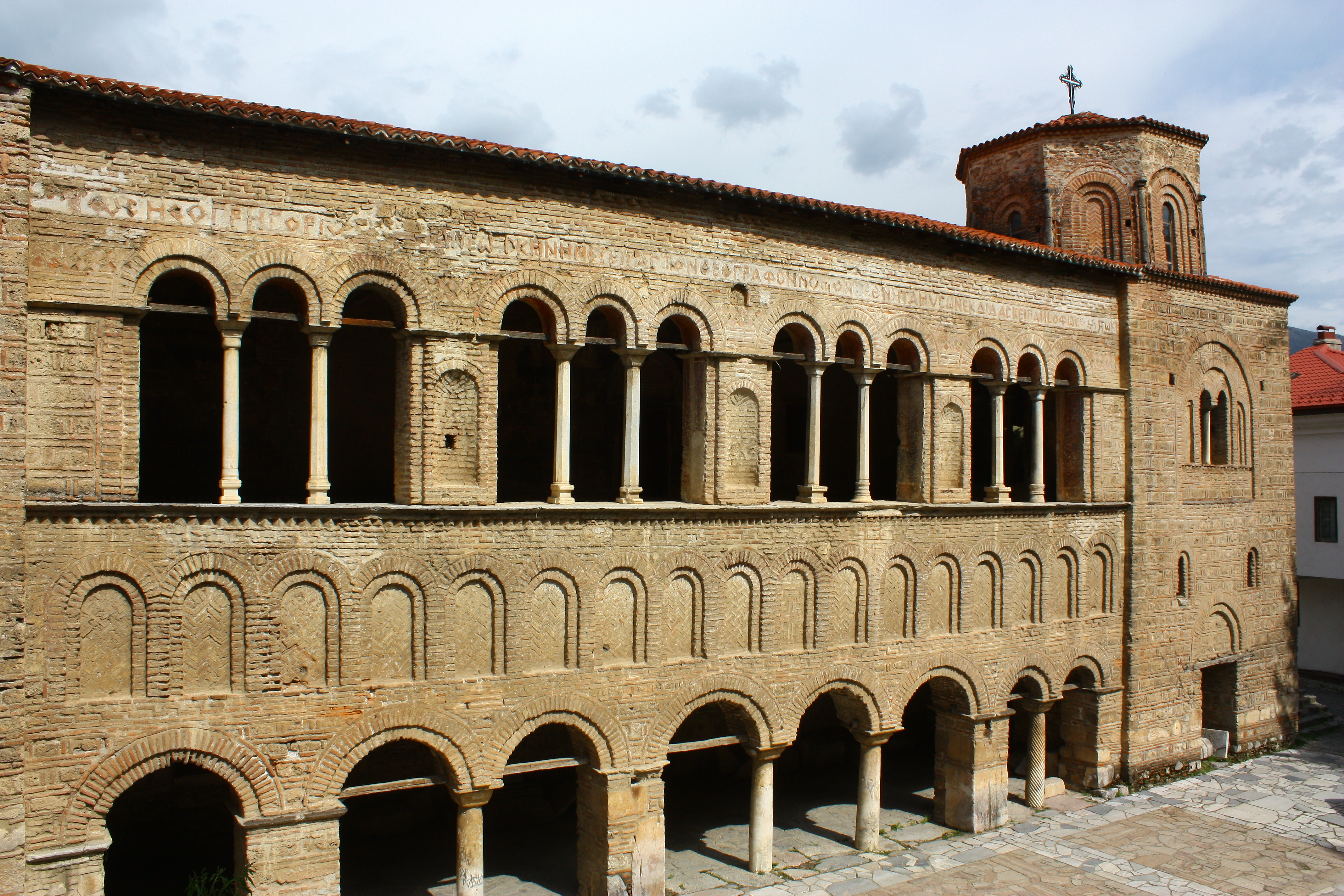
La cathédrale d'Ohrid.

L'Empire romain est divisé en 395 entre une partie occidentale et une partie orientale, avec respectivement Rome et Constantinople pour capitale. La Macédoine est incluse dans le nouvel Empire d'Orient (qui sera ultérieurement dénommé Empire byzantin en Europe de l'Ouest). À partir de 500, des Slaves venus du Nord traversent le Danube et s'installent dans la péninsule balkanique. Ils atteignent la Macédoine au VIIe siècle et des tribus s'y installent définitivement. Ils assimilent les populations déjà présentes et diffusent leur langue. Les Slaves sont rejoints par les Avars, dont la présence est éphémère, puis par les Proto-Bulgares, venus d'Asie centrale, qui traversent le Danube en 679 et fondent entre ce fleuve et le massif du Grand Balkan un État qui s'étend vers la Thrace au sud et la Macédoine à l'ouest. Les populations grecques forment des « céphalies », celles romanisées des « valachies » et celles slaves des « sklavinies », ayant à leur tête des joupans. Avec le temps, les Slaves assimilent les populations de langues grecque, romane ou illyrienne. Au début, Proto-Bulgares et Avars sont tengristes et ne se mélangent pas à leurs sujets grecs, slaves ou valaques qui eux, sont chrétiens de rite byzantin, mais deux siècles plus tard, les Bulgares et les Slaves, ces derniers beaucoup plus nombreux, ne forment plus qu'un seul peuple, de culture slave, et l'aristocratie bulgare adopte officiellement le christianisme en 864.
Au IXe siècle, Siméon Ier de Bulgarie mène une guerre qui agrandit considérablement son royaume, en l'augmentant notamment de la Macédoine et de l'Albanie. Au cours du même siècle, les frères Cyrille et Méthode de Thessalonique créent le premier alphabet slave, le glagolitique. Cet alphabet permet la naissance d'une première littérature slave et la traduction d'écrits religieux en vieux-slave. Les deux saints poursuivent leur mission jusqu'en Moravie. Leurs disciples, Clément et Naum, fondent à Ohrid la première université slave et deux monastères. Leur œuvre est considérable, puisqu'ils sont souvent associés à la création de l'alphabet cyrillique, et surtout à sa propagation, et font du vieux-slave la langue liturgique des Slaves et des Valaques. Clément est par ailleurs le premier évêque d'Ohrid. Sous Clément et Naum, l'université d'Ohrid forme 3 500 prêtres et professeurs ; après leur mort, elle décline mais continue d'exister jusqu'en 1767.

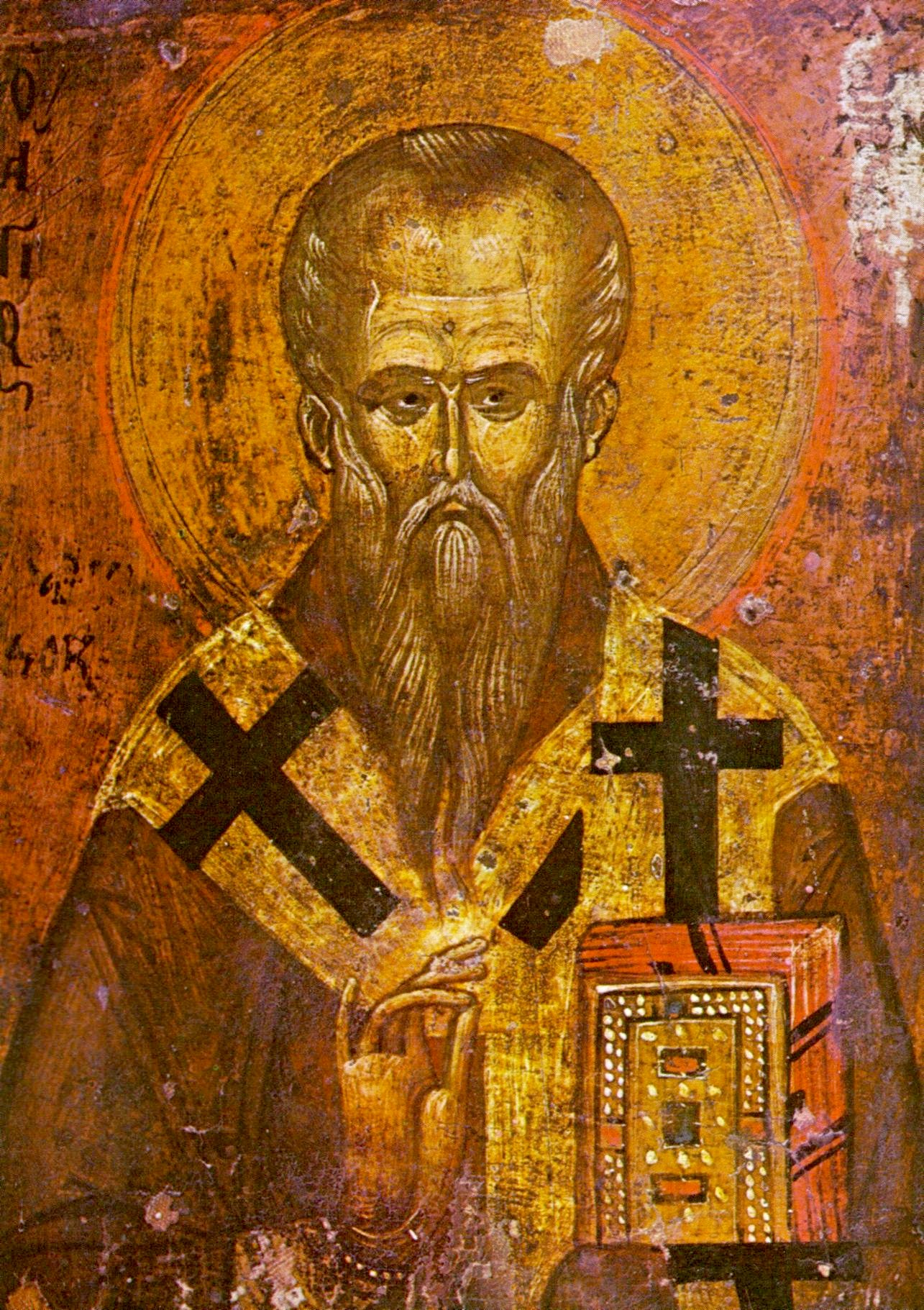
Saint Clément d'Ohrid.

En 896, Siméon Ier fait la paix avec les Byzantins et favorise la fondation du patriarcat de Bulgarie. Il meurt en 927 et son empire s'affaiblit : les régions orientales (Mésie, Thrace, côte de la mer Noire) repassent sous l'autorité de Constantinople et les tsars de Bulgarie abandonnent leur capitale, Preslav, pour d'autres villes situées plus à l'ouest, avant de se fixer à Ohrid. En 976, Samuel Ier de Bulgarie, désireux de reconstruire l'empire de Siméon Ier, mène à partir de la Macédoine des campagnes vers l'Albanie, la Serbie, la Bosnie, la Mésie et la Grèce. Il érige l'évêché d'Ohrid en patriarcat. Son armée est cependant vaincue par les Byzantins en 1014, et en 1018, sa capitale, Ohrid, est prise par l'empereur byzantin Basile II qui, soucieux d'intégrer pacifiquement les Slaves à l'empire, leur accorde une certaine autonomie et n'augmente pas les impôts. Il supprime le patriarcat d'Ohrid mais fait de la ville le siège d'un archevêché autocéphale. Ses successeurs se montrent bien plus anti-slaves et remplacent les boyards slaves par des archontes grecs. En réaction, la Macédoine connaît deux soulèvements slaves, en 1040 et en 1072. Chaque fois, les insurgés contrôlent des territoires importants avant d'être écrasés.
De 1081 à 1083, les Normands de Robert Guiscard traversent et dévastent la Macédoine ; ils sont suivis par les soldats de la première croisade dans les années 1090, et les Normands recommencent en 1107 et en 1108. Les souverains byzantins perdent peu à peu le contrôle de la Macédoine et des boyards locaux créent leurs propres principautés. En 1185, alors que l'empereur byzantin Isaac II Ange alourdit les impôts, les corvées et de la conscription, les Bulgares et les Valaques des Balkans se soulèvent à nouveau sous la conduite de trois frères : Asen, Petros et Ioaniţã Caloian, qui prennent le contrôle des régions formant les actuelles Bulgarie, Macédoine du Nord et Serbie, et obtiennent en plus l'alliance des Coumans. Avec ces armées, ils envahissent la Thrace en 1186. Un premier détachement sous les ordres du boyard Dobromir, beau-frère de Petros, se dirige ensuite vers la Macédoine et un second vers la Thrace orientale. Georges Cédrène, Nicétas Choniatès et Jean Skylitzès relatent qu'Isaac II commence alors des négociations qui aboutissent à un accord signé à Loutch en 1187. En 1203, la Macédoine du Nord est une partie du Second Empire bulgare. Elle devient serbe en 1282, et Stefan Uroš IV Dušan fait de Skopje sa capitale. Peu après sa mort, son royaume s'effrite et la Macédoine sombre dans des luttes intestines entre boyards. Ceux-ci ne peuvent faire face aux envahisseurs turcs lors de la bataille de la Maritsa en 1371. La Macédoine du Nord devient alors une province de l'Empire ottoman.
Entre 1347 et 1349, la peste noire ravage le territoire, comme le reste de l'Europe.

### Empire ottoman

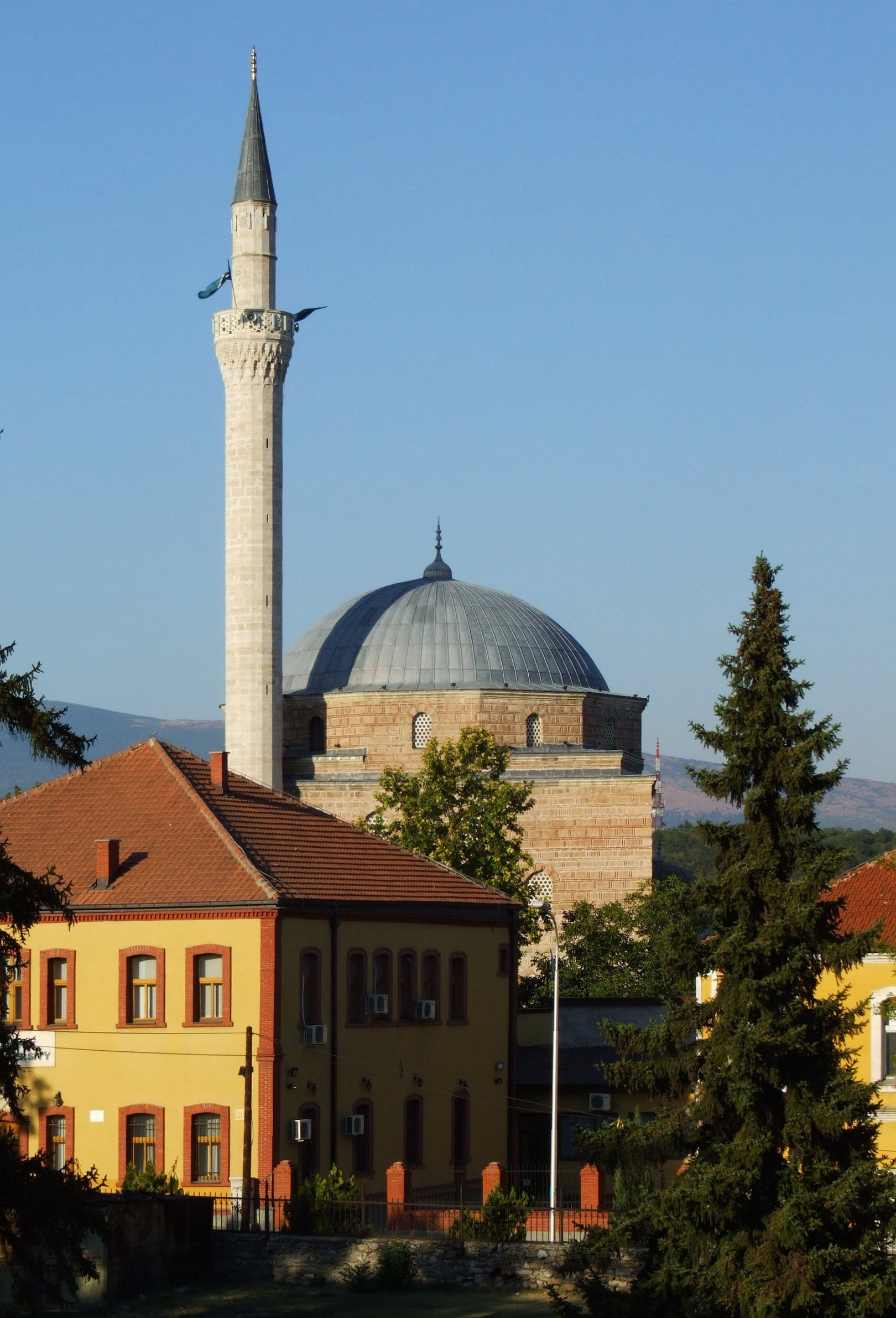
La mosquée Mustafa Pacha, dans le vieux bazar de Skopje, construite au XVe siècle.

Les Ottomans qui ont colonisé la région, l'organisent selon leur loi. Certaines populations, comme les Albanais de Macédoine du Nord, les Torbèches slaves, les Moglénites valaques et les Roms Çingene, se convertissent à l'islam pour échapper aux corvées et aux confiscations des terres et des troupeaux pour les timars (domaines agricoles turcs), au haraç (double-capitation sur les non-musulmans) et à la pédomazomie (rapt des premiers-nés mâles pour en faire des janissaires). Mais d'autres groupes, dont la majorité des Slaves, conservent le christianisme orthodoxe, la conversion à l'islam n'étant pas obligatoire. Toutefois, seuls les musulmans peuvent accéder aux postes importants et jouir de divers droits. Dans le système ottoman des millets, les chrétiens gardent cependant leur cohésion sociale puisque le Patriarcat de Constantinople les représente, et bénéficie de quelques droits administratifs.
La Macédoine connaît un certain essor économique au cours des XVe et XVIe siècles, qui correspondent à l'âge d'or de l'Empire ottoman. Cet essor reste toutefois confiné aux villes, transformées en centres de commerce turcs, où se concentre la population musulmane. En raison de conditions de vie difficiles, les Slaves se révoltent pour la première fois contre le régime ottoman en 1564, et nombre de paysans chrétiens fuient les terres agricoles des vallées pour rejoindre les haïdouks, bandes de hors-la-loi (en turc haydut) qui pillent les caravanes sur les axes commerciaux, ou les Saracatsanes (en macédonien Каракачани, karakatchanes), confréries de voleurs de bétail et de bergers nomades. Au cours de la guerre austro-turque, les haïdouks profitent du chaos pour déclencher un nouveau soulèvement en 1689. Ils offrent leur soutien à l'armée autrichienne, arrivée dans le sud de la Serbie, et ils s'emparent ensemble de Skopje. Les haïdouks prennent peu à peu le contrôle de la Macédoine mais les Ottomans reprennent vite du terrain et défont les haïdouks à Kumanovo ; les Autrichiens sont repoussés au nord du Danube.
Au XVIIIe siècle, l'Empire ottoman est en déclin et les seigneurs musulmans locaux profitent des désordres politiques pour accroître leur pouvoir. Certains constituent même de petites armées de mercenaires formées de Turcs et d'Albanais musulmans, et terrorisent la population chrétienne tout en neutralisant les haïdouks. Afin de fuir l'insécurité croissante dans les campagnes, de nombreux Slaves quittent leurs villages et s'installent dans les villes où ils travaillent comme domestiques, artisans ou marchands. Ils amorcent une re-christianisation et une re-slavisation des centres urbains, et certains s'enrichissent au point de former une nouvelle classe moyenne. Mais à cause de l'hégémonie de l'Église constantinopolitaine, l'émergence d'une petite élite slave n'entraîne pas immédiatement de renouveau culturel slave macédonien. Sous la pression des Grecs phanariotes, infuents à Constantinople et gouvernant les principautés valaques (d'où ils finançaient l'Église orthodoxe de l'Empire ottoman), le patriarcat de Peć est aboli en 1766 et l'archevêché d'Ohrid disparaît en 1767. Le Patriarcat de Constantinople contrôle alors seul et directement, tous les orthodoxes des Balkans,.

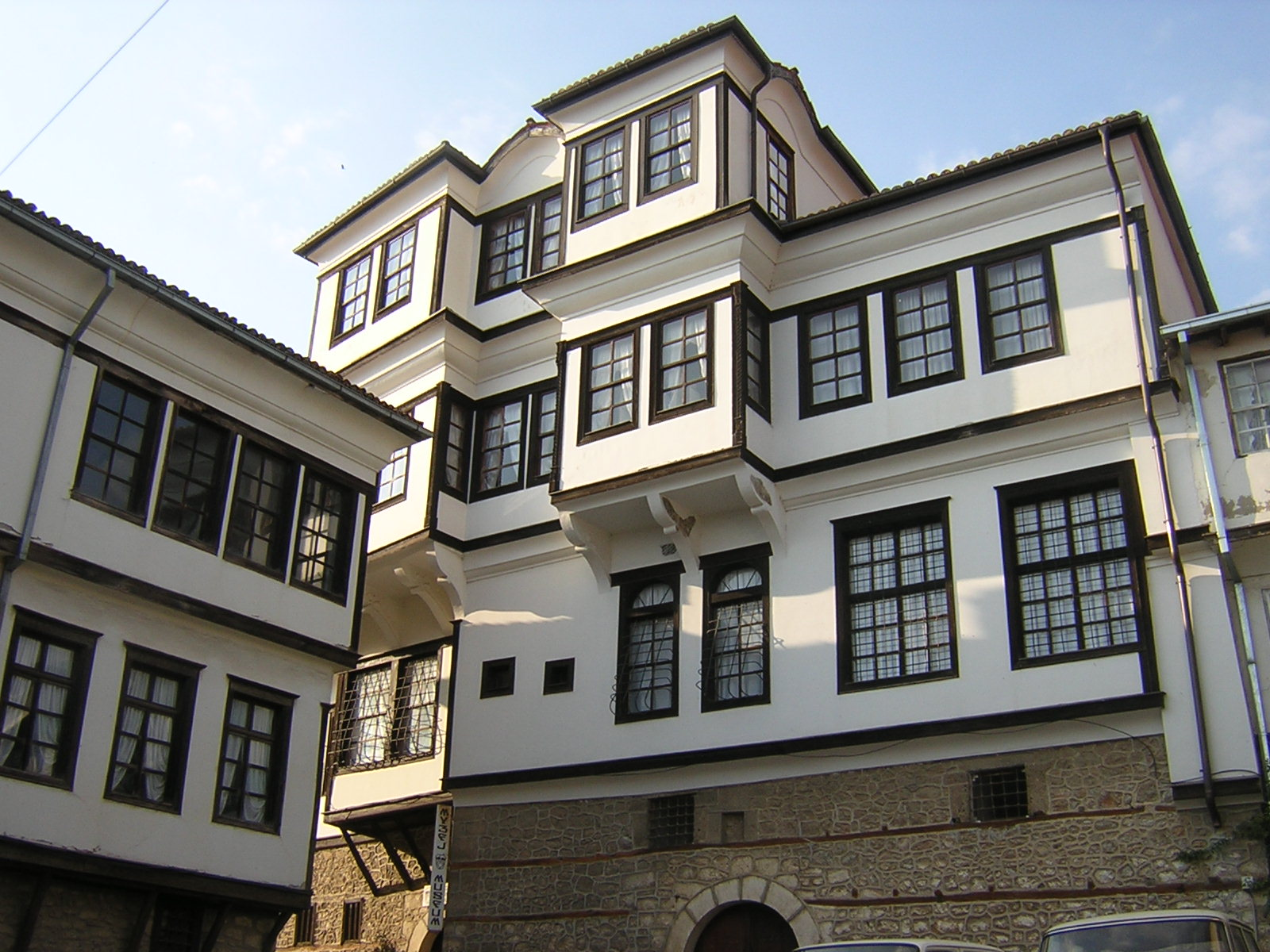
La maison des Robev, riche famille slave du XIXe siècle, à Ohrid.

À la fin du XVIIIe siècle, une littérature macédonienne apparaît, et, en 1792, Marko Todorovitch publie à Vienne le premier livre en macédonien : il s'agit d'un manuel de lecture. Les premiers écrivains macédoniens écrivent dans leur dialecte, puisque le macédonien n'est pas encore standardisé.
La naissance d'une véritable identité nationale est cependant empêchée par l'emprise culturelle grecque et par des politiques d'assimilation culturelle serbes et surtout bulgares à partir des années 1850. Le royaume de Grèce, la principauté de Bulgarie et le royaume de Serbie sont elles-mêmes d'anciens territoires ottomans nouvellement indépendants ou autonomes, et elles souhaitent chacune annexer la Macédoine. Pour appuyer leurs revendications, les Grecs, les Bulgares et les Serbes cherchent à faire naître ou à renforcer un sentiment d'appartenance à leur nation respective, en établissant des écoles, des églises et des clubs culturels ; la rivalité bulgaro-grecque s'exprime notamment dans le domaine religieux, les Bulgares ayant obtenu des Ottomans la création d'un Patriarcat de Bulgarie et la reconnaissance d'un millet spécifiquement bulgare en 1870. En dépit des efforts de ces trois pays, beaucoup de Macédoniens ne s'identifient à aucun de ces peuples, même au début du XXe siècle. Un courant nationaliste local existe, mais contrairement aux autres mouvements balkaniques, il se répand sans aucune aide ni soutien extérieur, et sans infrastructures. Au contraire, il est non seulement menacé par le régime ottoman, mais aussi par les gouvernements des pays voisins.
Cette carence identitaire est également due à une situation économique et politique difficile. Ainsi, la fin du XIXe siècle, 80 % de la population vit de l'agriculture, 70 % des paysans ne possèdent pas de terres mais travaillent sur les domaines de propriétaires ottomans, et les rares manufactures de la région sont obsolètes, peu productives et ne peuvent faire face à la concurrence étrangère. La région connaît l'instabilité, l'insécurité chronique et la corruption. Les puissances occidentales tentent pourtant de s'impliquer dans le développement et la sécurisation de la région, en construisant par exemple des lignes téléphoniques et une voie ferrée, mais ces actions sont insuffisantes.

### Insurrections, guerres et partage

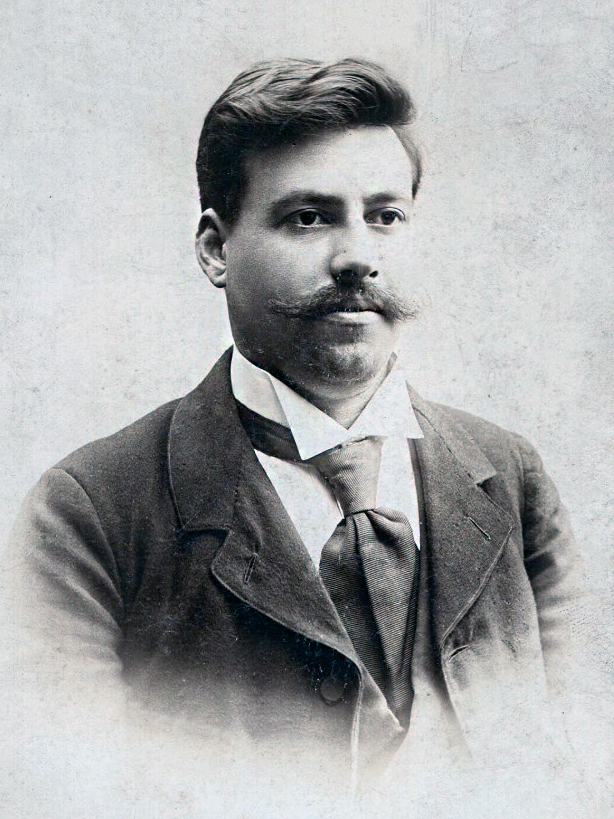
Goce Delčev, héros de l'Organisation révolutionnaire intérieure macédonienne.

Les nationalistes macédoniens deviennent de plus en plus puissants à la fin du XIXe siècle, et ils conduisent un premier soulèvement en 1876, puis un deuxième en 1878. Soldés par des échecs, ils ont surtout pour but d'alarmer les pays occidentaux sur la situation catastrophique de la région.

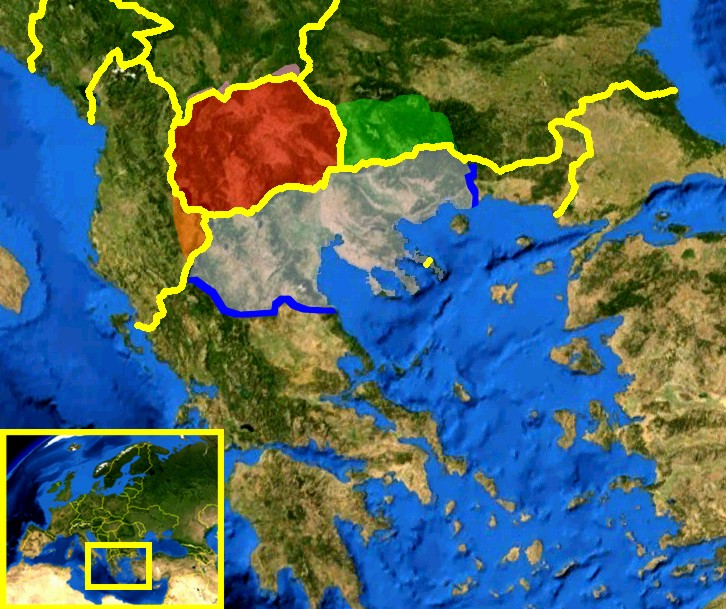
La grande Macédoine divisée :
Macédoine de l'Égée (Grèce)
Macédoine du Vardar (Serbie)
Macédoine du Pirin (Bulgarie)
Macédoine albanaise

En 1893, des nationalistes macédoniens fondent à Thessalonique l'Organisation révolutionnaire macédonienne, qui est rebaptisée plus tard Organisation révolutionnaire intérieure macédonienne, plus connue sous son sigle macédonien VMRO. En 1901, le mouvement reçoit le soutien du gouvernement bulgare, qui y voit un instrument de la création d'une Grande Bulgarie, incluant les différentes parties de la Macédoine, qui lui avaient été momentanément attribuées au Traité de San Stefano. L'organisation soutient avant tout les droits du peuple macédonien mais envisage aussi la libération de tous les autres peuples qui vivent dans la région vis-à-vis des Ottomans.
Le VMRO organise en 1903 le dernier et le plus grand soulèvement populaire de l'histoire macédonienne. Ce soulèvement crucial commence le 2 août, jour de la Saint-Élie (Sveti Eliya en macédonien), ce qui lui vaut son nom d'Insurrection d'Ilinden. Au bout d'un mois, les forces rebelles, dirigées par Pitu Guli, contrôlent une région de près de 10 000 kilomètres carrés. En septembre, l'armée ottomane lance une contre-offensive générale et l'insurrection est neutralisée à la mi-novembre.

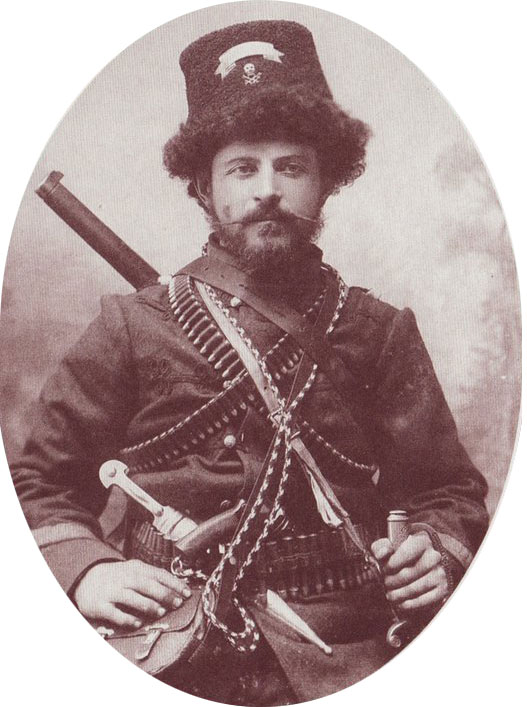
Pitu Guli, héros des Valaques (Aroumains) et des Macédoniens.

Le royaume de Bulgarie, le royaume de Grèce et le royaume de Serbie, décidés à expulser définitivement les Turcs des Balkans, déclarent la guerre (Guerres balkaniques) à l'Empire ottoman en 1912. Les Turcs sont rapidement défaits et la Macédoine est partagée entre les vainqueurs. Le Royaume de Bulgarie conteste toutefois ce partage qui lui laisse de trop petits territoires et déclare la guerre à la Grèce et à la Serbie en 1913. Ces dernières gagnent une seconde fois et font reconnaître définitivement les frontières issues de la première guerre.
La Macédoine se trouve divisée en quatre : le royaume de Grèce reçoit le Sud, le royaume de Serbie le territoire qui forme la Macédoine du Nord actuelle, le royaume de Bulgarie la région du Pirin (Macédoine du Pirin) et l'Albanie de petits territoires situés à l'ouest. Chaque État s'emploie à assimiler les populations locales, par la scolarisation dans sa langue nationale et parfois en interdisant l'usage public des parlers macédoniens, considérés comme du « patois »,.
La Première Guerre mondiale prolonge les Guerres balkaniques de 1912-1913 puisque le royaume de Bulgarie envahit à nouveau les parties de la Macédoine appartenant à la Grèce et la Serbie. Tandis que les Bulgares sont aidés par l'Empire allemand et l'Autriche-Hongrie, de leur côté le royaume de Serbie et le royaume de Grèce reçoivent l'aide des Alliés ; le front de Salonique se forme et d'importants combats ont lieu dans la région. Les Alliés finissent par percer le front en septembre 1918 et rétablir le partage d'avant 1914.

### Yougoslavie

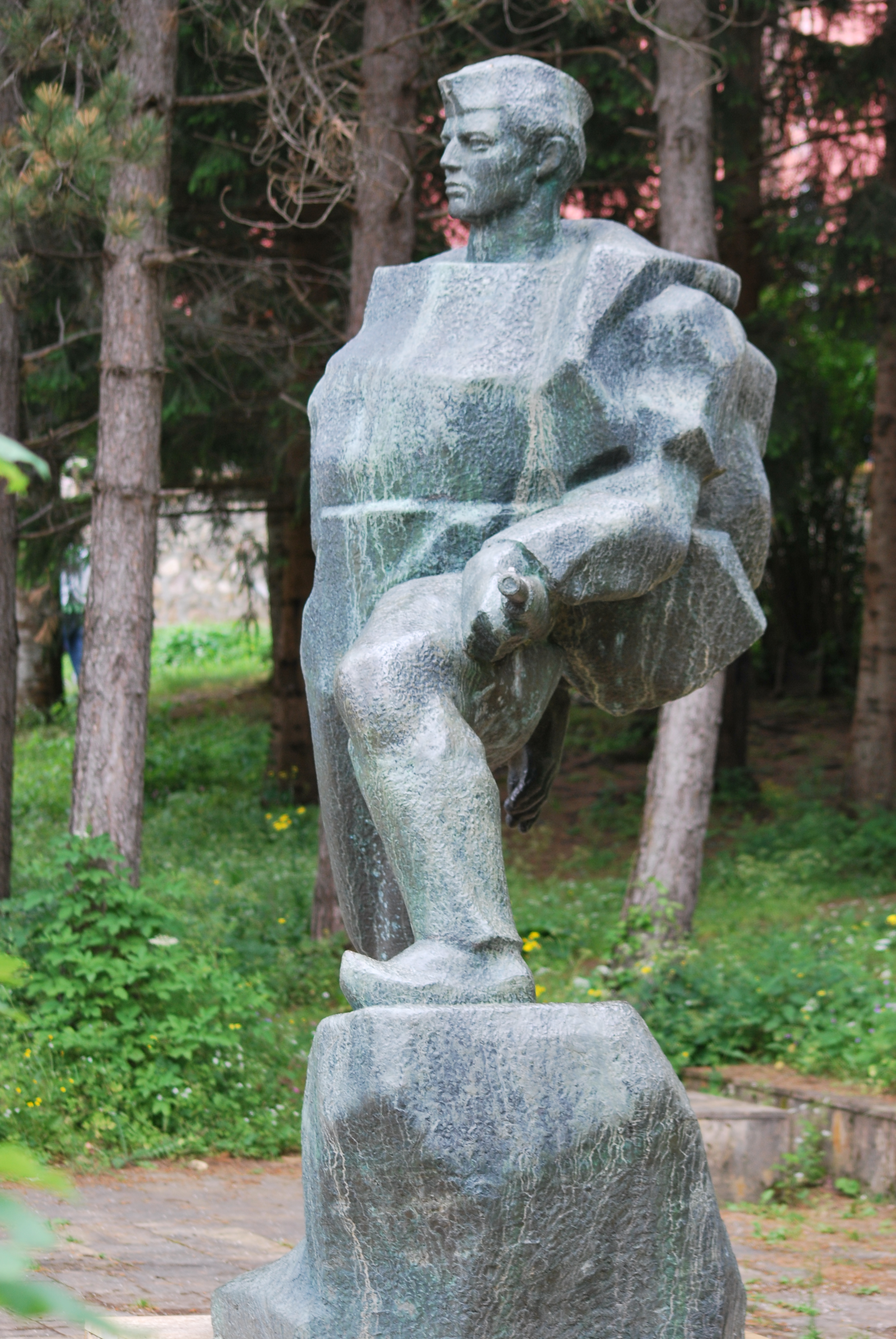
Un monument aux morts de la Seconde Guerre mondiale près de Gostivar.

En 1918, la Macédoine serbe rejoint le nouveau royaume des Serbes, Croates et Slovènes, rebaptisé royaume de Yougoslavie en 1929. Les Serbes poursuivent l'assimilation des Macédoniens et colonisent la région, même si le VMRO reste actif et commet plusieurs actions terroristes, dont l'assassinat du roi Alexandre Ier en 1934. L'organisation devient par ailleurs de plus en plus proche des communistes, qui reconnaissent eux aussi l'existence du peuple macédonien. La région ne connaît pas de réel développement économique pendant l'entre-deux-guerres.
Pendant la Seconde Guerre mondiale, après l'invasion et le démembrement du royaume de Yougoslavie, la Macédoine serbe est divisée en 1941 entre la royaume de Bulgarie et le protectorat fasciste du royaume albanais (1939-1943).

Partition de la Yougoslavie en 1941.

Au terme de la guerre de résistance, elle est libérée en 1944 par les résistants communistes. Ces derniers proclament la république socialiste de Macédoine qui devient l'une des six républiques fédérées de la Yougoslavie de Tito. L'existence du peuple macédonien est alors reconnue internationalement et la langue macédonienne est codifiée,.
Sous le régime communiste, la Macédoine du Nord connaît un développement socio-économique rapide. La population agricole diminue, tout comme l'illetrisme, et l'industrie est largement encouragée. Dans les années 1980 naissent des tensions entre les Macédoniens et la minorité albanaise, qui représente environ 20 % de la population du pays. La Yougoslavie est alors touchée dans son ensemble par une crise socio-économique et des premières élections multipartites sont organisées en 1990. En Macédoine, comme en Slovénie ou en Croatie, ce sont les nationalistes qui remportent le plus de sièges au Parlement.

### Indépendance

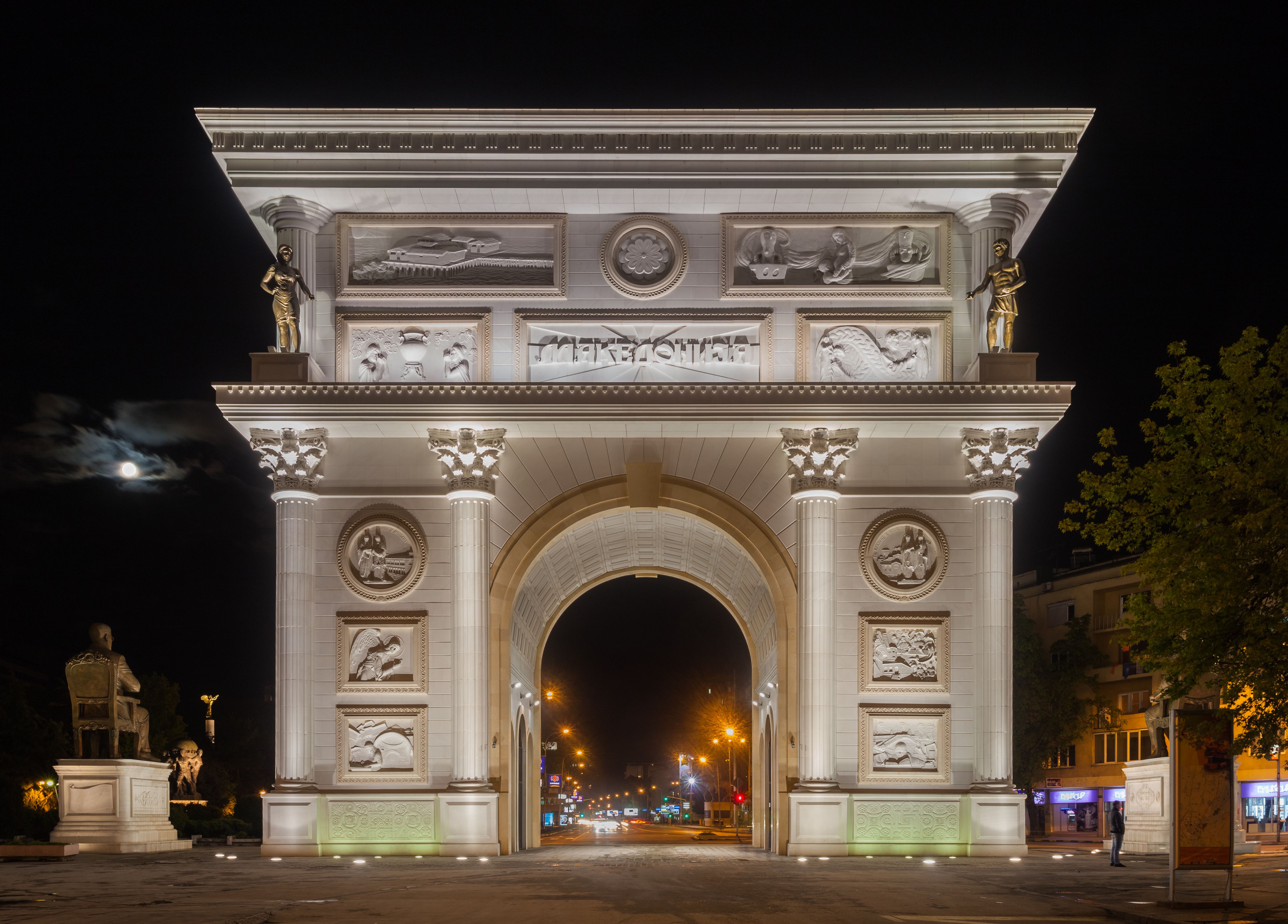
La porte de Macédoine, élevée en 2011 pour commémorer les vingt ans de l'indépendance.

Après les déclarations d'indépendance slovène et croate, la Macédoine décide à son tour de conduire un référendum en 1991. Les partisans de l'indépendance remportent 95 % des suffrages et la Macédoine déclare son indépendance le 8 septembre 1991, et se proclame « république de Macédoine ».
Le nouvel État doit faire face à de nombreux problèmes. D'abord, la minorité albanaise revendique rapidement plus d'autonomie ; ensuite, la Grèce s'oppose à sa reconnaissance internationale car elle considère que le nouvel État, par son nom et ses symboles, s'approprie l'héritage culturel grec. La Macédoine est d'ailleurs admise à l'ONU en 1993 sous le nom d'« Ancienne république yougoslave de Macédoine ». Le pays refuse de changer de nom et ce n'est qu'après un blocus économique qu'elle accepte de changer de drapeau en 1995. Ce blocus ainsi que les Guerres yougoslaves qui se déroulent dans les pays voisins entravent le passage à l'économie de marché.
En 2001, les tensions entre Albanais et Macédoniens atteignent des proportions dangereuses et des anciens combattants de la guerre du Kosovo lancent une guérilla dans le nord-ouest du pays. Ils forment l'Armée de libération nationale (UÇK-M), une organisation qui souhaite annexer les régions albanaises de Macédoine au Kosovo. Les rebelles attaquent l'armée et la police le long de la frontière kosovare et reçoivent le soutien de la population albanaise locale. Ils bénéficient par ailleurs d'importants moyens financiers. Au début de l'été, la situation est tendue, mais l'insurrection albanaise de 2001 est finalement désamorcée en juillet grâce à une médiation internationale. Les accords d'Ohrid, signés par les deux parties en août, octroient de nouveaux droits aux Albanais, notamment dans le système éducatif.
L'insurrection albanaise de 2001 en Macédoine a des répercussions sur l'économie, mais les accords d'Ohrid ont permis une certaine stabilisation politique. La croissance économique reprend dès 2002 et se poursuit lentement jusqu'à la crise financière mondiale de 2007. La Macédoine se porte par ailleurs candidate à l'adhésion à l'Union européenne en 2004.

## Politique et administration
La Macédoine du Nord est une république parlementaire, dont l'organisation politique est définie par la Constitution de la république de Macédoine du Nord proclamée en 1991. Cette constitution garantit l'État de droit, la démocratie et la protection des droits individuels. Elle consacre les droits fondamentaux, dont la liberté d'expression, le suffrage universel, le pluralisme politique et la liberté d'entreprise.

### Organisation des pouvoirs

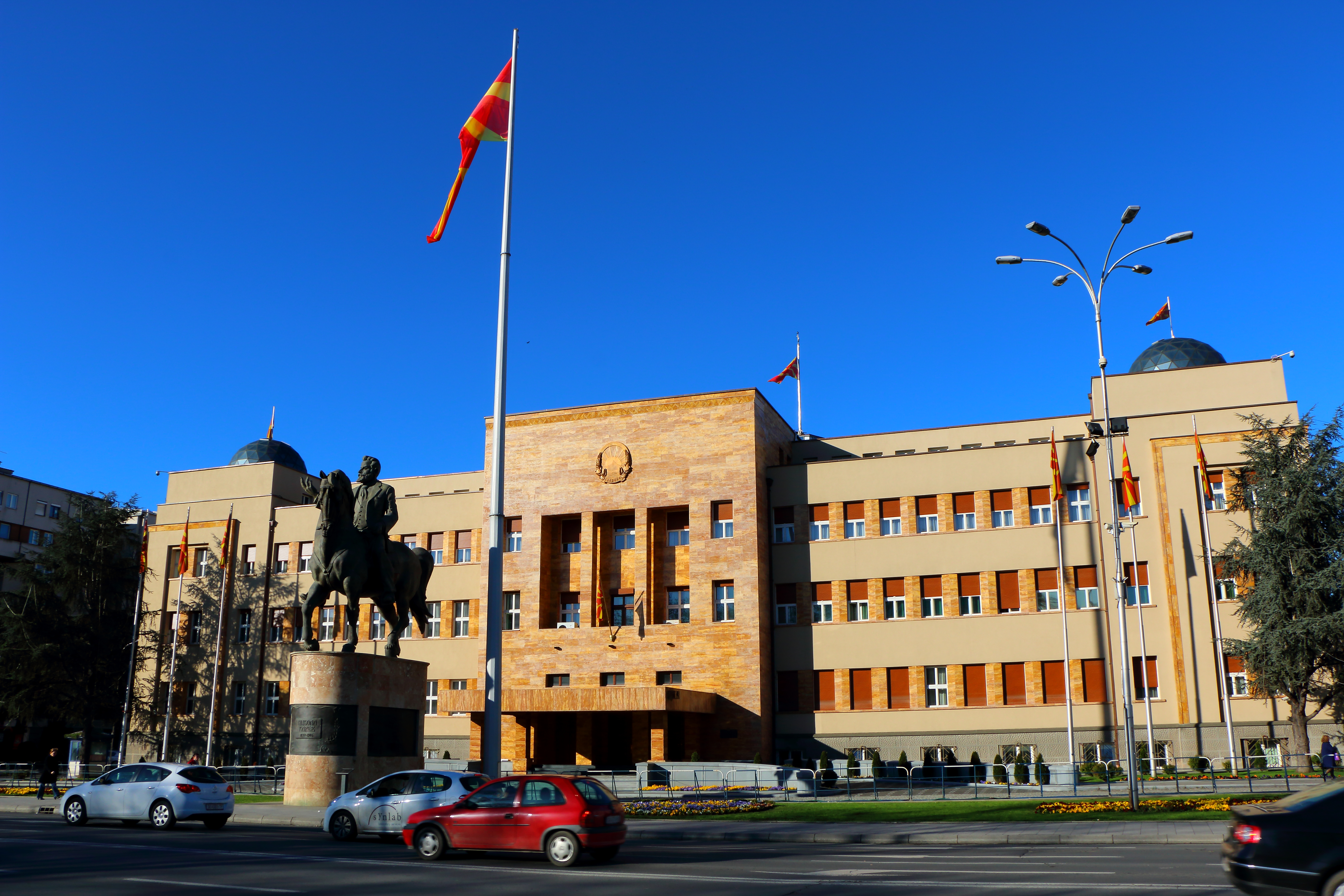
Le Palais de l'Assemblée à Skopje.

La constitution de 1991 confie le pouvoir législatif au Parlement, constitué d'une seule chambre, l'Assemblée de Macédoine du Nord. Ses 123 membres sont élus au suffrage universel direct tous les quatre ans. Le Parlement adopte les lois, élit les membres du gouvernement, vote le budget de l'État, ratifie les traités internationaux, nomme et révoque les juges et déclare la guerre. Tout membre de l'Assemblée peut proposer une loi, ainsi que toute autre personne munie d'une pétition comportant au moins 10 000 signatures d'électeurs. Le président de la République a droit de veto sur les lois ; lorsqu'il en fait usage, la loi est présentée une seconde fois à l'Assemblée et elle est définitivement adoptée si elle reçoit au moins deux-tiers des suffrages. Le Président de l'Assemblée est élu par au moins 61 membres du Parlement. Il remplace le président de la République si celui-ci est en incapacité d'assumer ses fonctions.
Le pouvoir exécutif est entre les mains du président de la République et du gouvernement. Le Président est élu pour cinq ans au suffrage universel direct ; une personne peut exercer deux mandats au maximum. Le Président négocie les accords internationaux, nomme ses ambassadeurs, reçoit la diplomatie étrangère, nomme divers dignitaires de la République, par exemple deux juges de la Cour constitutionnelle, il est le chef suprême des Armées et représente l'État dans le pays et à l'étranger. Le gouvernement peut proposer des lois et des orientations budgétaires, il est responsable de l'exécution des lois, décide la reconnaissance d'États étrangers et propose des ambassadeurs.
Le pouvoir judiciaire est détenu par des juges sans restriction de mandat élus par l'Assemblée. La Macédoine du Nord compte 27 cours de grande instance, trois cours d'appel et une cour suprême. La constitution interdit la création de cours d'urgence ou extraordinaires. Enfin, la Cour constitutionnelle est chargée de contrôler la conformité des actions du Parlement et du gouvernement à la Constitution. Le droit macédonien est de tradition romano-civiliste.

### Découpage territorial

Les 80 communes de Macédoine du Nord.

La Macédoine du Nord ne possède qu'un seul échelon territorial, constitué par 80 communes. La ville de Skopje possède un statut particulier, défini par la Constitution ; elle est composée de dix communes tout en possédant son propre conseil et son maire. Les communes macédoniennes regroupent une ou plusieurs localités qui ont des besoins et des intérêts communs. Une commune est donc une entité géographique et économique centrée sur un chef-lieu, dont la création ou la modification est décidée par la loi après un référendum local. Chaque commune possède un gouvernement et un maire, élus au suffrage universel direct, dont les attributions sont définies par la loi. Ils disposent d'une certaine autonomie locale, votent le budget municipal et établissent des plans de développement.
Les communes peuvent autoriser l'existence d'échelons inférieurs, correspondant par exemple à un village ou à un quartier. Les pouvoirs de telles entités sont déterminés par le gouvernement municipal, et varient donc d'une commune à l'autre. Ces entités ne peuvent toutefois avoir une nature politique : elles ne peuvent que proposer des idées au gouvernement local et s'investir volontairement dans le développement du village ou du quartier. Elles peuvent recevoir des financements de la commune, de la population ou d'entreprises.
Alors que la minorité albanaise soutient la décentralisation du pays pour accentuer son autonomie, les Macédoniens ethniques s'opposent généralement à la création de régions, en avançant que la Macédoine du Nord est trop petite pour que cet échelon soit pertinent. Le pays est toutefois divisé depuis 2009 en huit régions statistiques qui n'ont aucun rôle administratif. Elles ont été créées pour que le pays possède des unités correspondant aux NUTS européennes ; ces régions correspondent à l'échelon NUTS-3. En plus de leur vocation statistique, elles doivent coordonner le développement économique entre les communes. Elles possèdent un conseil composé des maires de leurs communes.

### Vie politique et principaux partis
Depuis l'indépendance en 1991 et l'instauration d'un système multipartite, la scène politique macédonienne est dominée par deux grands partis, qui forment en général des coalitions avec des formations plus petites. Ces deux grands partis, stables depuis 1991, sont l'Organisation révolutionnaire macédonienne intérieure - Parti démocratique pour l'unité nationale macédonienne (VMRO-DPMNE) et l'Union sociale-démocrate de Macédoine (SDSM). Le VMRO-DPMNE est au départ un parti nationaliste, mais à cause de son manque de reconnaissance internationale, il a opté pour une ligne chrétienne-démocrate en 1995. La SDSM est quant à lui l'héritier de l'ancienne Ligue communiste de Macédoine, mais son orientation sociale-démocrate qui tend vers le néolibéralisme lui confère un plus grand soutien de la part des classes aisées que de la part de la classe populaire. La SDSM se caractérise aussi par la volonté d'améliorer les relations interethniques et de résoudre rapidement le conflit du nom avec la Grèce. Les deux partis soutiennent l'adhésion du pays à l'Union européenne et à l'OTAN. La SDSM est associée au Parti socialiste européen et le VMRO-DPMNE au Parti populaire européen.
Parmi les formations plus petites se trouvent les partis ethniques albanais, comme l'Union démocratique pour l'intégration (DUI, nationaliste), le Parti pour la prospérité démocratique (PDP, modéré) ou le Parti démocratique des Albanais (conservateur) et d'autres formations comme le Nouveau Parti social-démocrate, formé par un ancien membre de la SDSM en 2005.
Les élections en Macédoine du Nord sont fortement soumises à la nature pluriethnique du pays, notamment à l'opposition entre la majorité macédonienne et la minorité albanaise. Ainsi, les Macédoniens ethniques choisissent le parti qui formera la majorité parlementaire et gouvernementale, tandis que les Albanais choisissent un parti les représentant, ce parti s'alliant alors avec la majorité. Ainsi, entre 2008 et 2016, le VMRO-DPMNE est au pouvoir conjointement avec le DUI. Puis, depuis les élections législatives de décembre 2016, la majorité parlementaire et gouvernementale est une coaliation menée par la SDSM avec les partis albanais de Macédoine du BDI/DUI et de l'AzA.

### Dirigeants actuels
| |  |  |
| La présidente de la république de Macédoine du Nord, Gordana Siljanovska-Davkova, et le président du gouvernement, Hristijan Mickoski. |  |  |

En mai 2024, Gordana Siljanovska-Davkova, professeure de droit constitutionnel à la faculté de droit de Skopje, candidate du parti VMRO-DPMNE, a été élue présidente de la République. Elle succède à Stevo Pendarovski, homme politique membre de l'Union sociale-démocrate de Macédoine, président de 2019 à 2024.
À la suite de la démission de Dimitar Kovačevski le 28 janvier 2024, Talat Xhaferi alors président de l'Assemblée, devient président du gouvernement de Macédoine du Nord. Il est le premier membre de la minorité albanaise du pays à accéder à ce poste et prend la tête d'un gouvernement technique qu'il dirigera pendant cent jours, jusqu'aux élections législatives de mai 2024,.

### Finances publiques
En Macédoine du Nord, les prélèvements obligatoires représentent 30,9 % du PIB en 2011, un taux plus faible que la plupart des autres États européens et qui place le pays 84e dans le classement mondial. En 2009, 49,7 % de ces prélèvements provenaient de la TVA, tandis que les cotisations sociales représentaient 9,5 % du PIB. L'État a enfin reçu l'équivalent de 4 % du PIB en 2009 grâce à des privatisations, des versements de la banque nationale ou encore des frais administratifs. La Macédoine du Nord a instauré en 2007 un impôt à taux unique, d'abord fixé à 12 %, puis abaissé à 10 % en 2008, suivant ainsi l'exemple de nombreux pays d'Europe centrale, soucieux de simplifier leur système d'imposition et de créer un environnement propice pour leurs entreprises.
Le déficit de la Macédoine du Nord, qui représente 2,7 % du PIB en 2011, est inférieur à la moyenne européenne, tout comme la dette publique, qui atteint 26,1 % du PIB en 2011. Ce taux relativement faible a été obtenu par le remboursement massif de prêts en 2006 et 2007, lorsque le pays connaissait une situation économique solide. Ces remboursements ont permis au gouvernement macédonien d'emprunter à des taux faibles lors de la crise commencée en 2008, afin de maintenir l'activité économique intérieure.

### Protection sociale
Le système public de santé macédonien est accessible à tous les citoyens depuis 2009 ; auparavant, il existait certaines limites, notamment pour les chômeurs et les non-assurés. Il est financé par l'État et il propose un certain nombre de prestations gratuitement, comme les visites médicales, les vaccinations et l'accès à certains actes médicaux et médicaments. Le niveau de santé publique en Macédoine du Nord est relativement bon par rapport à celui d'autres pays de la région, et la caisse de remboursement est généreuse par rapport à son budget, mais il existe des disparités entre les classes sociales, les régions et les communautés ethniques. Bien que les établissements de santé puissent être des institutions privées, le secteur privé reste mal intégré au système, surtout en ce qui concerne les mutuelles. L'État dépense chaque année environ 5 % du PIB pour le secteur de la santé, une somme en partie accumulée grâce aux 7,5 % prélevés sur les salaires bruts.
Les retraites sont financées par les employeurs, qui versent des cotisations à l'État ainsi qu'à des sociétés privées. En 2009, ces taxes représentent 19 % du salaire brut, dont 13,35 % allaient à l'État et 6,65 % aux sociétés privées. Elles représentent aussi 63,2 % du budget national pour les retraites, le reste venant des caisses de l'État. L'âge légal de la retraite en Macédoine du Nord est fixé à 64 ans pour les hommes et 62 pour les femmes.

### Politique étrangère

#### Présence internationale

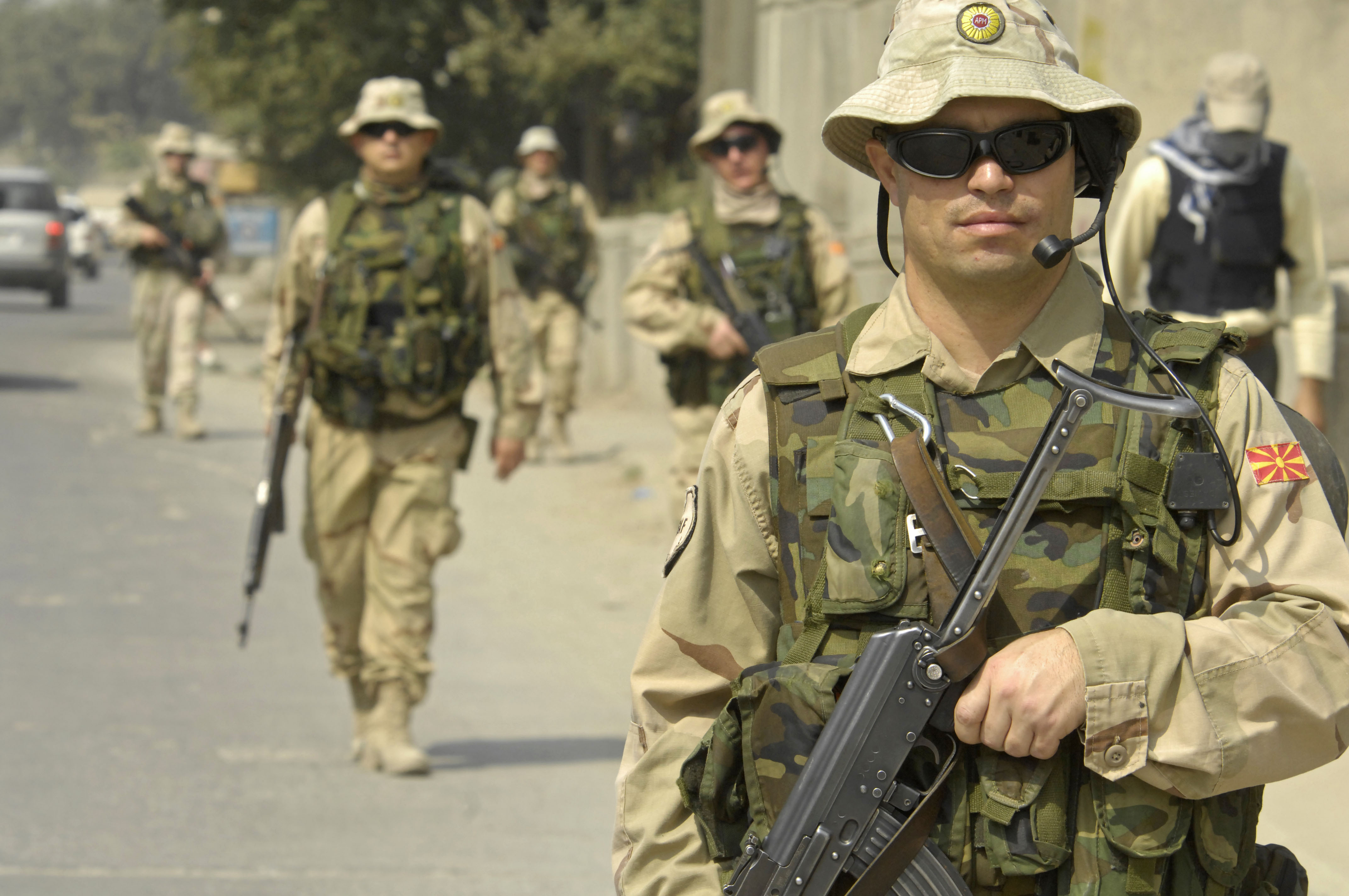
Soldats macédoniens dans une rue de Kaboul, Afghanistan.

La Macédoine du Nord possède un consulat ou une ambassade dans 38 États étrangers et elle entretient des relations diplomatiques avec 167 États. Elle entretient de bonnes relations diplomatiques avec les membres de l'OTAN et de l'Union européenne, ainsi qu'avec ses autres voisins l'Albanie et le Kosovo, dont elle a reconnu l'indépendance en 2009. Les relations avec la Serbie sont bonnes bien qu'obscurcies par un conflit à propos de l'indépendance de l'Église macédonienne vis-à-vis du Patriarcat de Serbie, tandis que les relations avec la Grèce, bien que riches sur le plan économique, sont gênées par le conflit du nom. Les relations entre la Bulgarie et la Macédoine du Nord sont plutôt bonnes, mais il existe aussi des différends à propos de visions historiques, notamment sur l'existence de la langue macédonienne, considérée comme un simple dialecte par les Bulgares, et sur l'ethnicité de plusieurs personnages historiques nés en Macédoine avant que la nation macédonienne ne soit reconnue (les Macédoniens étaient alors considérés la plupart du temps comme bulgares). Les Macédoniens et les Bulgares s'accusent ainsi mutuellement de voler le patrimoine culturel de l'autre.
La Macédoine du Nord est membre de nombreuses organisations internationales, comme l'ONU, le Conseil de l'Europe, la Banque des règlements internationaux, le FAO, Interpol, l'Unesco ou encore l'Organisation internationale de la francophonie. Le pays est candidat à l'adhésion à l'OTAN depuis 1999, son adhésion a été initialement bloquée par le veto de la Grèce en 2008 avant de devenir le 27 mars 2020 le 30e état membre de cette organisation. La Macédoine du Nord a obtenu le statut de candidat à l'adhésion à l'Union européenne en 2004 et les négociations d'adhésion ont formellement été ouvertes par le Conseil européen le 26 mars 2020.
Le pays consacre en 2010 1,52 % de son PIB au budget de la Défense en 2010 et l'armée macédonienne compte alors environ 12 800 soldats en temps de paix. Elle se donne pour mission la défense de la constitution et du territoire macédoniens, le maintien de la paix et la lutte contre le terrorisme en Macédoine du Nord et à l'étranger, et la participation aux systèmes collectifs de défense comme la Force de l'Union européenne, l'OTAN et le Partenariat pour la paix. En 2006, l'armée macédonienne a été la première des Balkans occidentaux à devenir professionnelle, le service militaire étant aboli.
L'armée est présente au sein de l'EUFOR Althea en Bosnie-Herzégovine, ainsi qu'en Afghanistan, au Liban et au Kosovo. Elle a aussi participé à la guerre d'Irak.

#### Conflit du nom

Liste de pays/entités :
qui utilisaient l'appellation « république de Macédoine » pour les relations diplomatiques bilatérales.
qui utilisaient l'appellation « ancienne république yougoslave de Macédoine » pour toutes les relations.
dont la position était inconnue ou peu claire.
qui n'avaient pas de relations diplomatiques avec la Macédoine.

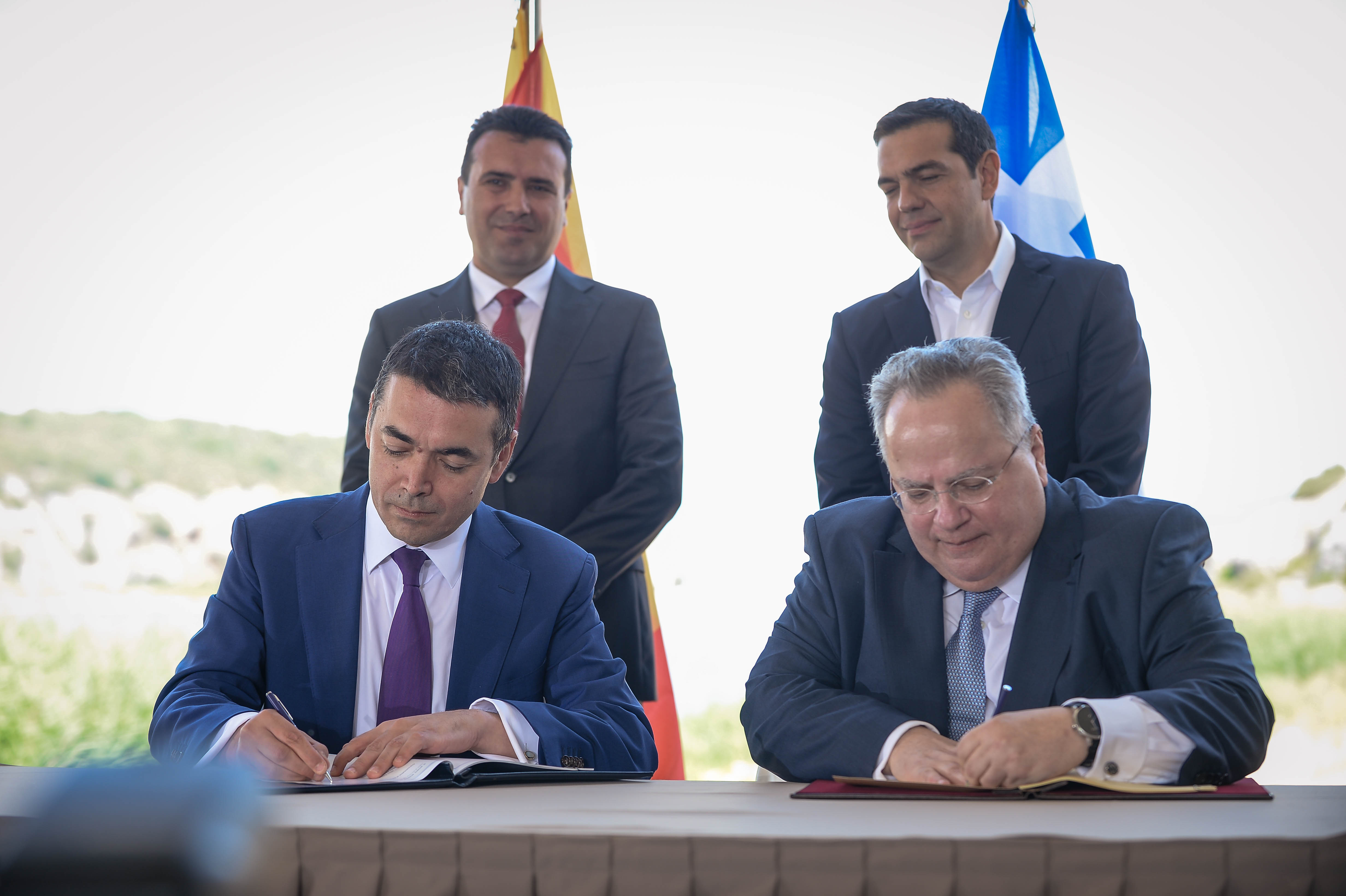
Signature de l'accord de Prespa entre les ministres des Affaires étrangères macédonien et grec, sous l'œil des Premiers ministres respectifs, Zoran Zaev et Aléxis Tsípras.

Lorsque la république de Macédoine proclame son indépendance en 1991, elle se heurte rapidement à l'hostilité de la Grèce. Celle-ci s'oppose au nom même du nouvel État, à son drapeau arborant le soleil de Vergina, symbole de Philippe II et à des passages de la Constitution qui pouvaient impliquer une ingérence dans les affaires grecques voire des prétentions territoriales sur la Macédoine grecque. Afin que le nouvel État change ses symboles, la Grèce a lancé une campagne contre sa reconnaissance internationale et a bloqué son adhésion à des organismes internationaux. En l'absence de changement de la part de la Macédoine, elle a finalement engagé un blocus économique en 1994. Les deux pays acceptent toutefois de signer les accords de New York en 1995, et en échange de la réouverture de la frontière gréco-macédonienne, la Macédoine s'engage à changer de drapeau.
La Macédoine est devenue membre de l'ONU sous le nom provisoire d'« Ancienne république yougoslave de Macédoine » (abrégé en ARYM),, ou en anglais Former Yugoslav Republic of Macedonia et FYROM. La Grèce a conduit des actions contre son voisin, en empêchant par exemple son adhésion à l'OTAN, car le conflit du nom occupait depuis 1995 une place mineure dans les relations des deux pays qui ont des liens économiques importants. Plus de 125 pays dans le monde, parmi lesquels les États-Unis, la Russie, le Royaume-Uni ou la Chine, reconnaissaient pourtant la Macédoine sous le nom de république de Macédoine, son ancien nom constitutionnel,,,.
Le 12 juin 2018, un accord est annoncé entre le président du gouvernement de Macédoine, Zoran Zaev, et le gouvernement grec : il est prévu que le pays s'appellera désormais « république de Macédoine du Nord »,. Un référendum est organisé en Macédoine le 30 septembre 2018, où le « oui » l'a emporté avec 91 % des voix exprimées. La participation minimale exigée de 50 % n'est pas atteinte. Seuls 36 % des électeurs se rendent aux urnes. Les parlements macédonien et grec se sont prononcés sur cet accord en janvier 2019, et ont tous deux accepté le changement de nom : l'Assemblée macédonienne le 11 janvier et le Parlement grec le 25 janvier. L'accord entre officiellement en vigueur le 12 février 2019,,.

## Économie

### Histoire économique

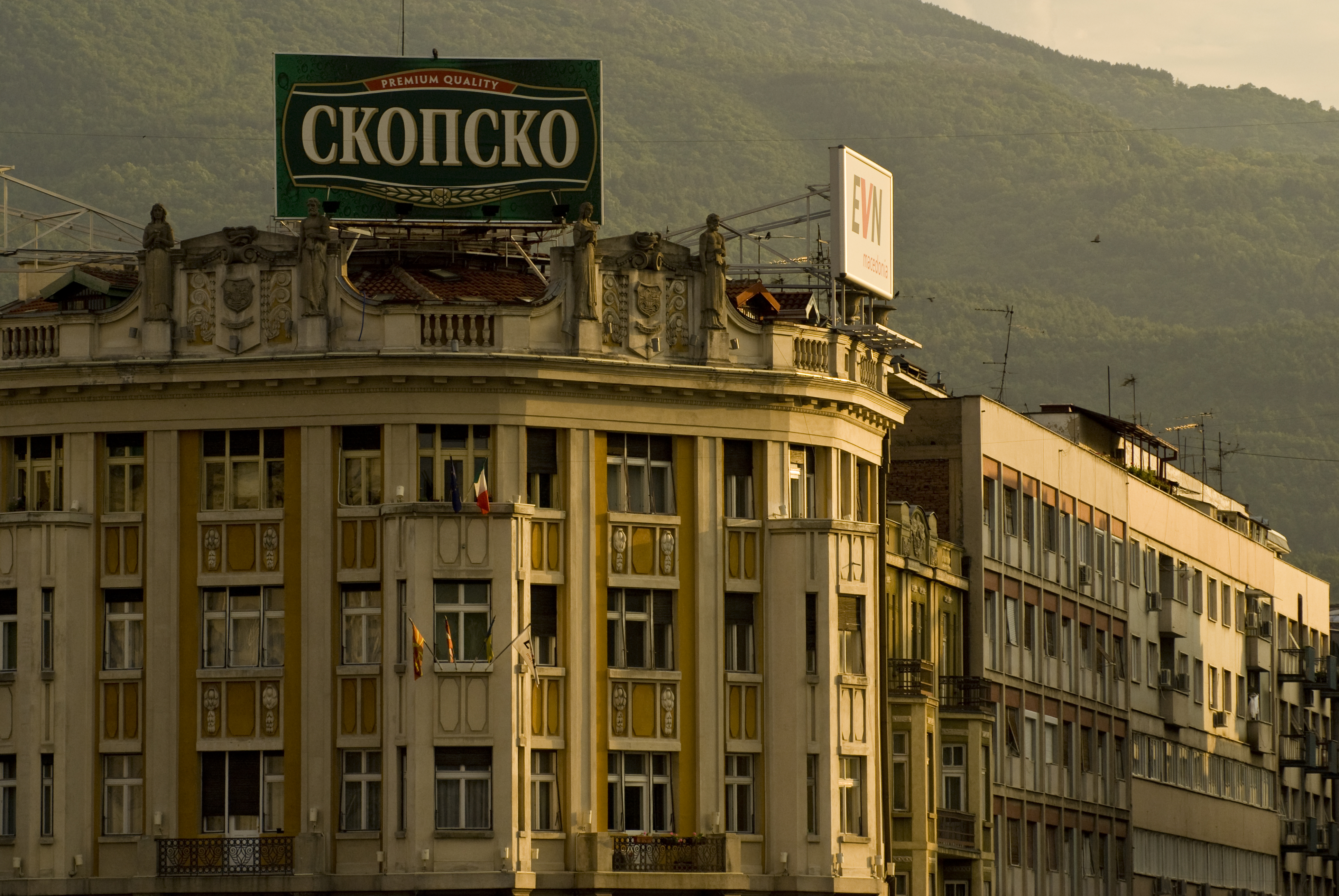
La brasserie Skopsko existe depuis 1922.

Jusqu'à l'époque socialiste, l'actuelle Macédoine du Nord est une région très pauvre, très rurale et sans réelle industrie. En 1945, le régime yougoslave entreprend une vaste réforme agraire, favorisée par l'expropriation des exilés, des entreprises privées et des monastères. Les terres sont réparties entre les coopératives et les petits agriculteurs, puis une industrialisation rapide fait baisser le nombre de ces derniers. Alors qu'ils formaient presque 80 % de la population en 1945, ils en représentent 57 % en 1961 et 22 % en 1981.
L'industrie macédonienne est planifiée pour subvenir à certains besoins de la fédération yougoslave et seules quelques activités sont encouragées, comme la production d'électricité, de chrome, de tabac, de textile et de matériaux de construction. La république socialiste de Macédoine reste ainsi tributaire des importations dans de nombreux domaines, notamment l'agroalimentaire, la machinerie et les biens de consommation. Elle demeure aussi la plus pauvre des républiques yougoslaves et son taux de chômage est constamment élevé : il s'élève par exemple à 20 % en 1971.
Après l'indépendance, la Macédoine doit faire face à la disparition de ses marchés d'exportation, à cause du blocus grec et des guerres de Yougoslavie. Le pays perd 60 % de son activité commerciale et frôle la banqueroute ; la pauvreté engendrée encourage les activités illégales. Après la fin du blocus grec, la situation économique s'améliore légèrement et l'inflation, évaluée à 2 200 % en 1992, redescend à 55 % en 1995 et à moins de 5 % en 1997, mais le taux de chômage, évalué à 19 % en 1991, atteint les 40 % en 1998. La Bosnie-Herzégovine est le seul autre pays issu de la Yougoslavie à avoir un chiffre aussi élevé. En 1999, la guerre du Kosovo influe ensuite lourdement sur l'économie macédonienne puisque le pays ne peut plus exporter de biens vers la Yougoslavie et doit trouver d'autres débouchés, par exemple la Bulgarie, la Roumanie ou la Grèce. La privatisation commence lentement en 1995 et s'achève vers l'an 2000.
La petite taille du pays rend son économie vulnérable et dépendant de l'intégration européenne. La république, qui ne fournissait que 5 % des revenus de la Yougoslavie dans les années 1980, est l'un des pays les plus pauvres d'Europe. Malgré un taux d'inflation désormais faible, elle a gardé des taux de chômage extrêmement élevés et peine à recevoir des investissements étrangers. Les gouvernements successifs ont imposé l'austérité économique et de nombreuses réformes qui ont permis l'octroi de prêts importants et nécessaires au développement du pays. La crise financière mondiale de 2007-2008 s'est surtout ressentie par la diminution des investissements extérieurs et par un grand déficit commercial. La croissance économique a lentement repris en 2010, et le PIB macédonien a connu une hausse de 3 % en 2011. La Macédoine ne semble pas souffrir de la crise de la dette publique grecque, malgré les importants liens économiques qui existent entre les deux pays.
Le passage à l'économie de marché a grandement accentué les clivages régionaux, notamment entre la capitale et le reste du pays. La région de Skopje, qui concentre la population, les entreprises et les moyens de communication, produit presque la moitié du PIB, tandis que la région du Nord-Est, qui compte pourtant la ville de Kumanovo, ne produit que 4,5 % du PIB. Les autres régions ne produisent qu'entre 7 et 8 % du PIB et seule la Pélagonie, située au sud-ouest, se distingue avec un pourcentage de 12,5 %. Les disparités régionales s'expliquent surtout par le centralisme politique et économique et l'absence de grande ville pouvant concurrencer la capitale.
En 2024, la Macédoine du Nord est classée en 58e position (66e en 2022) pour l'indice mondial de l'innovation,,.

### Revenus de la population et développement humain

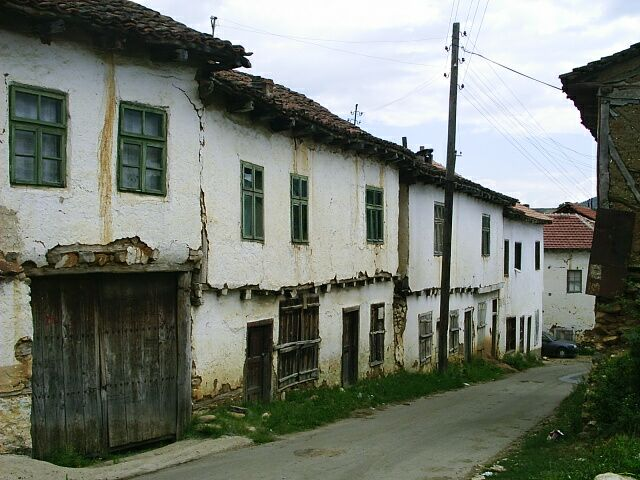
Les régions rurales sont souvent bien moins riches que les villes. Ici le village de Nejilovo.

Le revenu net moyen en Macédoine du Nord s'élevait à 330 euros par mois en 2010, chiffre largement en dessous de la moyenne européenne mais proche de la moyenne bulgare, 342 euros, et identique à la moyenne serbe, 329 euros. Il existe des différences de salaire importantes selon l'activité exercée : l'agriculture, l'industrie et la construction sont les activités les moins rémunératrices, elles offrent environ 20 % de moins que le salaire médian. En revanche, l'extraction minière, le secteur public et les transports offrent 20 % de plus, et c'est le secteur de la finance qui est le plus rémunérateur, avec des salaires presque deux fois plus élevés que la moyenne. Le secteur de l'énergie est lui aussi avantageux, puisqu'il offre 43 % de plus que le salaire moyen.
Les employeurs macédoniens devaient payer leurs salariés au moins 65 % du salaire national moyen jusqu'en 2012, date à laquelle un salaire minimum est instauré qui s'élève à 130 euros par mois. Il favorise environ 65 000 travailleurs qui percevaient un salaire inférieur avant l'entrée en vigueur de la loi. En 2008, 28,7 % de la population vit sous le seuil de pauvreté, un taux en constante augmentation depuis l'indépendance du pays. La pauvreté est particulièrement forte dans les régions rurales et dans les familles nombreuses avec un ou plusieurs membres au chômage ou avec un faible niveau d'éducation. Le chômage est essentiellement un phénomène urbain, et la pauvreté rurale est liée à des revenus faibles plutôt qu'au manque de travail. En même temps que la part de population pauvre augmente, les classes supérieures s'enrichissent rapidement et la Macédoine du Nord avait un coefficient de Gini qui s'élevait à 44,2 en 2008, ce qui la place en quarante-cinquième position mondiale et en deuxième position européenne derrière la Bulgarie pour l'inégalité de revenus parmi la population. La Macédoine du Nord est aussi en 2009 le pays d'Europe (hors CEI) où les prix des produits alimentaires étaient les plus bas : ils ne représentent que 52 % de la moyenne de l'Union européenne.
En 2023, la Macédoine du Nord affichait un niveau de vie « très élevé », avec un indice de développement humain de 0,815.

### Emploi
En 2010, la Macédoine du Nord est le pays ayant le taux de chômage le plus élevé du monde, avec 33,8 % de chômeurs dans la population active. Le pays a connu un chômage important bien avant son indépendance et la transition à l'économie de marché, mais la situation s'est aggravée à partir de 1991, à cause de la baisse du commerce extérieur et la fermeture de nombreuses usines. Plus des trois quarts des demandeurs d'emploi sont au chômage depuis plus d'un an, et plus de la moitié d'entre eux ont arrêté leurs études au niveau secondaire. Le chômage des jeunes est très important, il s'élève à plus de 60 %. Les femmes sont plus touchées par le chômage que les hommes, mais l'écart, de 2 %, est faible.
Le taux de chômage varie considérablement selon les régions, puisqu'il oscille entre 20 et 25 % pour la région du Sud-Est et entre 40 et 45 % pour la région du Nord-Est. Avec le sud-est, les régions qui ont le plus faible taux de chômage sont le Polog et Skopje. Ce taux varie également parmi les communautés ethniques, et si le taux est relativement bas chez les Albanais, 27 %, il est extrêmement élevé chez les Roms, 73 % en 2010.
Le taux de chômage élevé est toutefois biaisé par le grand nombre de travailleurs non déclarés, qui représentent la majorité des chômeurs enregistrés. Beaucoup travaillent dans les secteurs du commerce de détail, des services à la personne, dans de petites entreprises de peinture ou de plomberie ou de grandes compagnies de construction. Le travail dissimulé, largement accepté par la société, est notamment expliqué par le niveau élevé des charges fiscales pour les petites entreprises et par la complexité de l'administration. Il traduirait également le manque de confiance et de respect des Macédoniens envers leur État. Afin de faire disparaître le travail dissimulé, le gouvernement lance des campagnes d'inspection ; 24 000 ont été effectuées en 2011 et ont entraîné environ un millier de déclarations de travailleurs.
En 2011, la majorité de la population active, plus de 460 000 personnes, est salariée ; 80 000 personnes qui travaillent à leur compte et 39 000 sont employeurs. Les femmes représentent environ 40 % de la population active. En 2010, l'agriculture emploie 19,9 % des travailleurs, l'industrie, 22,1 %, et les services, 58 %.

### Économie informelle
La Macédoine du Nord est caractérisée par une importante économie informelle, qui représenterait 40 % du PIB. Elle est apparue après l'indépendance, pendant la transition économique. Le pays est alors isolé, à cause du blocus qui lui ferme les marchés serbes et grecs et des mauvaises liaisons avec l'Albanie et la Bulgarie. Les nouvelles entreprises et les artisans peuvent alors difficilement survivre s'ils déclarent leur activité et la situation économique nationale ne s'est pas suffisamment améliorée depuis pour que les petits entrepreneurs acceptent de payer des taxes sans risquer la faillite.
Le pays se situe sur les routes commerciales entre l'Asie et l'Europe occidentale et voit surtout transiter l'héroïne, mais aussi la cocaïne, les armes, l'alcool ou encore la prostitution. Les criminels locaux restent toutefois peu impliqués dans ces trafics, mais leurs activités sont favorisées par la culture locale, comme l'existence de clans dans la minorité albanaise, ainsi que par les difficultés politiques au Kosovo, un autre grand pays de transit. La Macédoine du Nord est aussi victime du blanchiment d'argent, qui est facilité par l'importance des transactions en liquide, malgré une législation de plus en plus stricte.
Enfin, la corruption est courante et concerne surtout le secteur de la santé, la justice et la police. Selon une estimation de l'Office national des statistiques, la corruption coûterait aux Macédoniens jusqu'à un milliard d'euros par an, et chaque personne paierait en moyenne 470 euros par an pour accéder aux services publics, ce qui fait de la Macédoine du Nord le plus mauvais pays des Balkans en matière de corruption. Les arrestations pour corruption sont nombreuses, mais les observateurs locaux et internationaux doutent de l'efficacité de l'État.

### Principaux secteurs d'activité
L'économie macédonienne se caractérise par une agriculture relativement importante, puisqu'elle représente 8,7 % du PIB en 2010. L'industrie, frappée par la transition économique qui a suivi l'indépendance, représente la même année 22,1 % du PIB, et elle connaît un renouveau, puisque la production industrielle macédonienne a augmenté de 10 % en 2011, un taux qui la place au neuvième rang mondial pour la croissance industrielle. Les services représentent quant à eux 69,2 % du PIB.

#### Agriculture

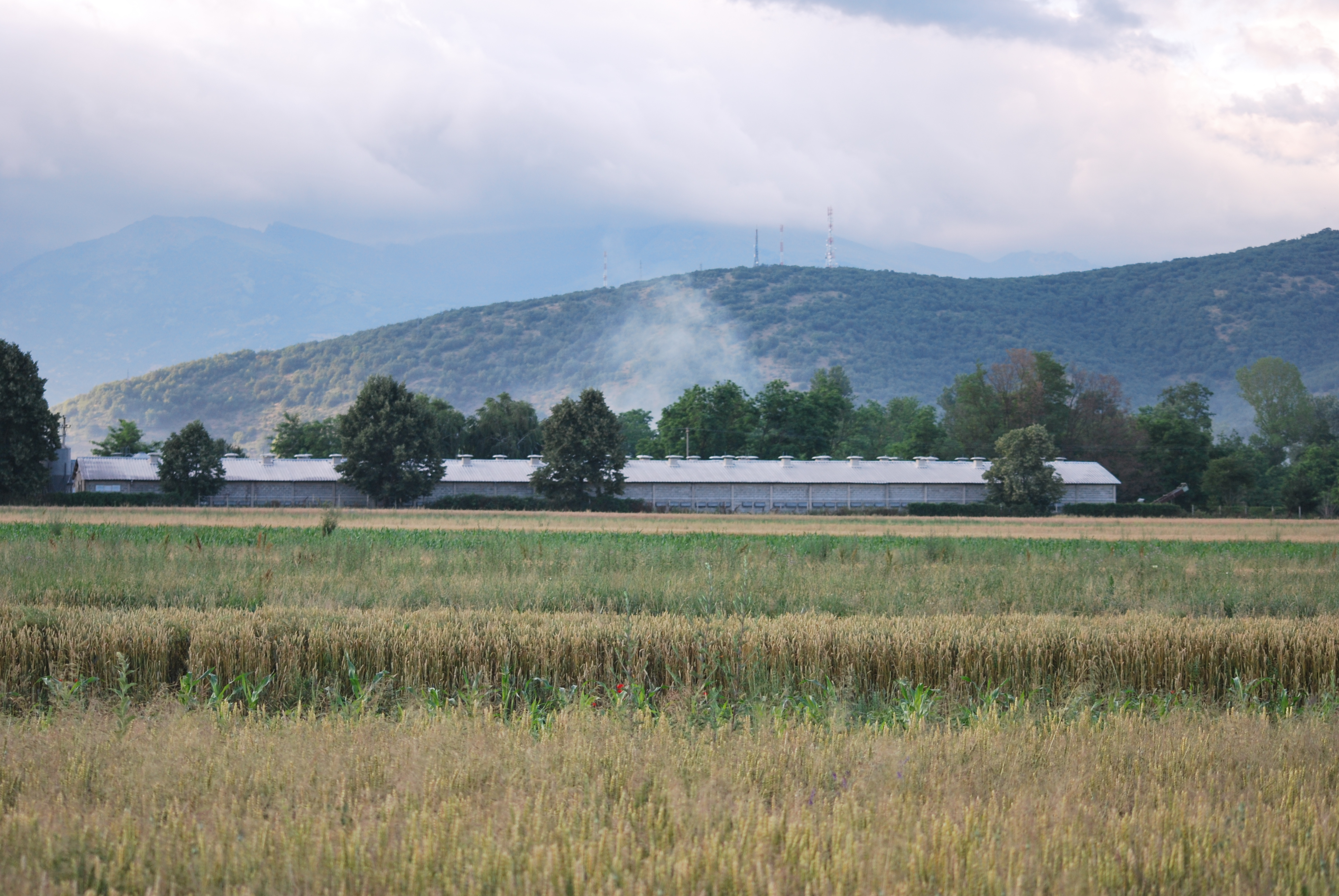
Champs de céréales et ferme industrielle dans le Polog.

La Macédoine du Nord possède 10 140 km2 de terres agricoles, qui représentent presque 39 % de son territoire. La moitié de ces terres sont dévolues aux cultures, l'autre moitié à l'élevage, mais la culture représente environ 70 % de la production totale. Le pays compte aussi 48 606,75 hectares de forêts, largement inexploitées. Il existe deux types d'exploitations agricoles : une minorité, héritées du système socialiste, sont vastes et ont un fonctionnement industriel, les autres, familiales, sont très petites et surtout très nombreuses, car 80 % des exploitations macédoniennes font entre 2,5 et 2,8 hectares. Les agriculteurs macédoniens rencontrent de nombreuses difficultés, comme le manque de graines et d'engrais de qualité, le mauvais état des systèmes d'irrigation et l'absence de bonnes stratégies de vente.
L'élevage ovin domine largement, mais la Macédoine du Nord compte aussi de grands cheptels de bovins et de porcins. L'élevage ovin permet la production de laine, de viande et de lait, notamment utilisé pour la confection de fromage. Les agriculteurs macédoniens élèvent également des volailles et des lapins. Le pays compte enfin plus de 100 000 ruches.
Les cultivateurs macédoniens produisent des céréales, surtout du blé, du maïs, de l'avoine et du riz, et des primeurs, comme des tomates, des pommes de terre, des choux ou encore des pastèques. Ils produisent aussi du tabac, du pavot somnifère et des fruits. La viticulture est également importante ; le vignoble macédonien s'étend sur 28 000 hectares et produit 980 000 hectolitres de vin par an. La plus grande entreprise, le vignoble Tikveš, a été classée en 2008 parmi les trente meilleures marques mondiales lors du Salon international de l'alimentation. Le vin et le tabac représentent ensemble un quart des produits agricoles exportés et les primeurs forment également une part importante des exportations, surtout dirigées vers l'Union européenne et l'ancienne Yougoslavie, notamment la Serbie.

#### Industrie

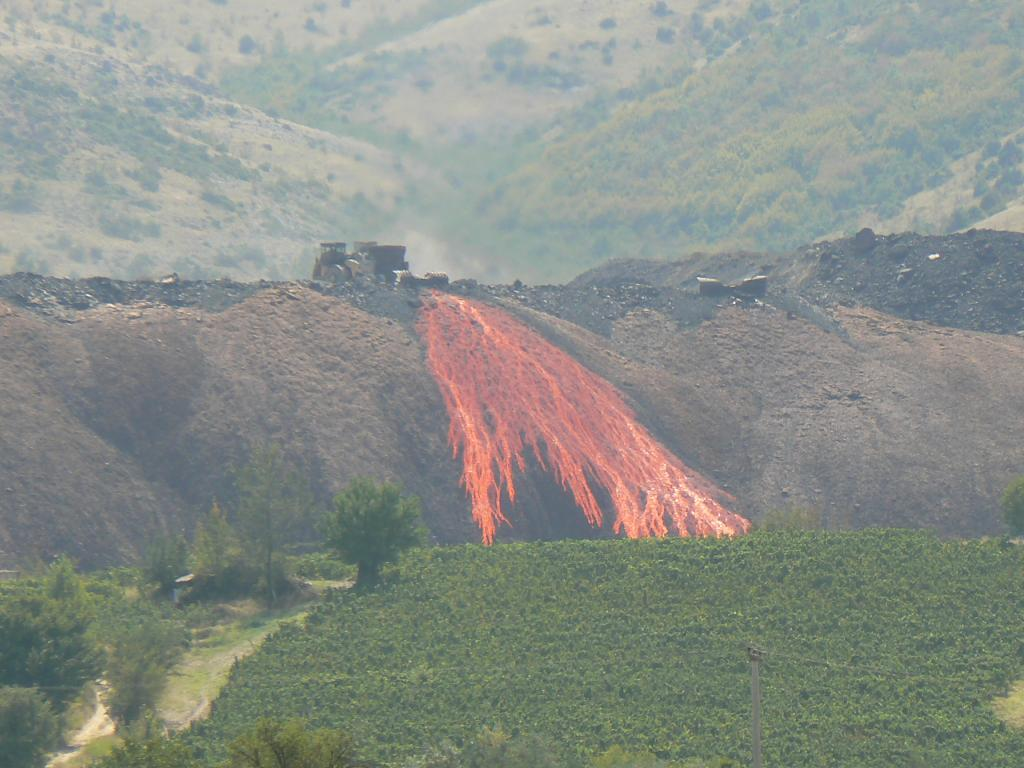
Production de nickel près de Kavadarci.

L'industrie macédonienne est centrée sur l'agroalimentaire, le textile et la métallurgie. La transformation agroalimentaire s'appuie sur l'abondance et la diversité des ressources locales et l'industrie textile bénéficie des faibles coûts de la main-d'œuvre. Ce secteur est peu élaboré, puisque la Macédoine du Nord ne produit pas de tissu et que ses usines ne fabriquent presque pas de produits finis. L'industrie textile se caractérise aussi par des petites entreprises et des exportations tournées à 80 % vers l'Union européenne.
L'activité métallurgique, autrefois alimentée par les mines locales, est de plus en plus tributaire de l'importation de métaux. L'extraction minière est une activité modeste et concerne surtout le charbon, le cuivre, le plomb, le zinc, le nickel. Les usines métallurgiques les transforment et utilisent aussi des matières premières importées, notamment pour la production d'acier. Les principales entreprises dans ce domaine sont Arcelor Mittal et Makstil Skopje. Parmi les autres grandes entreprises macédoniennes se trouvent aussi Alkaloid Skopje, qui fabrique des produits chimiques, cosmétiques et pharmaceutiques, Rade Končar Skopje, spécialisé dans la production d'appareils électriques, OKTA (raffinerie de pétrole) et la brasserie Prilepska Pivarnica, qui produit de la bière et des jus de fruits,.

#### Énergie

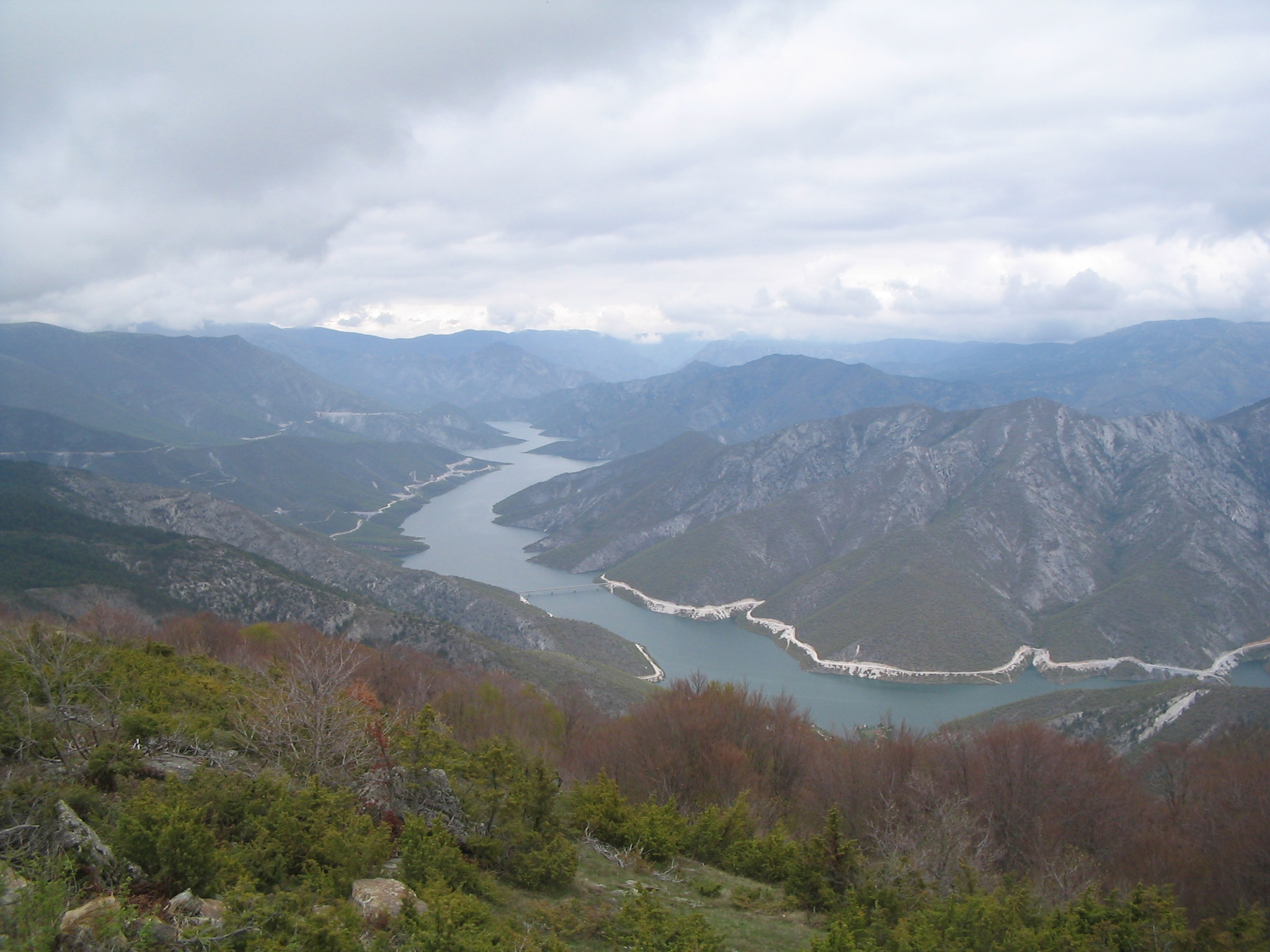
Le lac Kozjak, créé par un barrage hydroélectrique.

La Macédoine du Nord produit 60 % de sa consommation énergétique primaire et dépend grandement des importations. Elle doit ainsi acheter du gaz et du pétrole, mais aussi de l'électricité depuis 2000. En 2007, ces importations s'élevaient à 774 millions de dollars, dont 253 millions pour l'électricité seule. La production électrique est particulièrement menacée par l'épuisement progressif des ressources du pays en lignite, qui fait fonctionner plus des trois quarts des centrales. La prépondérance du chauffage à l'électricité explique la très forte consommation de cette énergie, et limite la dépendance vis-à-vis du gaz. Le gaz est importé de Russie grâce au gazoduc qui traverse l'Ukraine, la Moldavie, la Roumanie et la Bulgarie. L'unique gazoduc macédonien, qui relie la frontière bulgare à Skopje, est relativement neuf car il date des années 1990. La Macédoine du Nord ne compte qu'un oléoduc, construit à la même époque, et il relie la raffinerie Okta, la seule du pays, au port grec de Thessalonique. Makpetrol, principal distributeur macédonien de pétrole et de ses dérivés, est une des principales entreprises du pays.
La part des énergies renouvelables est encore anecdotique, même si la Macédoine du Nord a hérité de la période socialiste de plusieurs centrales hydroélectriques, qui souffrent néanmoins du manque d'entretien. L'énergie solaire se développe lentement, surtout grâce à des initiatives privées, et un premier parc éolien d'une capacité de 37 mégawatts est en construction. La géothermie est exploitée pour le chauffage des serres et le chauffage individuel, mais les sources macédoniennes ne sont pas assez chaudes pour une exploitation massive.

#### Commerce et artisanat

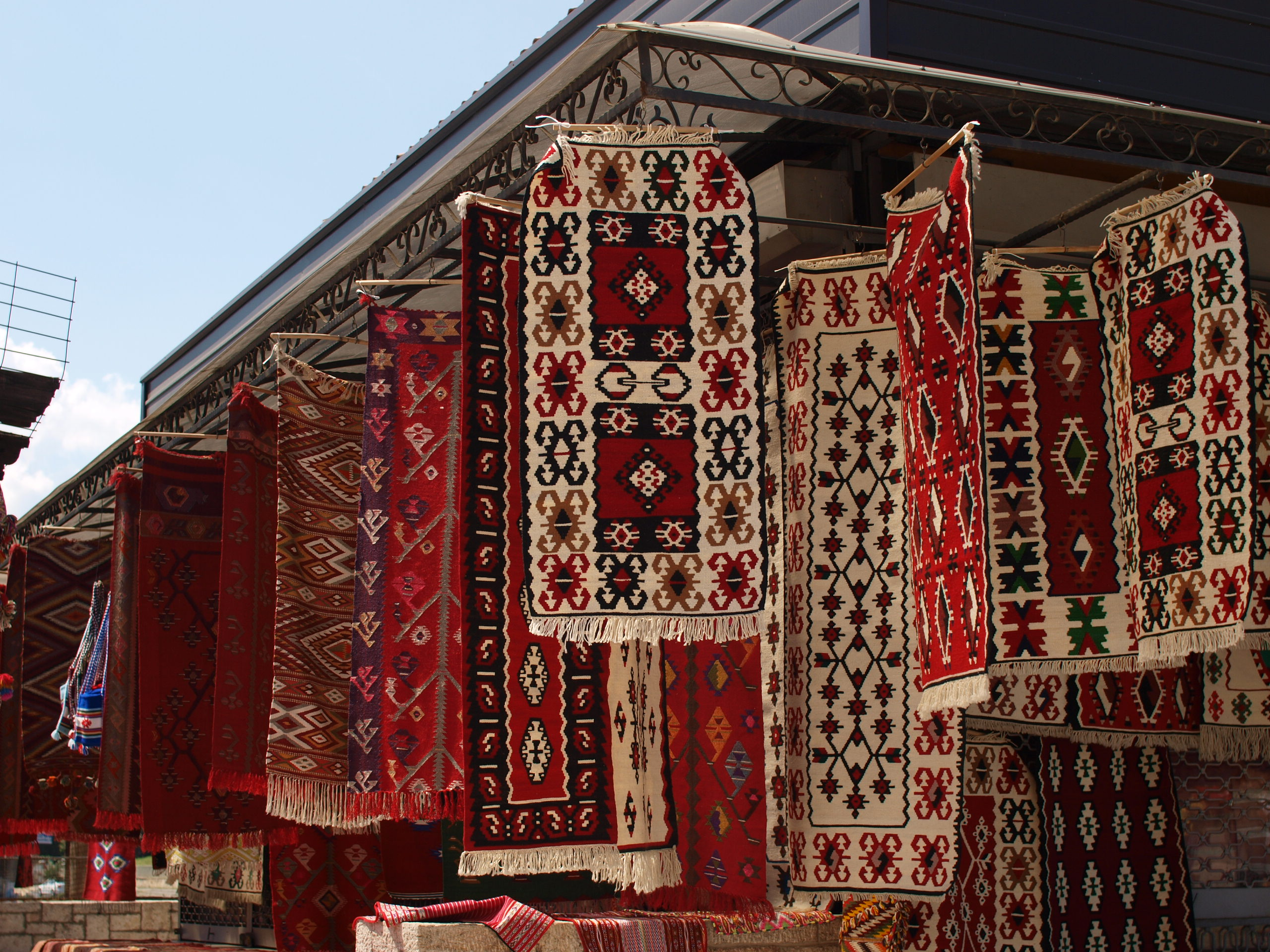
Magasin de tapis dans le vieux bazar de Skopje.

Le commerce macédonien s'appuie surtout sur les magasins traditionnels qui comptabilisent près de vingt mille enseignes en 2008, mais la grande distribution est implantée dans les villes, avec 212 grandes et 798 petites surfaces. Le hard-discount est également présent, avec 162 enseignes.
L'artisanat macédonien est menacé par la modernisation des modes de consommation, et le gouvernement tente de le protéger, par exemple en offrant des fonds pour l'achat de matériel. L'artisanat traditionnel est important pour la Macédoine du Nord car il forme un argument touristique non négligeable et peut contribuer aux exportations. Les entreprises artisanales sont emblématiques des vieux bazars hérités de l'ère ottomane et elles travaillent le cuivre, l'or, l'argent, fabriquent des armes, des vêtements ou encore de la menuiserie.

#### Tourisme

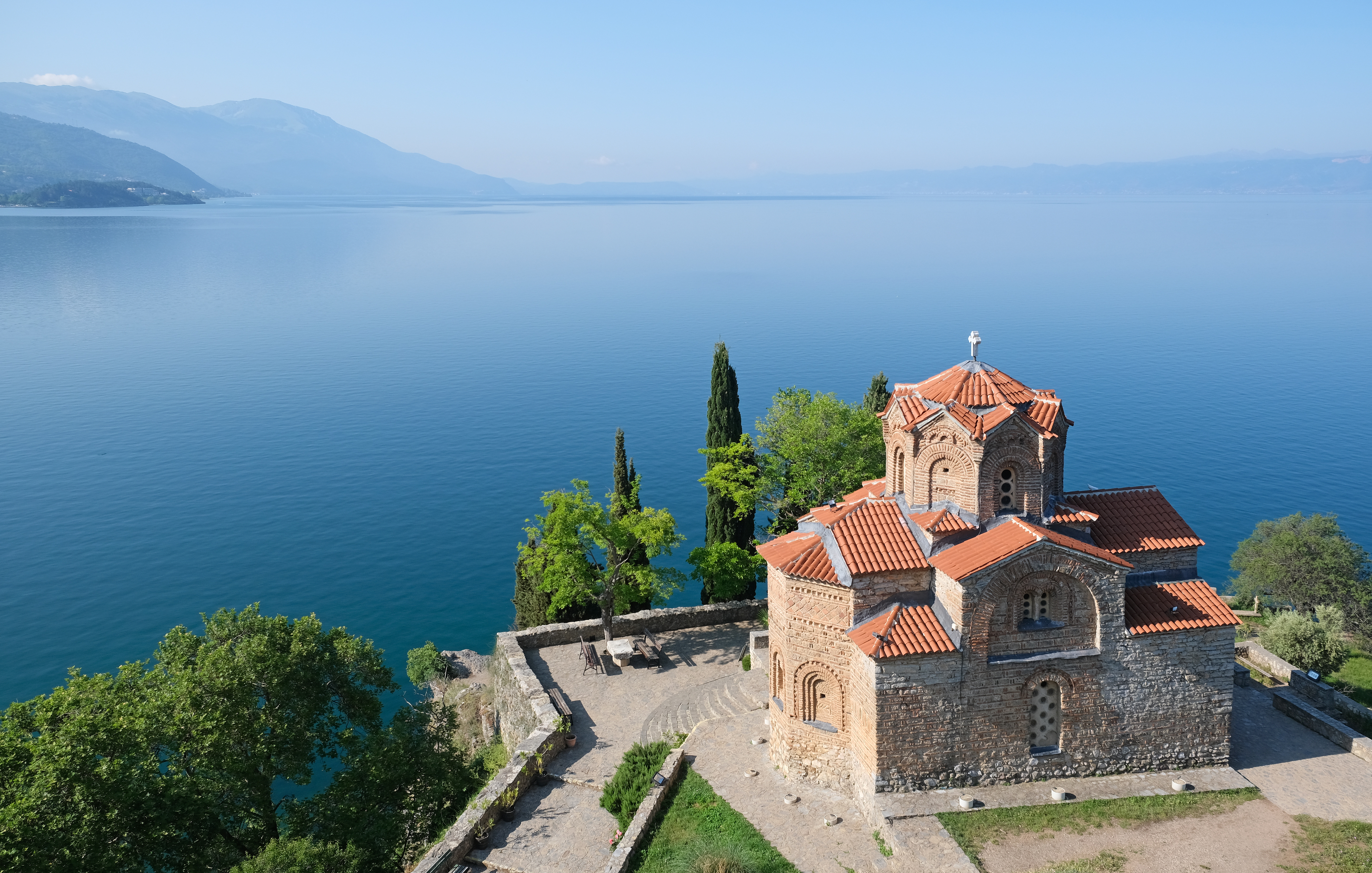
Saint-Jean de Kaneo et le lac d'Ohrid, symboles touristiques du pays.

Le tourisme en Macédoine du Nord est encore relativement confidentiel, bien qu'en développement, et contribue à hauteur de 1,8 % au PIB en 2008. Entre 1997 et 2008, le chiffre d'affaires des hôtels et des restaurants a augmenté en moyenne de 4,64 % par an. Le nombre de visiteurs étrangers augmente lui aussi constamment, par exemple de 14,6 % en 2011. Cette année-là, le pays a accueilli presque 262 000 touristes étrangers, surtout venus des pays voisins comme la Grèce, la Serbie et l'Albanie, mais aussi des pays d'Europe de l'Ouest et des États-Unis. Le nombre de visiteurs étrangers en 2011 est toutefois très loin des moyennes des années 1980, lorsque le pays faisait partie de la Yougoslavie. En effet, la Macédoine du Nord accueillait alors environ 600 000 touristes par an, et a atteint les 689 000 visiteurs étrangers en 1987.
La Macédoine du Nord, bien que dépourvue de littoral, possède un certain potentiel touristique, notamment grâce à ses montagnes et sa nature préservée, mise en valeur dans les trois parcs nationaux du pays. La capitale touristique du pays est Ohrid, classée au Patrimoine mondial de l'Unesco. La ville est célèbre pour son lac, bordé par plusieurs plages, et pour ses nombreux monuments historiques. Skopje, la capitale politique et économique, a perdu l'essentiel de son patrimoine lors du tremblement de terre de 1963 mais conserve un quartier ottoman avec des hammams et des mosquées, ainsi qu'une forteresse et des musées d'envergure nationale. La ville de Bitola est quant à elle réputée pour son architecture du XIXe siècle et ses nombreux consulats, ouverts lorsque la ville était ottomane. Les petites villes, comme Štip, Veles, Kratovo ou Kruševo sont d'autres petites attractions touristiques pour leur caractère pittoresque, tout comme les innombrables monastères orthodoxes. L'écotourisme est en développement dans quelques villages, comme Galitchnik ou Braytchino, tout comme le tourisme thermal, par exemple à Katlanovo, la principale station du pays. Les quelques stations de ski connaissent elles aussi un certain développement, avec une fréquentation en hausse de 35 % entre 2011 et 2012.

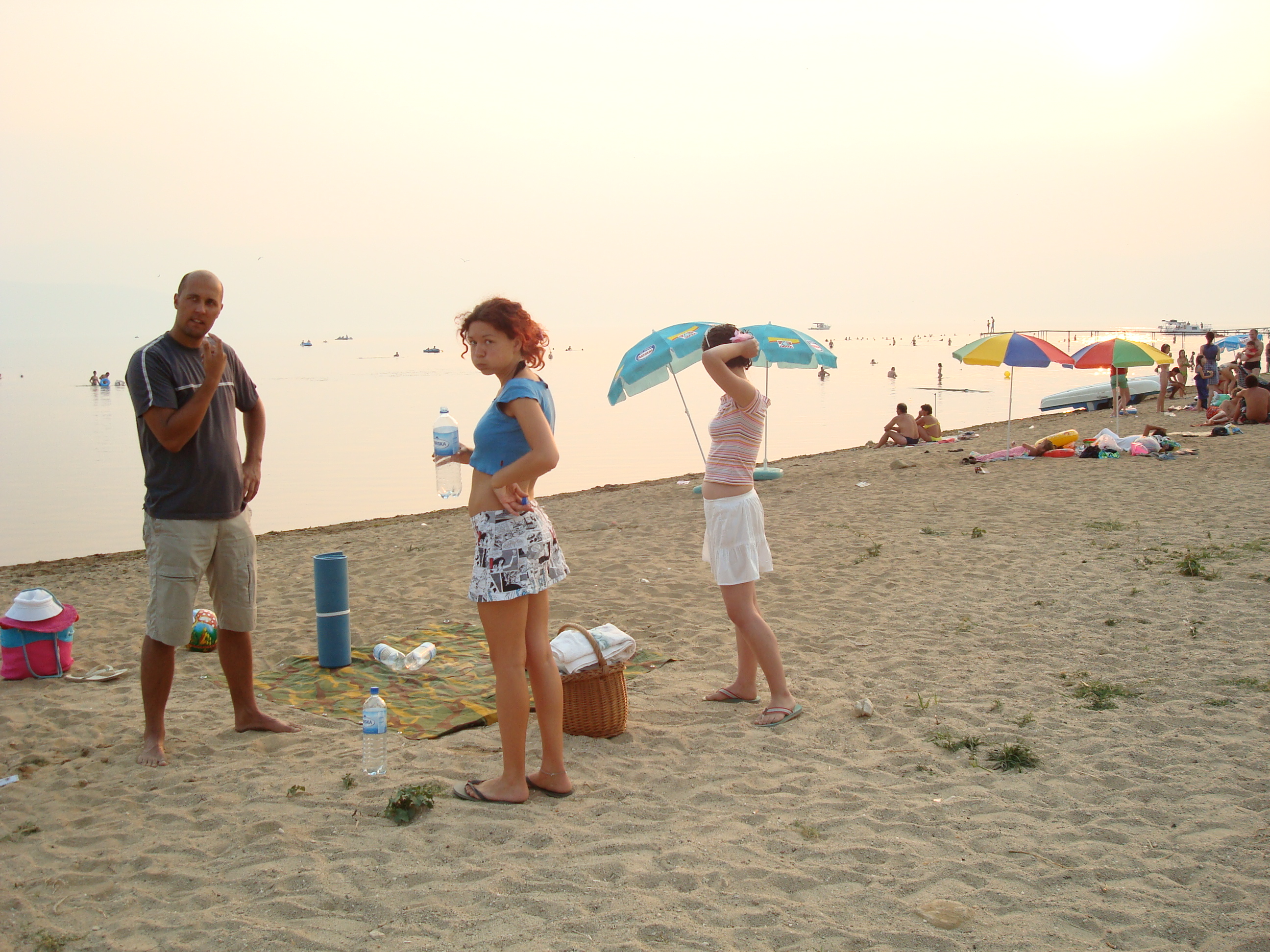
Plage sur le lac Prespa.
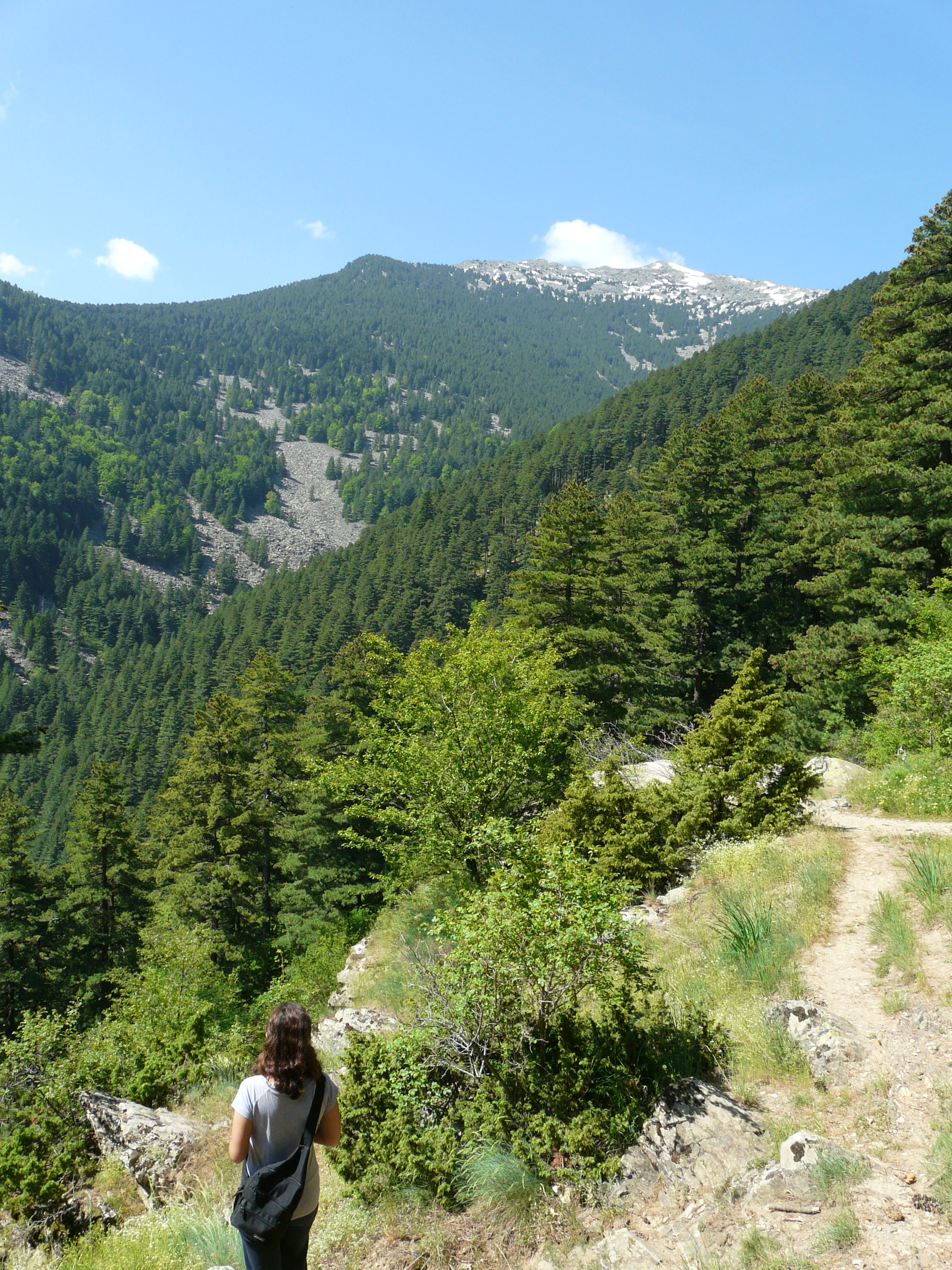
Le parc national du Pelister.
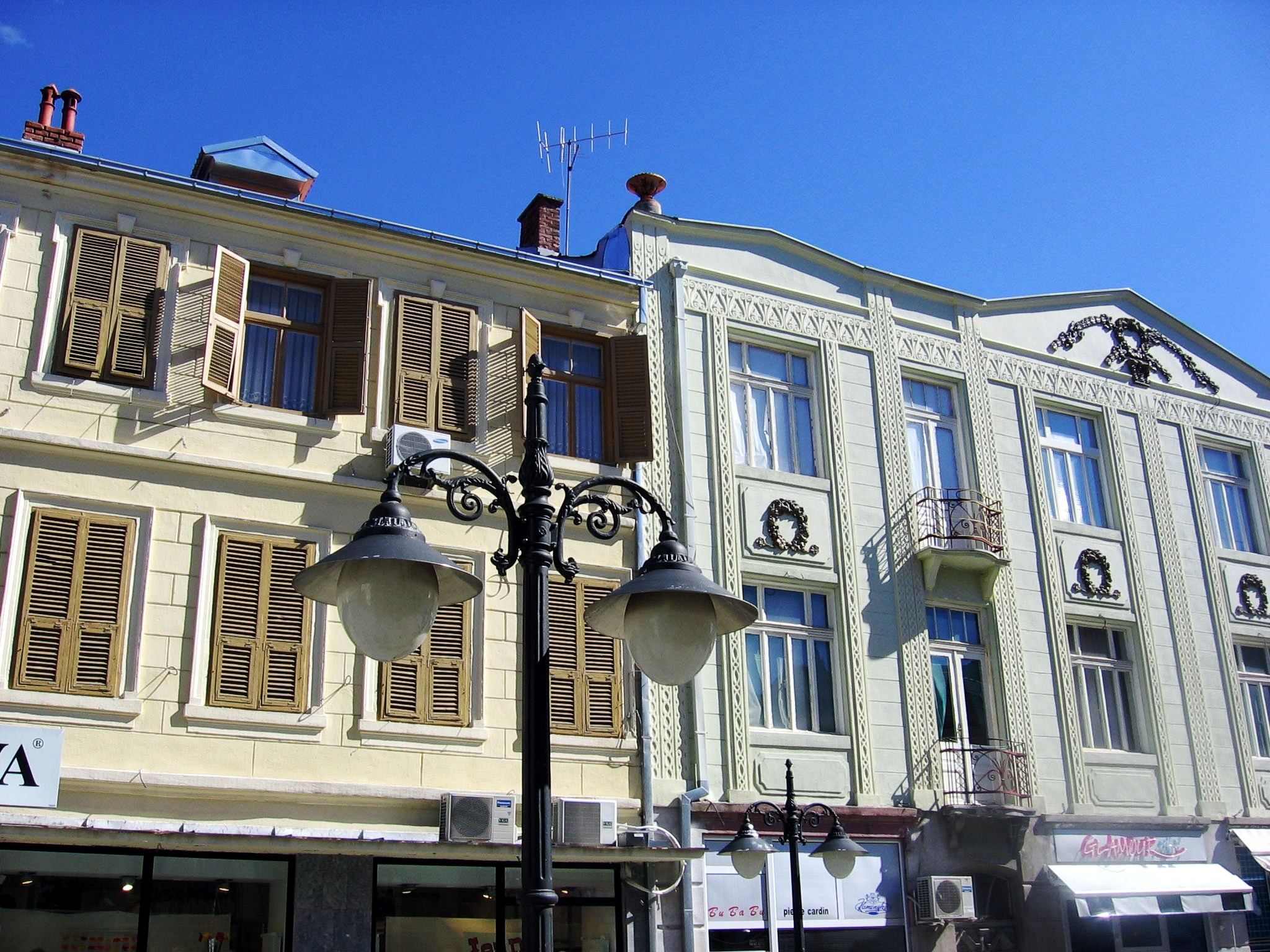
Architecture du XIXe siècle à Bitola.
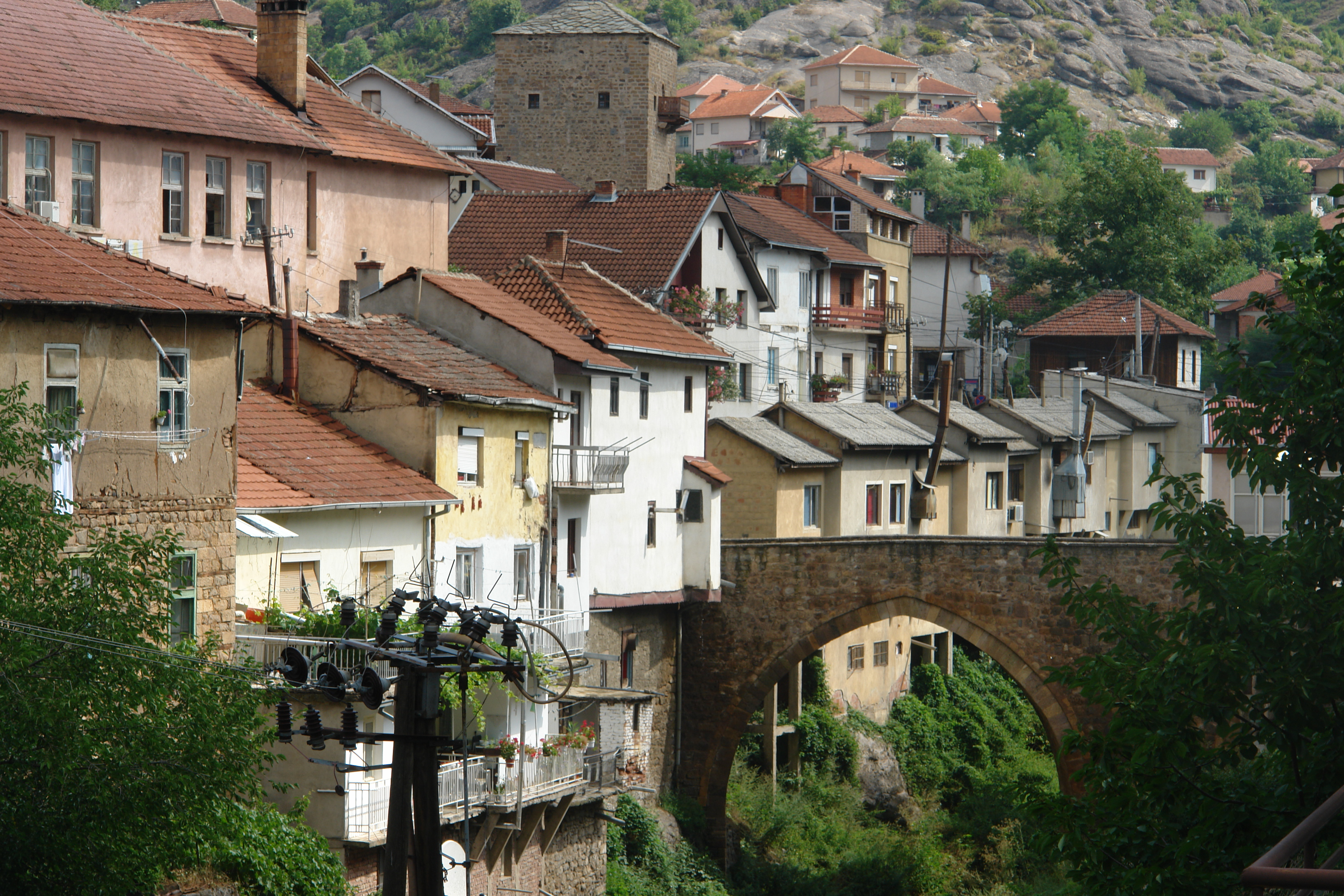
La vieille-ville de Kratovo.
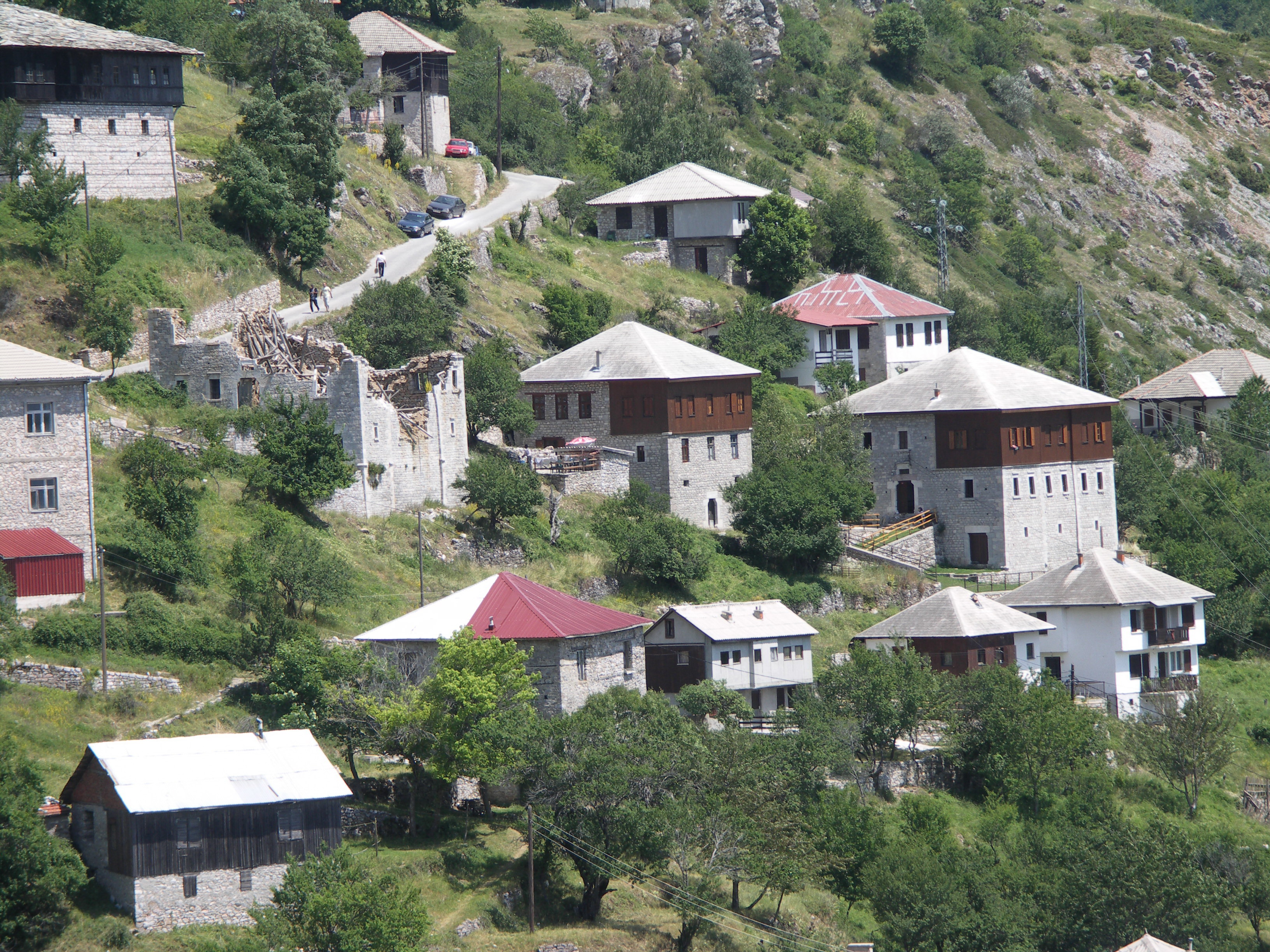
Le village de Galitchnik.
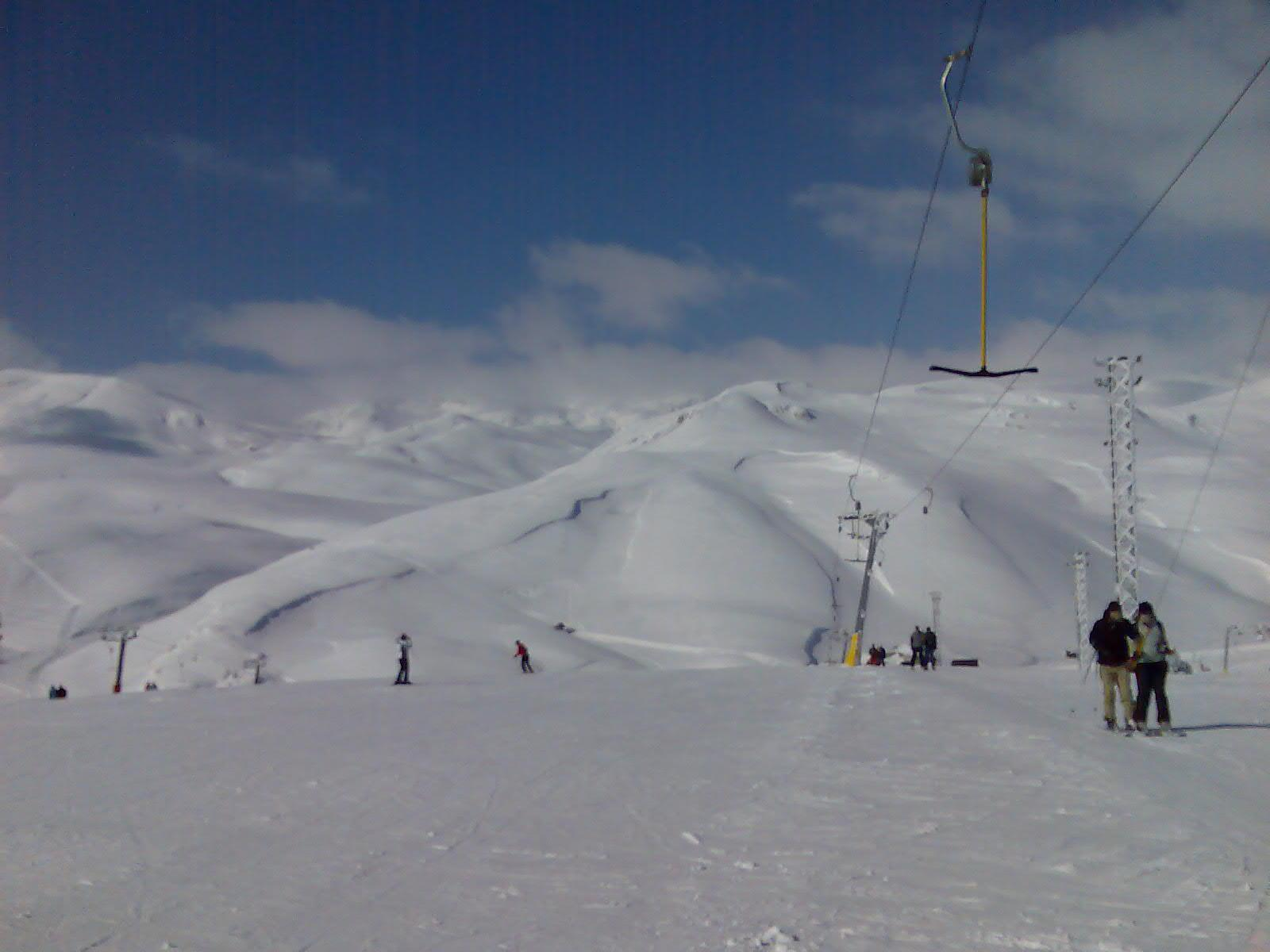
Station de ski de Zare Lazarevski.

#### Finance

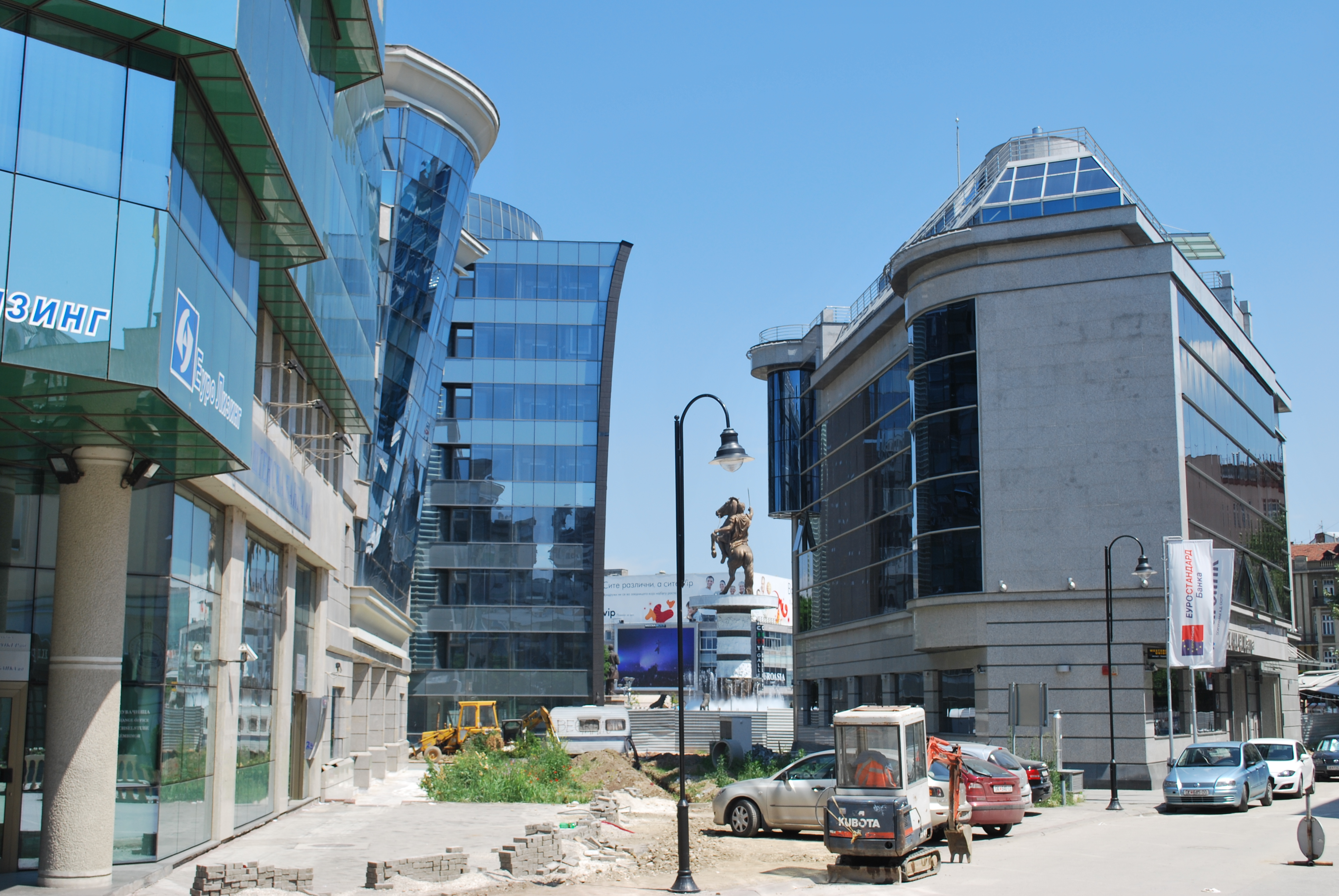
Le petit quartier des affaires de Skopje.

Le secteur bancaire macédonien est caractérisé depuis le passage à l'économie de marché par des politiques prudentes et rigoureuses, à cause de la fragilité économique du pays. Le marché est largement investi par les groupes étrangers, comme l'Autrichien Steiermärkische Sparkasse, le Liechtensteinois Hypo Investbank et le Français Société générale qui ont acheté des entreprises locales. Les plus grands groupes bancaires macédoniens sont la Komercijalna Banka Skopje, la Stopanska banka Bitola, la TTK Banka Skopje, la Stopanska banka Skopje et la Tutunska banka Skopje,.
La bourse macédonienne est le marché officiel des actions en Macédoine du Nord. Son principal indice, le MBI 10, qui regroupe les cours de 10 actions parmi les plus échangées, représentait une capitalisation totale de plus de 27 milliards de denars, soit plus de 440 millions d'euros à la fin 2011. Le taux de change de la monnaie nationale, le denar, fixé sur le cours du mark allemand en 1995, est fixé sur celui de l'euro depuis la création de ce dernier.

### Principaux partenaires économiques
La Macédoine du Nord commerce principalement avec des pays de l'Union européenne et n'a pas conservé des liens importants avec les autres États issus de la Yougoslavie. En 2010, ses exportations sont dirigées à environ 20 % vers l'Allemagne, 7 % vers l'Italie et la Bulgarie et 6 % vers la Grèce, et elle importe surtout depuis l'Allemagne, la Russie, la Grèce, la Bulgarie, le Royaume-Uni, la Turquie et l'Italie. Largement dépendante de ses importations de matières premières et de biens de consommation, sa balance commerciale reste toujours déficitaire, par exemple de six milliards de dollars en 2011. La Macédoine du Nord a conclu un Accord de stabilisation et d'association avec la plupart des États membres de l'Union européenne ; en 2012, elle a également signé une union douanière avec la Turquie, un partenaire de plus en plus important, et projette une union du même type avec Israël.
La Macédoine du Nord reçoit de plus en plus d'investissements étrangers, mais ceux-ci restent modestes. En 1993, au plus fort du conflit du nom avec la Grèce, le pays n'avait reçu que 812 000 dollars d'investissements, contre plus de 330 millions en 2007. En 2010, la Macédoine du Nord n'était toutefois que le 86e État au monde pour la valeur des investissements reçus. Ceux-ci viennent surtout de pays européens comme l'Autriche, les Pays-Bas, la Bulgarie, la Suisse ou encore la Slovénie. Les investissements grecs, très importants au début des années 2000, ont considérablement baissé depuis. Afin d'attirer les entreprises étrangères, le gouvernement macédonien a instauré en 2007 un impôt à taux unique pour les entreprises, inspiré par celui de l'Estonie. Les investissements étrangers concernent à environ 29 % le marché des énergies, suivent la production industrielle, 25 %, et la finance, 15 %.

## Population et société

### Démographie

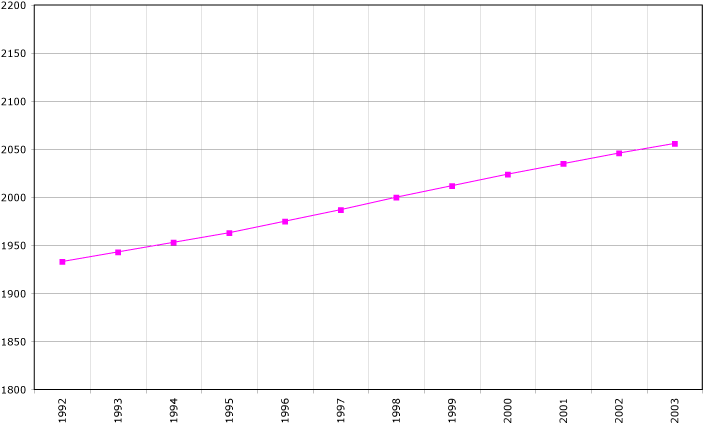
Évolution de la démographie entre 1992 et 2003 (chiffres de la FAO, 2005). Population en milliers d'habitants.

La Macédoine du Nord est un État jeune et la région a connu au cours de son histoire des situations économiques et politiques difficiles qui ont empêché la tenue de recensements fiables. Le premier de ces recensements n'a ainsi eu lieu qu'en 1948, en même temps que commençait une véritable modernisation du pays. Il donne 1 152 986 habitants à la Macédoine, alors république yougoslave. La croissance démographique est rapide sous le régime communiste, puisqu'en 1953, le pays a déjà gagné plus de 240 000 habitants par rapport à 1948 et il compte 1 647 308 habitants en 1971. La Macédoine dépasse les deux millions d'habitants en 1991 et elle compte 2 022 547 lors du dernier recensement, conduit en 2002. Une estimation évalue la population macédonienne à 2 082 370 en 2012.
Le taux de fécondité, qui atteignait plus de quatre enfants par femme avant les années 1960, se situe désormais autour de 1,6. Ce taux faible s'explique par le manque de ressources des familles pour élever plusieurs enfants et par l'âge de mariage de plus en plus avancé des femmes ainsi que leur insertion dans la vie professionnelle. Afin de remédier au faible taux de fécondité, qui n'atteint pas le seuil de renouvellement de la population, l'État donne, depuis 2008, 120 euros mensuels pendant dix ans aux familles qui ont un troisième enfant. Le nombre de naissances est toutefois supérieur à celui des décès, 23 684 naissances pour 19 060 décès en 2009, et l'accroissement annuel est estimé à 0,237 % pour 2012. Le solde migratoire est quant à lui légèrement négatif (510 migrants en 2009). La population de Macédoine du Nord a chuté de 10 % entre 2002 et 2021 en raison surtout de la forte émigration.
La population macédonienne est vieillissante, mais moins rapidement qu'en Europe occidentale. L'espérance de vie à la naissance a augmenté de 5,2 ans entre 1980 et 2011, pour atteindre 74,8 ans cette même année, et les plus de 65 ans représentaient 11,6 % de la population en 2011, tandis que les moins de 15 ans en formaient 17,7 % en 2009, contre 29,2 % en 1980.

### Diversité ethnique

Répartition ethnique par commune en 2021 :
Macédoniens
Albanais
Turcs
Roms

Le recensement de 2002 donne à la Macédoine du Nord 2 022 547 habitants. Parmi eux, 1 297 981 soit 64 % sont macédoniens, 509 083 soit 25,2 % sont albanais, 77 959 soit 3,9 % sont turcs, 53 859 soit 2,7 % sont roms, 9 695 soit 0,5 % sont valaques, 35 939 soit 1,8 % sont serbes, 17 018 soit 0,8 % sont bosniaques, et 20 993 n'appartiennent à aucun des groupes précédents. Ces minorités sont les seules reconnues par l'État macédonien et elles sont citées dans cet ordre par le préambule de la Constitution. Cette dernière définit également que tous les citoyens macédoniens sont égaux devant la loi et que l'État protège et promeut les cultures de toutes les communautés. Les droits des minorités sont larges, elles peuvent par exemple faire un usage officiel de leur langue dans les communes où elles forment au moins 20 % de la population. Si un groupe forme 20 % de la population totale du pays, comme c'est le cas des Albanais, sa langue peut aussi être utilisée dans les institutions gouvernementales. Ainsi, les députés albanais peuvent s'exprimer dans leur langue lors des sessions parlementaires.
Si le climat interethnique est généralement calme, il existe toutefois certaines oppositions, principalement entre les Macédoniens et les Albanais, les deux plus grands groupes. Les relations politiques entre les deux se sont améliorées après le conflit de 2001, après lequel les Albanais et les minorités en général ont obtenu plus de droits, mais les relations sociales restent toutefois souvent difficiles, notamment à cause des préjugés entretenus par chaque communauté. Ainsi, les Macédoniens sont souvent hostiles à l'Islam, religion majoritaire chez les Albanais, et expliquent la forte croissance démographique de ces derniers comme une volonté de les surpasser en nombre. En retour, les Albanais ont souvent l'impression que les Macédoniens les considèrent comme une population immigrée et ne cherchent pas à les comprendre ou à reconnaître leur culture.

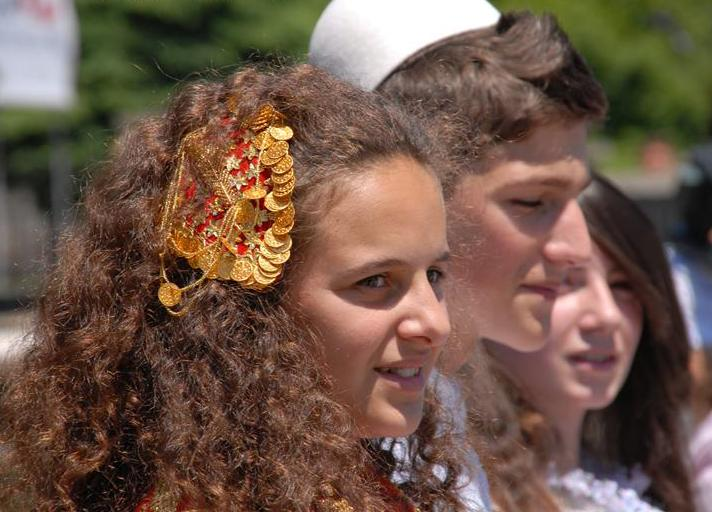
Jeunes Albanais de Macédoine du Nord en 2010.

Les Turcs, bien moins nombreux que les Albanais, sont plutôt discrets et quasiment absents de la scène politique. Les Roms, quant à eux, vivent généralement dans des conditions difficiles. Parmi les 54 000 Roms de Macédoine du Nord, 17 000 sont au chômage et 14 000 n'ont pas accès aux produits de première nécessité. La plupart d'entre eux vivent du petit commerce, de la récupération des ordures et de la mendicité. La Macédoine du Nord fait toutefois figure d'exemple dans les Balkans, car l'État montre une certaine volonté pour intégrer les Roms à la société et pour améliorer leurs conditions de vie, notamment en favorisant leur accès à l'éducation et en créant un ministère des Roms. C'est aussi en Macédoine du Nord que se trouve la seule commune au monde à avoir adopté le romani comme langue officielle, il s'agit de Šuto Orizari, située dans la banlieue de Skopje. Le pays compte enfin un grand nombre d'ONG dédiées à l'amélioration du sort des Roms.
Les Valaques, dont la tradition pastorale a disparu pendant l'époque socialiste, sont intégrés voire assimilés à la communauté macédonienne, avec laquelle ils partagent la même religion. Ils ont toutefois quelques écoles qui enseignent dans leur langue, l'aroumain. Les Serbes maintiennent des relations plutôt bonnes avec les Macédoniens, même s'il y a de légères tensions entre les deux, surtout à cause de la reconnaissance de l'indépendance du Kosovo par la Macédoine du Nord. Enfin, les Bosniaques, traditionnellement appelés Pomaks ou Torbechi en Macédoine du Nord, sont des Slaves convertis à l'islam par les Ottomans. Ils parlent macédonien, mais s'identifient plutôt aux autres communautés musulmanes du pays. Leur nom officiel de Bosniaques remplace celui de Musulmans, qui lui-même avait été donné par Tito en 1961 à tous les Slaves convertis à l'islam vivant en Yougoslavie. La nationalité musulmane avait ensuite été reconnue comme une nation à part entière dix ans plus tard. La minorité bulgarophone ne cesse de diminuer, et est pourtant la prétexte pour la Bulgarie de faire trainer la demande d'adhésion de la Macédoine du Nord à l'Union européenne[source insuffisante].

### Famille, sexualité et égalité des sexes

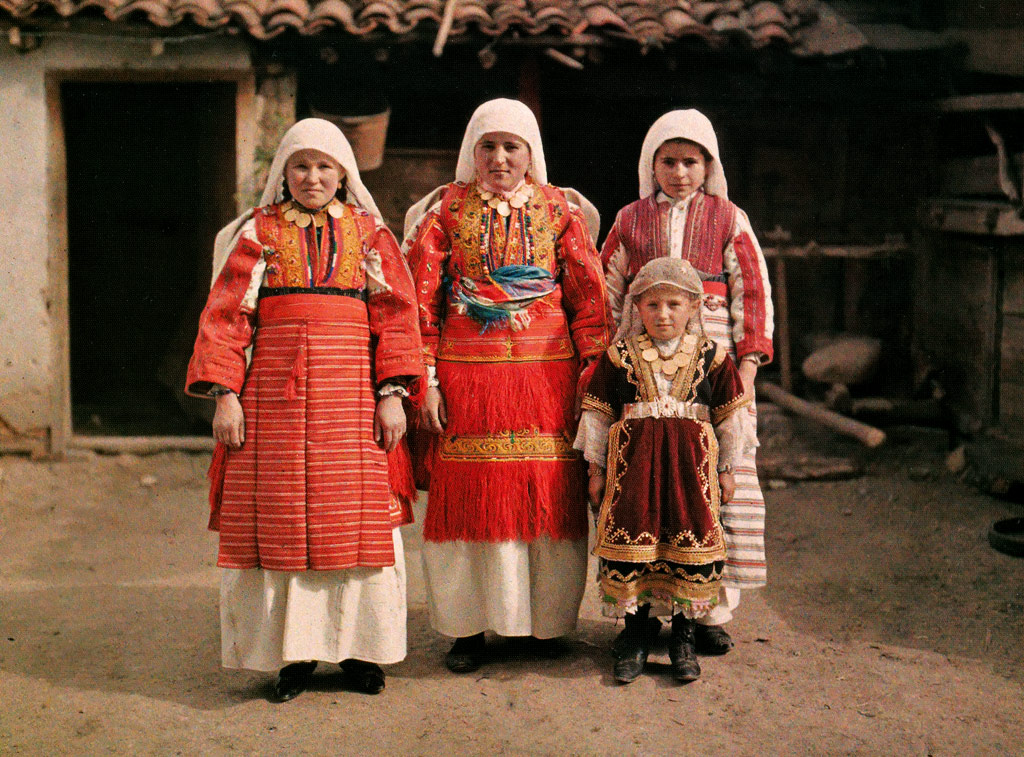
Femmes du village de Smilevo en 1913.

La société macédonienne est influencée par les discours religieux orthodoxes et musulmans, qui prônent des visions conservatrices, mais l'audience des groupes extrémistes est quasiment inexistante. L'industrialisation et l'urbanisation du pays ont toutefois considérablement influencé les familles. Le système patriarcal s'est par exemple affaibli au profit de l'égalité des membres d'une même famille. La vie professionnelle et le manque de moyens financiers ont retardé l'âge du mariage et ont fait diminuer le nombre d'enfants par famille. Les divorces sont de plus en plus fréquents, ils concernaient par exemple 90,2 mariages sur 1 000 en 2002. Cette évolution de la famille ne concerne pas toute la société, les Macédoniens vivant en milieu rural et des minorités comme les Albanais et les Roms suivent encore souvent des modèles plus traditionnels. Enfin, le nombre de couples vivant en concubinage reste très faible pour l'ensemble de la population.
Les mariages mixtes sont de plus en plus nombreux mais restent marginaux. De tels mariages sont souvent considérés comme des trahisons par les communautés ethniques, et un sondage effectué en 2006 a révélé que 78 % des Macédoniens et 86 % des Albanais s'opposaient aux mariages mixtes. Mais plus que l'appartenance ethnique, c'est la différence de religions qui freine ces mariages, même si les unions avec des Roms sont autant désapprouvées par les Musulmans que les Orthodoxes.
Selon les lois macédoniennes, les femmes ont les mêmes droits que les hommes. Leur situation est toutefois défavorable sur beaucoup de points. Elles profitent d'une certaine égalité par rapport aux hommes parce qu'elles sont intégrées dans la vie professionnelle et cela leur garantit notamment une source de revenus et force le partage des tâches ménagères. Mais certains aspects de la vie de famille, comme l'éducation des enfants, restent souvent considérés comme féminins. Les violences conjugales semblent courantes, mais les dénonciations sont rares et le problème est peu abordé, tant par la société que par les institutions. La Macédoine du Nord rencontre aussi des problèmes concernant la contraception, beaucoup de femmes étant mal informées et le sujet restant tabou. Seulement 11,6 % des Macédoniennes font usage de la pilule contraceptive, souvent considérée comme mauvaise pour la santé, et les avortements sont anormalement nombreux, près de 130 000 Macédoniennes y ont eu recours au moins une fois. Le nombre de femmes dans les hautes fonctions est encore faible. Ainsi, en 2011, s'il y avait 43 femmes sur les 120 membres du Parlement, il n'y avait que trois femmes au gouvernement (aux ministères de l'Intérieur, de la Culture et de l'Intégration européenne),.
Quant aux différentes formes d'altersexualité, elles sont massivement rejetées par la société macédonienne. En 2002, 80 % de la population considérait l'homosexualité comme une maladie mentale et le sujet n'est presque jamais abordé par les institutions. La communauté LGBT macédonienne est faible et désorganisée. L'homosexualité a été dépénalisée en 1996, mais la loi contre les discriminations proclamée en 2010 ne l'a pas incluse comme cela avait été d'abord proposé.

### Langues

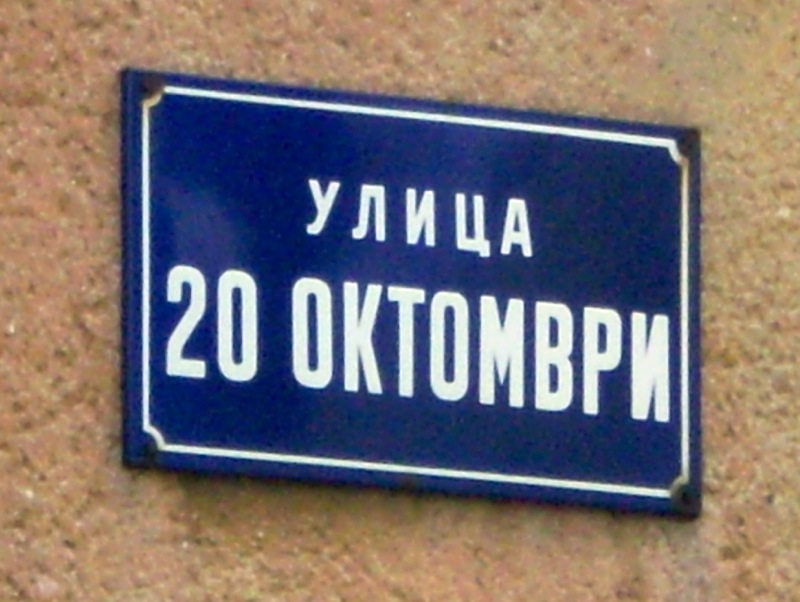
Une plaque de rue en macédonien à Skopje.

Le macédonien et l'albanais sont les langues officielles et les plus parlées du pays. Dans les communes où un groupe ethnique représente plus de 20 % de la population totale, la langue de ce groupe ethnique est co-officielle.
Les langues minoritaires, l'albanais guègue, le romani, l'aroumain et le serbe, connaissent elles aussi des dialectes propres à la Macédoine du Nord et ceux-ci montrent des similarités entre eux, par exemple dans les sonorités. La Macédoine du Nord est signataire de la charte européenne des langues régionales ou minoritaires écrite par le Conseil de l'Europe et protège les langues de ses minorités, qui peuvent être utilisées dans l'administration, les médias et l'enseignement selon des cadres définis par la loi.
Le turc reste parlé, car autrefois, le pays était sous le joug de l'Empire Ottoman. Il reste encore environ 78 000 Turcs en Macédoine du Nord[réf. nécessaire]. Autrefois langue très importante, le grec n'est plus parlé que par environ 5 000 personnes, surtout dans le sud du pays[réf. nécessaire].      
En ce qui concerne les langues étrangère, l'anglais est la langue enseignée qui arrive en première position et qui est surtout parlée par les plus jeunes. L'allemand arrive en seconde position. Autrefois enseignée en première langue étrangère, l'usage du russe à beaucoup décliné depuis la fin des années 1980, au profit surtout de l'anglais, puis de l'allemand. Parmi les autres langues étrangères, le système éducatif macédonien propose l'italien et le français. Le turc est enseigné surtout à l'université de Skopje[réf. nécessaire].      

### Religions

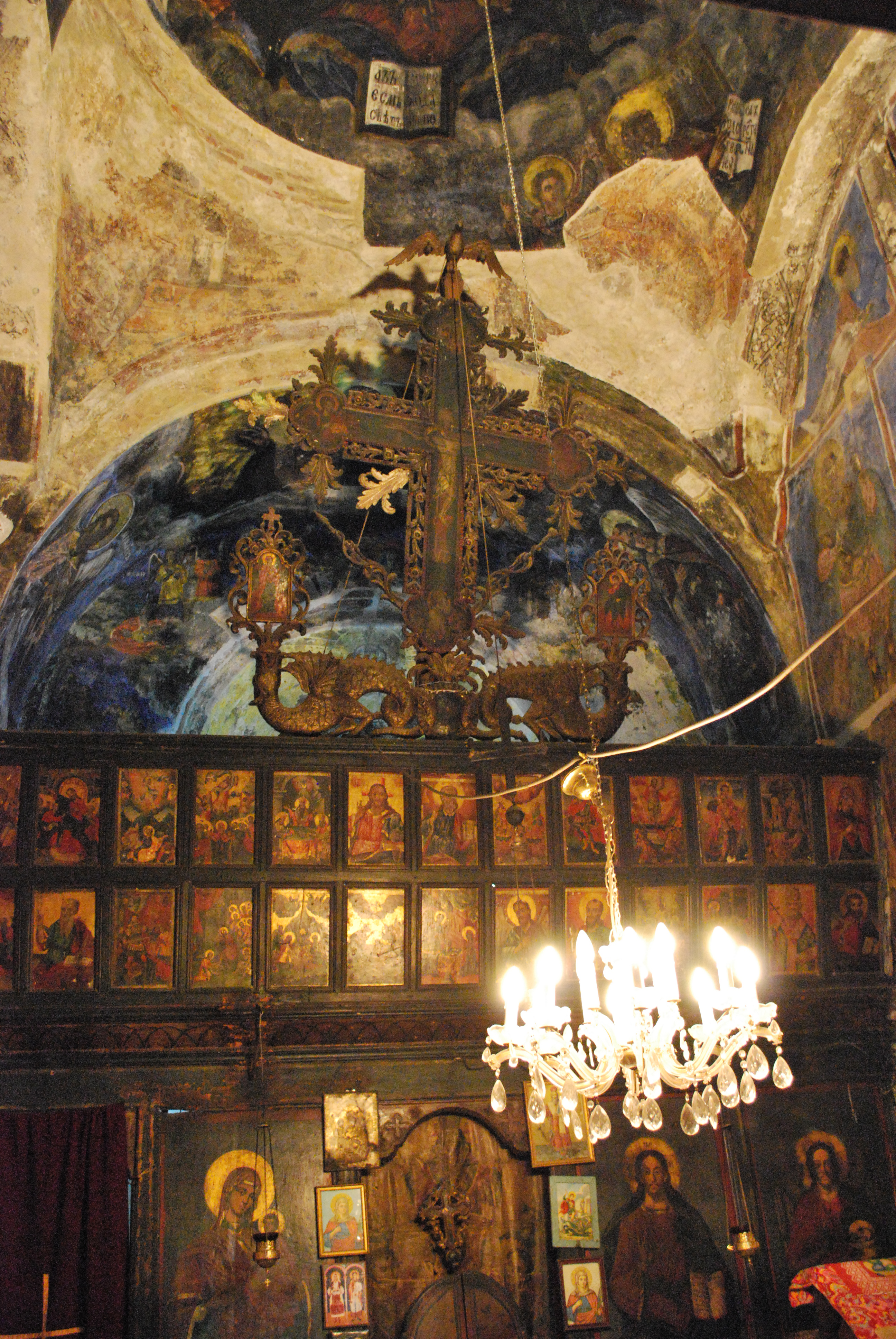
Intérieur de l'église orthodoxe du village de Tchelopek.

Selon la Constitution, « la liberté de la confession est assurée. Est garantie l’expression libre et publique, de la foi individuelle ou en commun avec autrui. L'Église orthodoxe macédonienne, les autres communautés confessionnelles et groupes religieux sont séparés de l'État et sont égaux devant la loi ». Elle autorise aussi la création d'écoles religieuses et d'établissements sociaux et de bienfaisance par les groupes religieux. La loi interdit enfin toute discrimination fondée sur la religion.
Le christianisme est la religion majoritaire en Macédoine du Nord puisque 64,7 % de la population appartient à l'Église orthodoxe macédonienne, selon le recensement de 2002. Une petite minorité, 0,37 % de la population, appartient à d'autres Églises chrétiennes. L'islam regroupe enfin 33,3 % de la population, ce qui fait de la Macédoine du Nord le quatrième pays d'Europe par la proportion de la population musulmane, après le Kosovo (90 %), l'Albanie (70 %) et la Bosnie-Herzégovine (51 %). La communauté alevis bektachi est estimée à 300 000 personnes selon les autorités bektachi. Les 1,63 % restant n'ont déclaré aucune appartenance religieuse.
L'appartenance religieuse est fortement liée à l'appartenance ethnique. C'est d'ailleurs un important facteur identitaire pour les différents groupes et, en fait, c'est cette fonction identitaire qui prime sur la véritable pratique et la croyance. Les Macédoniens et les Valaques appartiennent généralement à l'Église orthodoxe macédonienne et les Serbes à l'Église orthodoxe serbe, tandis que les Albanais, les Turcs, les Roms et les Bosniaques appartiennent pour la majorité à l'islam sunnite. Il existe aussi une minorité catholique albanaise, surtout concentrée à Skopje et dont est issue Mère Teresa, et diverses Églises protestantes. Le pays comptait avant la Seconde Guerre mondiale une petite minorité juive séfarade, estimée entre 7 000 et 8 000 personnes et concentrée dans les villes de Skopje et Bitola. Ils ont tous été déportés en 1943 à Treblinka, plus de 7 000 d'entre eux y ont été tués,.
Le facteur identitaire des religions les place souvent au centre des problèmes interethniques. Ainsi, des lieux de culte orthodoxes et musulmans sont parfois la cible de groupes extrémistes. Le repli identitaire albanais les a aussi conduits à montrer un certain radicalisme religieux, et les Albanais de Macédoine du Nord ont la réputation d'être plus religieux que ceux du Kosovo et d'Albanie.

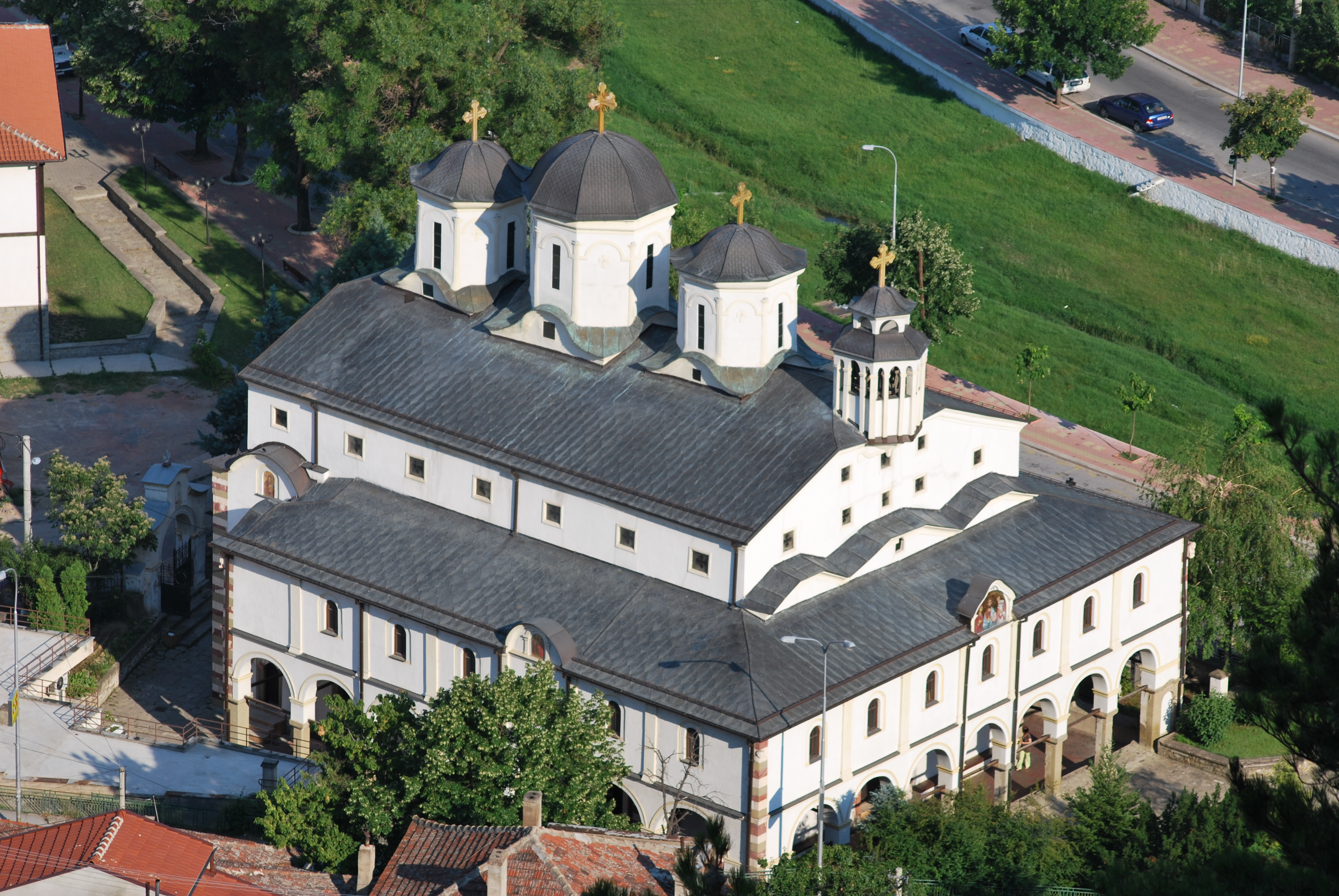
La cathédrale orthodoxe de Štip.
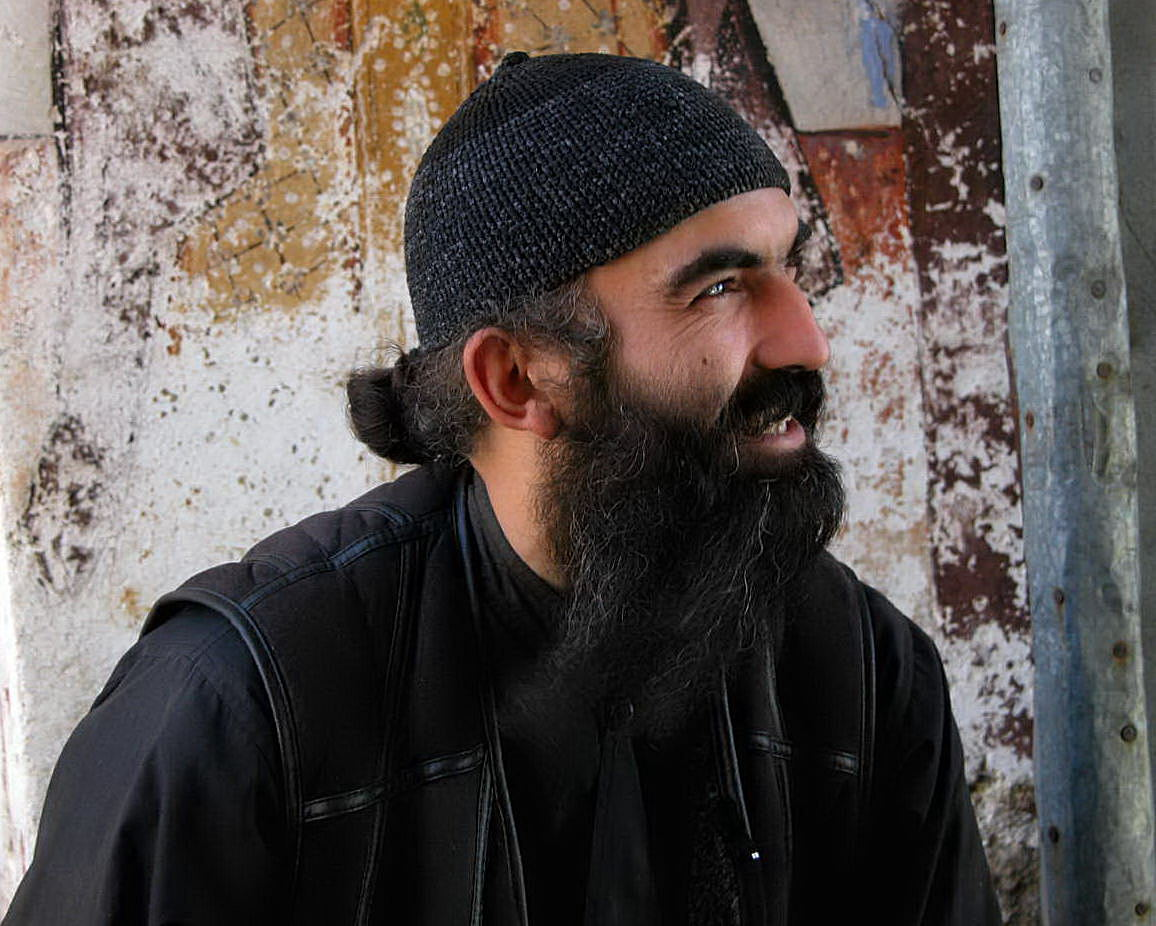
Un moine orthodoxe du monastère de Treskavec.
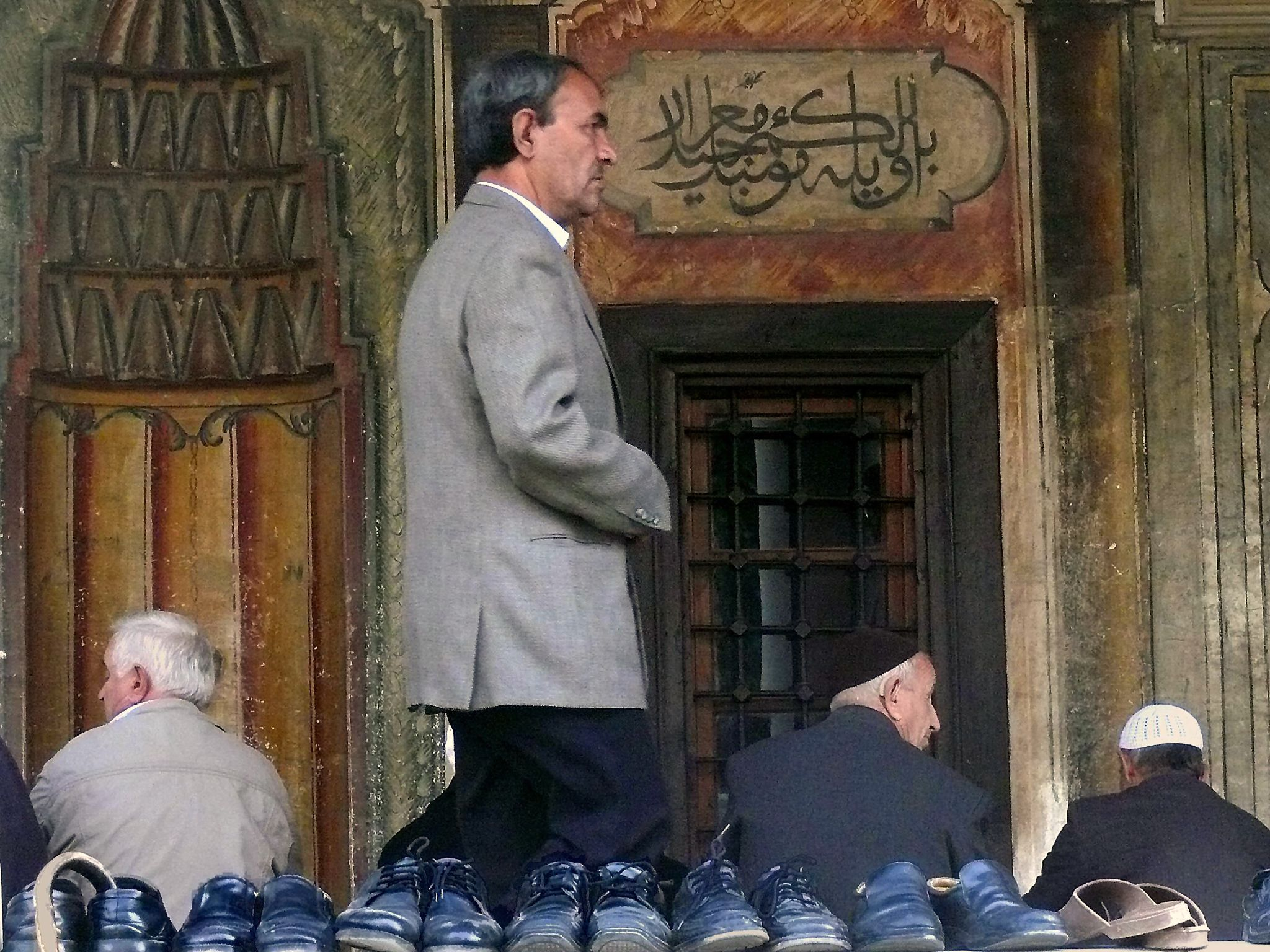
Prière dans la mosquée peinte de Tetovo.
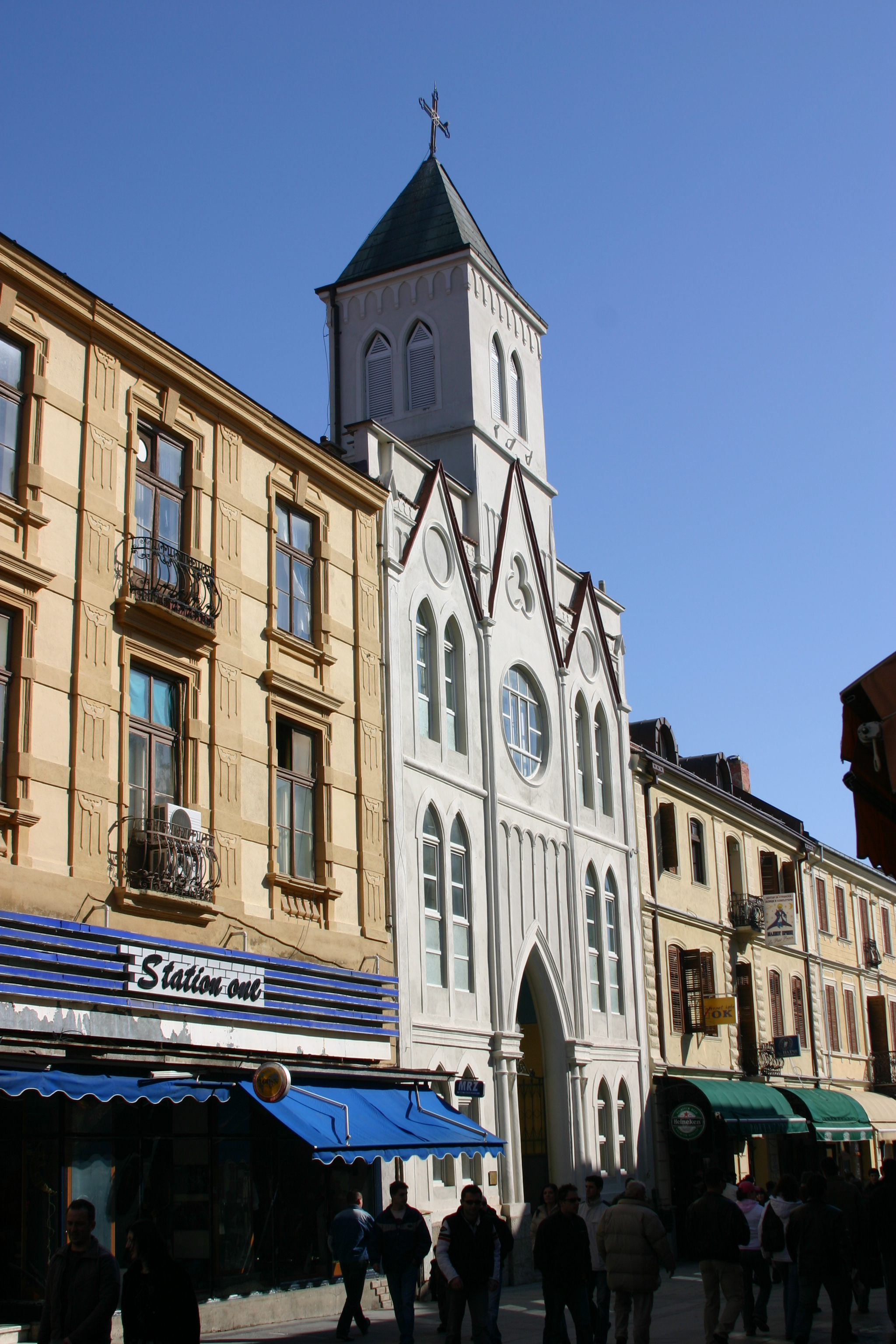
L'église catholique de Bitola, construite au XIXe siècle.
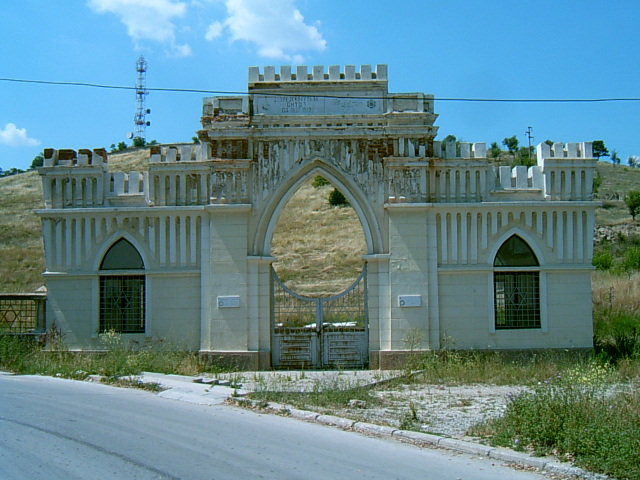
Le portail du cimetière juif de Bitola.

### Éducation

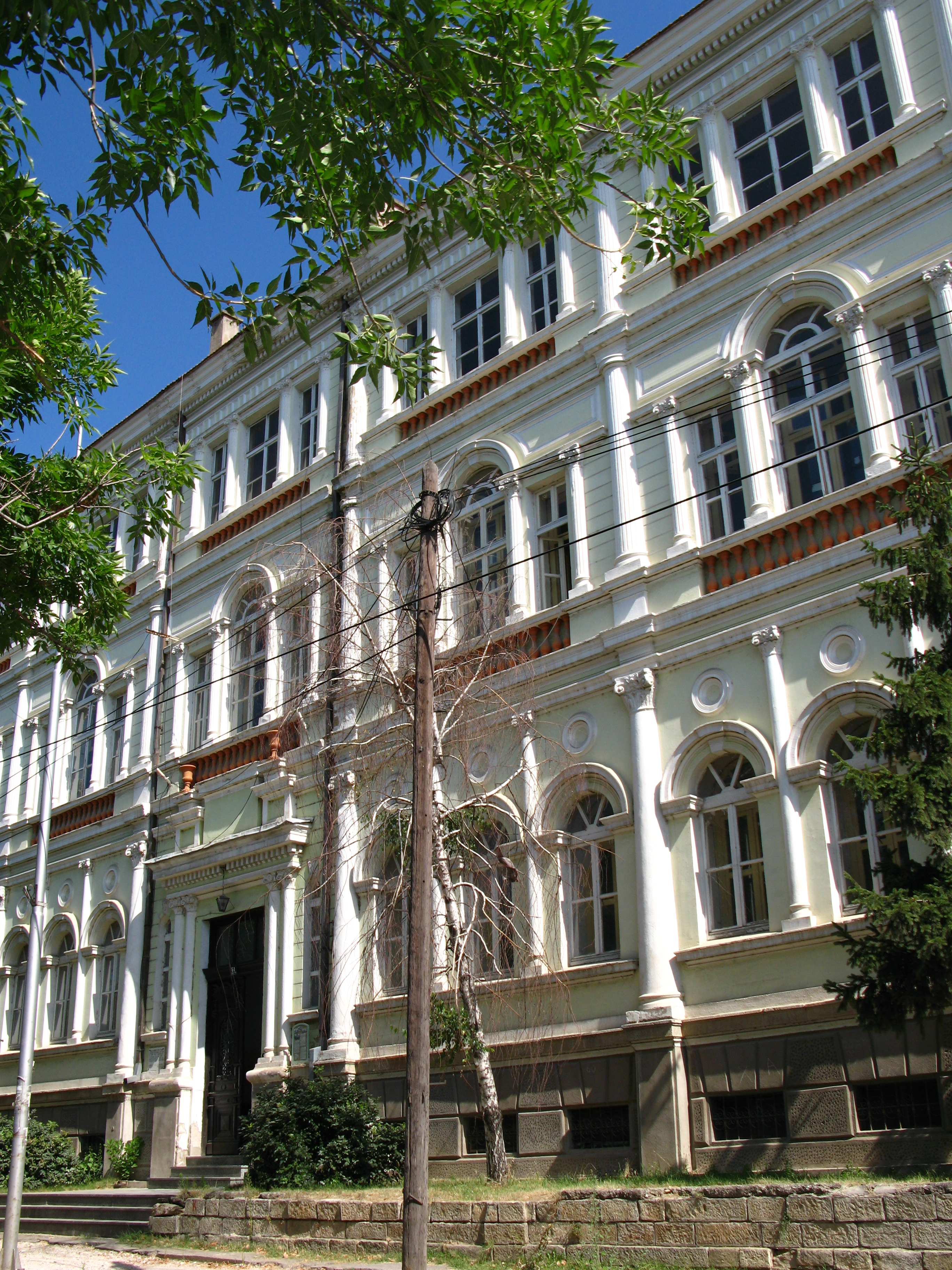
Le lycée Josip Broz Tito de Bitola.

Le système éducatif macédonien a connu de profondes réformes au cours des années 2000 afin qu'il soit conforme aux standards de l'Union européenne et du processus de Bologne. Par exemple, la gestion autrefois centralisée des établissements se fait désormais par les communes, et l'âge obligatoire d'entrée à l'école a baissé d'un an.
L'instruction est obligatoire de six à quinze ans, et l'école est gratuite dans les établissements publics, sauf dans l'éducation supérieure, pour laquelle certains frais sont demandés. L'inscription dans les établissements privés est chère, et ceux-ci possèdent une grande liberté vis-à-vis du ministère de l'éducation, notamment en ce qui concerne le programme scolaire.
Les enfants de six mois à six ans peuvent aller dans les jardins d'enfants (kindergarten), où environ 81 % des enfants macédoniens passent au moins un an (près de 100 % dans les villes). Ensuite, il y a l'école primaire, la seule obligatoire, qui se divise en deux stades. Le premier, qui correspond aux grades 1 à 4, soit de six à neuf ans, est le moment où les enfants apprennent à lire. Ils n'ont qu'un seul professeur pendant ces quatre ans et ce dernier leur enseigne toutes les matières au programme. À la fin du grade 4, ils passent un examen général qui leur ouvre les portes du grade 5. Des grades 5 à 8, soit de dix à quatorze ans, les élèves ont différents professeurs spécialisés dans une matière. À la fin du grade 8, les élèves passent un nouvel examen puis choisissent entre deux voies, l'école technique spécialisée ou le lycée (gymnasium).
Les écoles techniques spécialisées préparent directement à un métier et elles proposent des cursus de deux à quatre ans, suivis d'un examen de fin d'études. Les lycées fonctionnent de la même façon, mais leurs élèves doivent y étudier quatre ans et ont vocation à poursuivre des études supérieures. Il existe aussi des écoles techniques pour les adultes, qui proposent par exemple des cursus d'informatique, de langues étrangères ou de gestion.

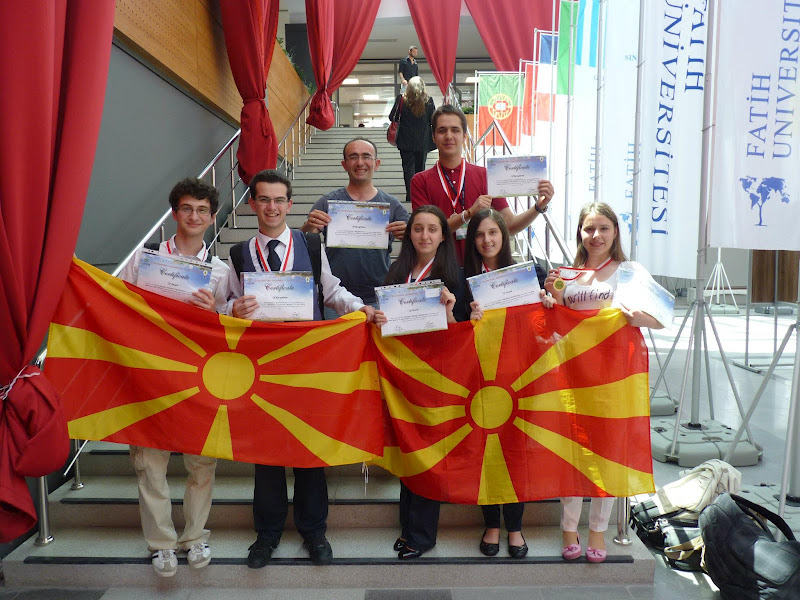
Remise de diplômes à Skopje.

L'enseignement supérieur se fait dans les universités, qui fonctionnent avec le système licence-master-doctorat. La durée de préparation de la licence est fixée entre quatre et six ans selon les facultés, et celle du master à deux ans. La Macédoine du Nord compte quatre universités publiques, l'université Saints-Cyrille-et-Méthode de Skopje, l'université Gotsé Deltchev de Štip, l'université Saint-Clément d'Ohrid de Bitola et l'université d'État de Tetovo, ainsi que plusieurs universités privées plus petites.
Afin de respecter le caractère pluriethnique du pays, les élèves issus de minorités peuvent effectuer leur éducation dans leur langue maternelle. Ils doivent cependant suivre des cours de macédonien à partir du grade 3. L'anglais est quant à lui enseigné dès le grade 1 depuis 2007. La séparation des élèves selon la langue maternelle est toutefois critiquée car elle entraîne une ségrégation ethnique qui empêche surtout les jeunes Macédoniens et Albanais d'avoir des relations sociales entre eux.
Le niveau d'éducation en Macédoine du Nord reste en dessous des moyennes régionales, et il existe de fortes disparités entre les élèves des villes et de la campagne, ainsi qu'entre les communautés ethniques. Ainsi, l'absentéisme, évalué à 1,8 % dans l'enseignement primaire pourtant obligatoire, concerne surtout les Roms. De larges progrès ont toutefois été réalisés depuis la Seconde Guerre mondiale. Ainsi, l'illettrisme, qui touchait 64 % de la population en 1944, ne concerne plus que 3,9 % des Macédoniens, et les Albanais, autrefois sous-représentés dans les universités, ont désormais largement accès à des formations supérieures dans leur langue.

### Santé
Le niveau des prestations médicales a fortement baissé après la transition à l'économie de marché, mais le secteur a connu d'importantes réformes, notamment l'ouverture du secteur à la concurrence. La Macédoine du Nord compte 4,94 lits d'hôpital pour 1 000 habitants, ce qui est en dessous de la moyenne des anciens pays communistes mais au-dessus de celle des pays d'Europe occidentale. Il y a également 2,5 médecins pour 1 000, un taux plus faible que la moyenne européenne. Le pays a dépensé 6,9 % de son PIB pour la santé en 2009.
La Macédoine du Nord connaît les mêmes problèmes de santé que les autres États européens, les maladies cardio-vasculaires, le cancer, les maladies mentales, les blessures et les problèmes respiratoires étant les principales causes de mortalité. Le sida et la tuberculose y sont toutefois plus rares. La santé des Macédoniens est également menacée par le manque de prudence sur les routes, la forte consommation de tabac et l'augmentation de la consommation d'alcool. Le taux de mortalité infantile est encore élevé bien que similaire à celui d'autres pays de la région comme l'Albanie et la Bulgarie. Il est estimé à 8,32 pour mille en 2012. En 2008, 11 % de la population, surtout rurale, n'avait pas encore accès à l'eau potable.

### Médias

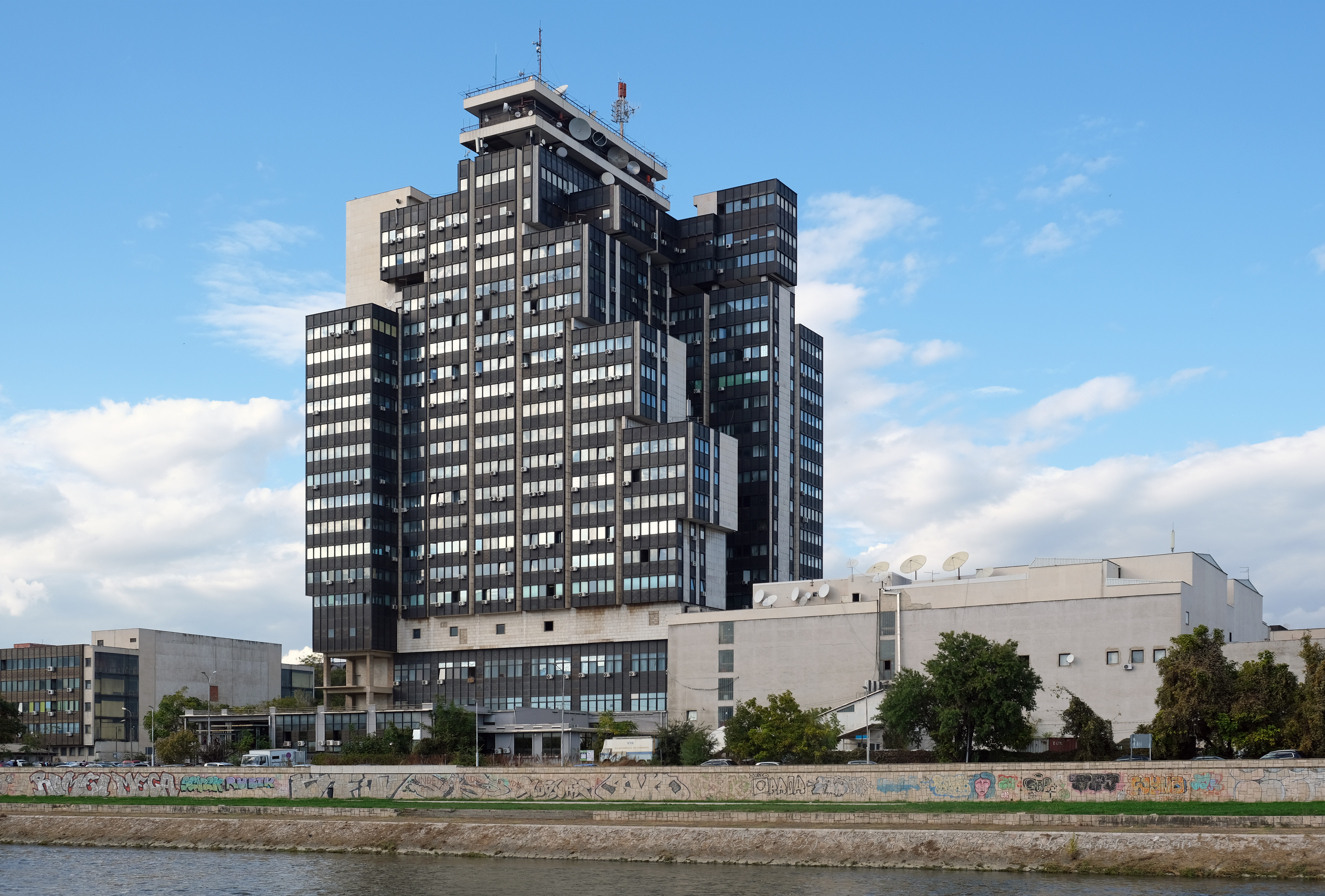
Le siège de la Makedonska Radio Televizija à Skopje.

Le paysage médiatique macédonien est surchargé, avec plus d'une centaine de chaînes de radio et de télévision, dont la plupart survivent difficilement sur le plan économique. L'audiovisuel est dominé par les chaînes commerciales privées qui concurrencent les trois chaînes publiques de la Makedonska Radio Televizija (MRT). Les autres grandes chaînes sont Sitel et Kanal 5. La station de radio privée Kanal 77 est la seule à réellement concurrencer les stations publiques de la MRT,.
En 2010, 51 % de la population utilisait internet. Les principaux journaux macédoniens totalisent plus de 140 000 tirages par jour ; parmi eux se trouvent Nova Makedonija et Večer, anciens journaux d'État restés pro-gouvernementaux, et Utrinski Vesnik et Dnevnik, politiquement indépendants. Les minorités possèdent elles aussi leurs médias, et la presse en albanais a une part significative du marché. Le pays possède aussi une agence de presse publique, il s'agit de la MIA.
La Constitution garantit la liberté de la presse et d'expression, mais les médias macédoniens paraissent de plus en plus menacés. Ainsi, un tribunal a ordonné en 2011 la fermeture de la première chaîne de télévision privée et de trois quotidiens après des accusations de fraude auprès de leur propriétaire, ce que des associations de journalistes voient comme un acte gouvernemental contre de grands médias de l'opposition, et le conseil de l'audiovisuel a été réformé, permettant une plus grande intervention du gouvernement. Également, en 2012, le Parlement prépare une nouvelle loi sur la presse étrangère, qui serait contrôlée directement par le ministère des affaires étrangères et qui interdirait aux journalistes étrangers de « recueillir, par le biais d'enquêtes, des opinions personnelles et des données auprès des citoyens ».

### Sports

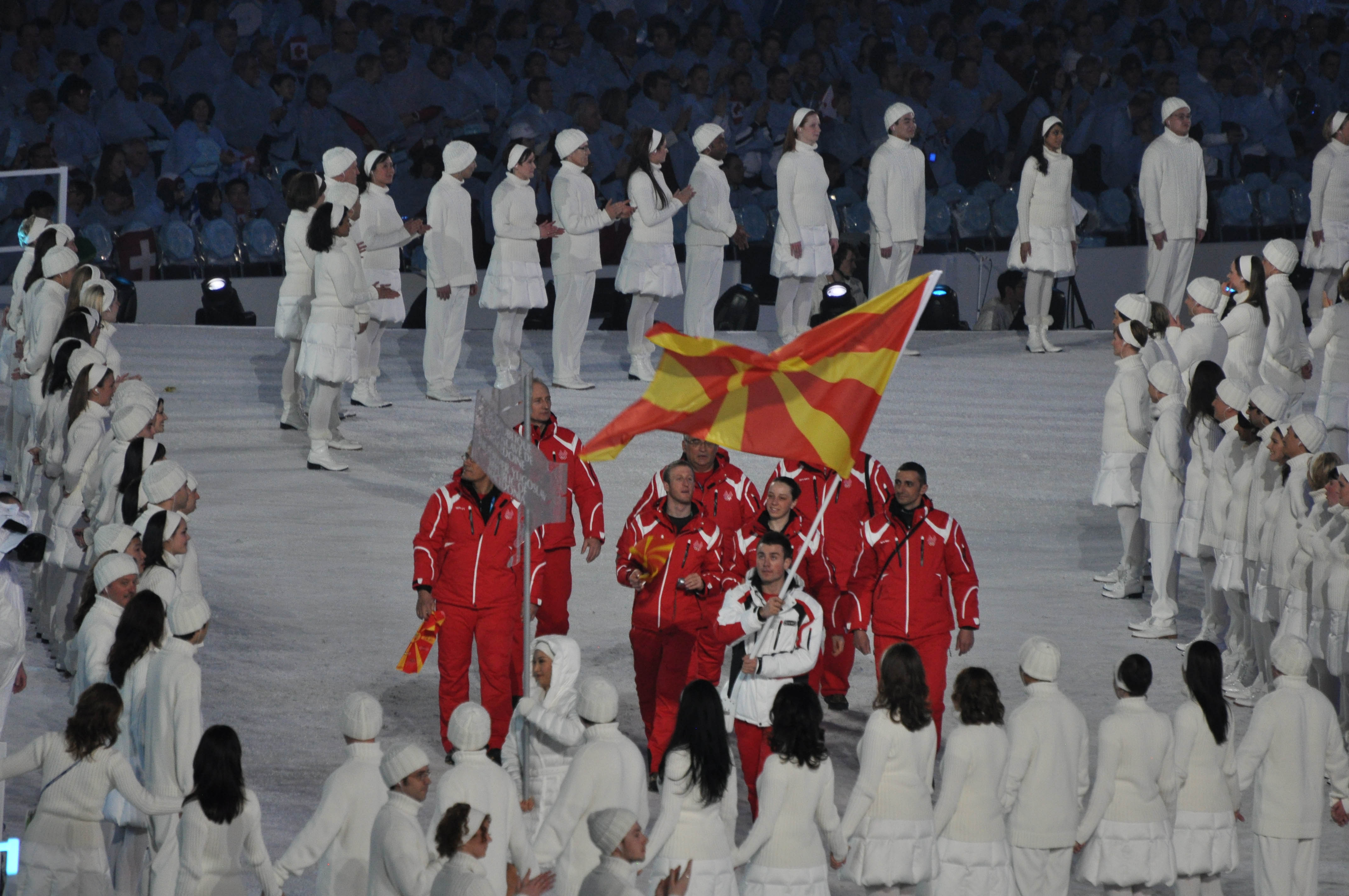
L'équipe macédonienne aux Jeux de Vancouver.

La Macédoine du Nord a participé à quatre Jeux olympiques d'été et quatre Jeux d'hiver, elle a gagné une médaille en bronze, remportée en lutte aux Jeux olympiques de 2000. Toutefois, les athlètes yougoslaves macédoniens ont remporté 13 médailles de 1956 à 1988 et le pays a aussi remporté cinq médailles à des Jeux paralympiques, trois sous les couleurs yougoslaves, et deux sous les couleurs macédoniennes, une en argent lors des Jeux de 2004, l'autre en or lors des Jeux de 2012. Darko Pančev, ancien footballeur, successivement au FK Vardar, à l'Étoile rouge de Belgrade et à l'Inter Milan, est l'un des rares sportifs macédoniens à avoir acquis une réputation européenne.
Les Macédoniens s'intéressent toutefois beaucoup aux sports, cela se ressent par exemple par l'importance des paris sportifs, pratiqués par 37 % de la population. Le phénomène touche surtout les hommes et les jeunes (les moins de 25 ans représentent 48 % des parieurs), mais il concerne toutes les catégories sociales. La Macédoine du Nord compte plus de 1 300 clubs sportifs, regroupant près de 60 000 membres.
Le football est le sport le plus populaire en Macédoine du Nord, il est suivi par le handball, le volley-ball, le basket-ball et la natation. Le ski, la chasse, le parapente, la spéléologie, la pêche, le kayak, l'escalade ou encore le VTT sont d'autres sports couramment pratiqués dans les montagnes macédoniennes.

### Engagement associatif, syndical et politique
La Macédoine du Nord compte plus de 11 000 ONG, surtout spécialisées dans les problèmes sociaux, politiques et économiques. Mais la plupart manquent de moyens et de visibilité et seule une minorité d'entre elles ont une réelle efficacité, par exemple en publiant des analyses et en proposant des changements dans la législation. Le désintérêt progressif des donateurs étrangers pour l'ex-Yougoslavie pénalise également ces associations. Le volontariat, pratiqué par 17 % de la population, reste faible, et la philanthropie locale est pratiquement inexistante. Les allocations de l'État reviennent surtout à la Fédération des syndicats de Macédoine du Nord, ce qui permet au gouvernement de satisfaire les syndicalistes tout en pouvant accélérer les réformes. Ces allocations sont aussi versées à quelques autres grands organismes, comme l'Association des Vétérans de la Seconde Guerre mondiale, l'Association des Femmes ou le Parlement des Enfants.
Depuis la fin du système socialiste, le pouvoir syndical s'est grandement affaibli au profit de celui des groupes religieux, qui restent toutefois peu présents dans le milieu associatif. Environ 24 % de la population restent toutefois membres de syndicats.
L'intérêt des Macédoniens pour la politique est mesuré. Environ 25 % d'entre eux sont membres d'organisations à but politique, et presque la moitié des Macédoniens a déjà pris part aux activités d'au moins deux organismes différents. Les personnes issues de minorités sont plus enclines à s'engager politiquement, puisqu'elles forment plus de 40 % des membres actifs, mais il n'existe pas vraiment d'écart entre les classes sociales, les hommes et les femmes, la ville et la campagne. Le taux de participation aux élections varie beaucoup et oscille entre 50 et 70 % pour des législatives et des présidentielles.

## Culture

### Identité et symboles nationaux

Le, blason historique de la Macédoine slave.

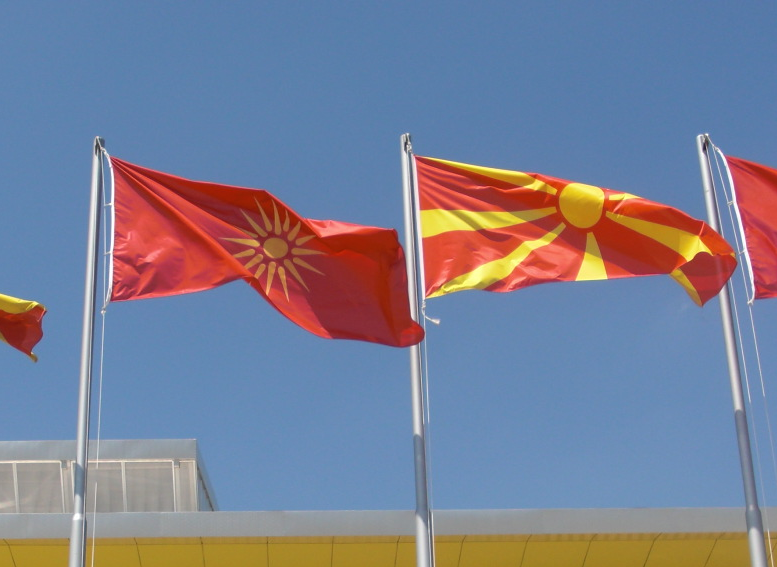
L'ancien drapeau, avec le soleil de Vergina, et le nouveau, disposés ensemble au centre sportif Boris-Trajkovski de Skopje.

La Macédoine du Nord est un État jeune et un débat identitaire a lieu concernant la nation macédonienne, tant dans le pays qu'en Bulgarie où les Macédoniens sont considérés, culturellement, linguistiquement et historiquement, comme des Bulgares. Jusqu'à la Seconde Guerre mondiale, les Macédoniens slaves ont en majorité soutenu l'union avec la Bulgarie, bien que l'éveil national qui a eu lieu au cours du XIXe siècle ait créé une identité locale distincte. Cet éveil a été entravé par les vastes politiques d'assimilation menées par la Grèce, la Bulgarie et la Serbie, pour lesquelles c'était un moyen de revendiquer la région, restée sous domination ottomane.
Le nationalisme macédonien s'est toutefois grandement consolidé en deux étapes. La première étape fut la Seconde Guerre mondiale, lorsque la Bulgarie a occupé le pays par la force, instaurant un régime de terreur en Macédoine du Vardar et avivant les sentiments pro-yougoslaves des Macédoniens. La seconde étape fut le processus d'indépendance de 1991, lorsque le nationalisme serbe de Slobodan Milošević, le souvenir de l'occupation bulgare de 1941-45 et le refus grec de reconnaître au pays une identité liée à la Macédoine historique ravivent ces mêmes sentiments. L'identité de la république reste toutefois affaiblie par la nature multiethnique du pays, parce que les minorités ne sont qu'« associées » à l'État-nation,.
L'idée protochroniste selon laquelle les Macédoniens slaves descendraient du peuple macédonien antique et l'utilisation de l'image d'Alexandre le Grand sont relativement récentes. Elles viennent de la diaspora macédonienne, présente surtout au Canada et en Australie, faite d'émigrés qui ont souvent fui la répression et sont plus nationalistes que les Macédoniens de la république. Un certain extrémisme culturel est né dans la diaspora australienne à partir des années 1970, celle-ci a alors commencé à s'identifier aux Macédoniens antiques, et cette idée a rapidement gagné les habitants de la république socialiste de Macédoine.
La Macédoine du Nord est officiellement représentée par son drapeau, ses armoiries et son hymne, Denes nad Makedonija. Le drapeau représente un soleil jaune à huit rayons sur un fond rouge et il a été adopté en 1995 après un conflit avec la Grèce, qui n'acceptait pas le premier drapeau de l'État, un soleil de Vergina jaune sur fond rouge. Cet emblème avait été choisi par les autorités macédoniennes après l'indépendance parce qu'il avait été retrouvé dans la tombe de Philippe II et pouvait ainsi revendiquer l'héritage macédonien antique, ce que la Grèce avait refusé. Le nouveau drapeau est largement accepté mais le soleil de Vergina reste utilisé officieusement par de nombreux Macédoniens.
Les armoiries macédoniennes sont les mêmes que celles de la république socialiste de Macédoine, seule l'étoile rouge communiste en a été retirée. Ces armoiries représentent les paysages macédoniens avec un lac et une montagne, ses productions agricoles avec des épis de blé et des boutons de pavot somnifère, et l'artisanat avec une broderie. Ces armes, au dessin socialiste, ont été plusieurs fois menacées d'être remplacées, surtout par le blason historique macédonien, qui est de gueules au lion d'or. Ce blason est dessiné dans des armoriaux depuis 1620 et il a notamment été utilisé par les combattants de l'Insurrection d'Ilinden en 1903.
Seuls les Macédoniens se sentent représentés par les symboles nationaux de la république, qu'ils soient officiels ou non. Les minorités utilisent de leur côté leurs propres drapeaux et emblèmes. Pendant les années 1990, le pays avait d'ailleurs connu de nombreux heurts à cause de maires de communes à majorité albanaise qui voulaient hisser le drapeau albanais sur leurs édifices administratifs. Depuis 2005 et en vertu des accords d'Ohrid signés en 2001, les communes dont la majorité de la population n'est pas macédonienne peuvent faire usage officiel des symboles ethniques de la minorité dominante.

### Patrimoine artistique

#### Architecture

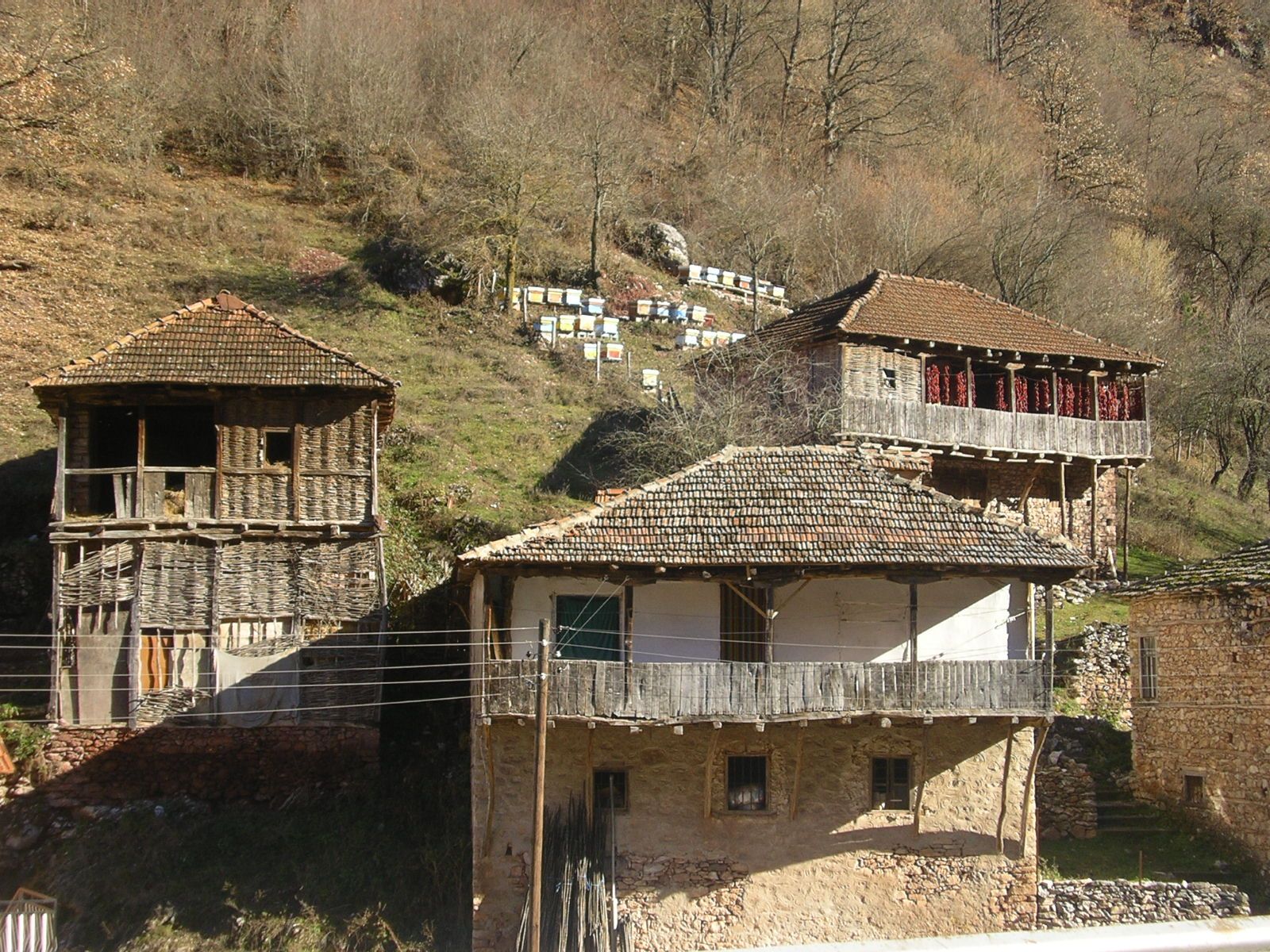
Des maisons traditionnelles dans le village de Jeleznets.

La Macédoine du Nord conserve des exemples d'architecture préhistorique, notamment sur les sites archéologiques de Toumba Madjari et Trpeytsa, où des villages entiers ont été reconstitués, et d'architecture antique, comme les anciennes villes de Stobi, Scupi et Heraclea Lyncestis, qui comptent encore des ruines de théâtres, de villas, de thermes et de basiliques paléochrétiennes. Le pays est également riche en architecture religieuse byzantine, notamment visible dans les monastères de Treskavec, de Saint-Jean Bigorski, et d'Osogovo, et dans les multiples églises de la ville d'Ohrid. L'architecture ottomane est omniprésente dans les villes, qui comptent encore des mosquées, des hammams ou encore des tekke de derviches. Le tekke et la mosquée peinte de Tetovo sont d'ailleurs considérés comme des chefs-d'œuvre de l'art islamique dans les Balkans. Les forteresses de Skopje et d'Ohrid illustrent quant à elles l'architecture militaire byzantine et montrent des occupations millénaires, puisque leur site a été occupé de la Préhistoire à l'époque moderne.

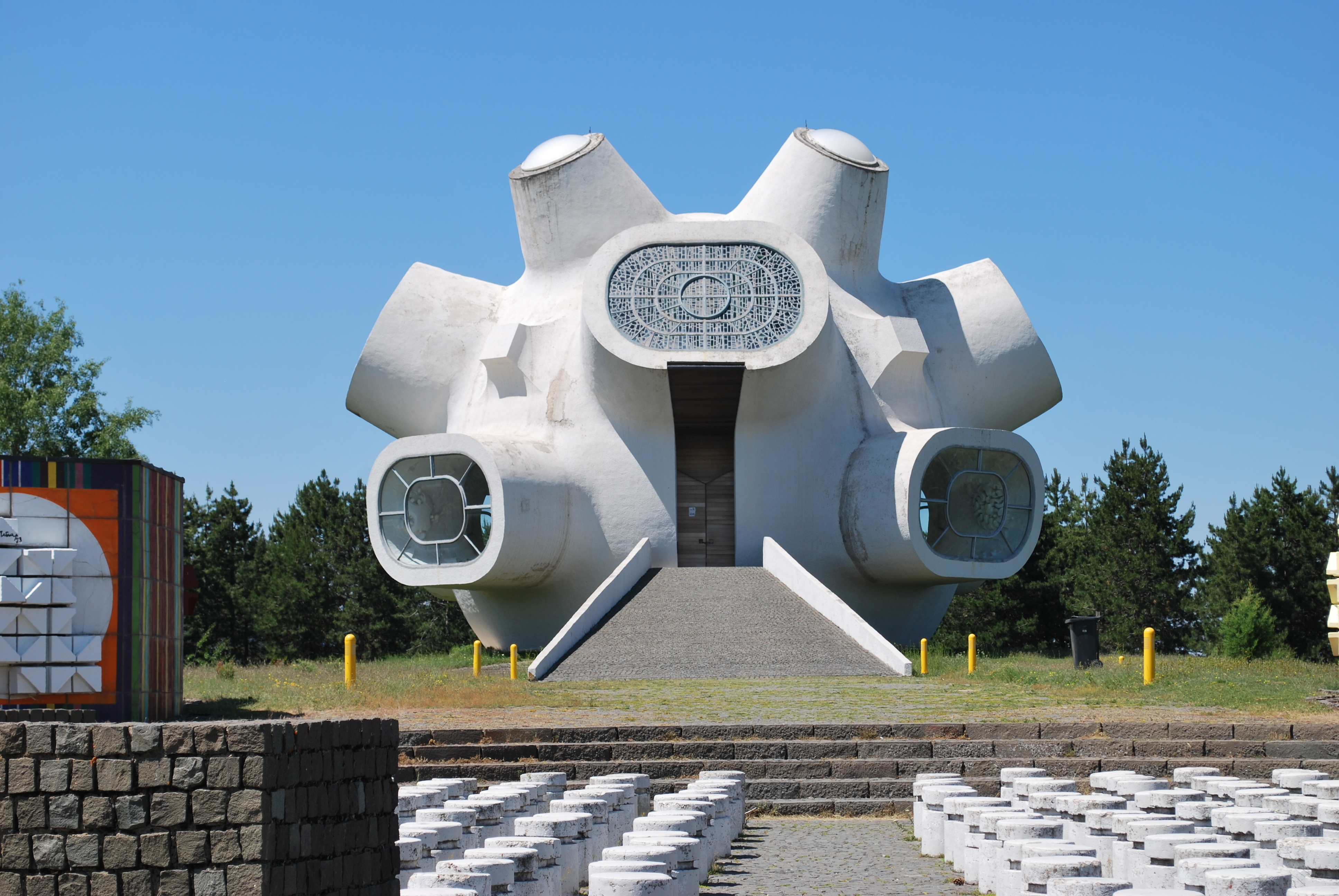
Le Makedonium, exemple d'architecture des années 1970 à Kruševo.

Il n'existe aucun exemple de construction civile antérieure à l'époque moderne, mais des villages et des petites villes comme Ohrid, Veles, Kratovo, Prilep et Kruševo comptent encore des maisons traditionnelles du XVIIIe siècle et du XIXe siècle. Celles-ci montrent l'absence d'influence occidentale et l'ignorance des procédés industriels. La pierre est généralement réservée au rez-de-chaussée, tandis que les étages sont faits en bois et en torchis. Sur les maisons les plus opulentes, les fenêtres sont à encorbellement. Enfin, dans le cas où les murs sont enduits, seules deux couleurs apparaissent, le noir et le blanc. L'architecture occidentale apparaît toutefois après 1850, surtout à Bitola, où les puissances européennes installent alors des consulats.
Les exemples architecturaux du début du XXe siècle sont rares, car ils se trouvaient surtout à Skopje, détruite par un tremblement de terre en 1963. La reconstruction de la ville a laissé un vaste exemple d'urbanisation moderniste et brutaliste. Le nouveau centre-ville a d'ailleurs été planifié par Kenzō Tange, qui avait auparavant dessiné les plans de reconstruction d'Hiroshima. Depuis les années 2000, la ville connaît à nouveau une grande opération d'urbanisme, Skopje 2014, qui doit lui donner un visage plus monumental grâce à la construction d'édifices néoclassiques. Cette opération, unique par son ampleur, déclenche de nombreux débats parmi les architectes et la population, notamment à cause de son style anachronique et de son coût, extrêmement élevé pour un pays comme la Macédoine. Skopje 2014 est un exemple unique de réutilisation de l'urbanisme de la fin du XIXe siècle, qui tendait à faire des capitales un concentré d'histoire et de culture nationale, ainsi qu'un exemple de l'abandon de l'urbanisme contemporain, qui tend à uniformiser les visages urbains de toute la planète.

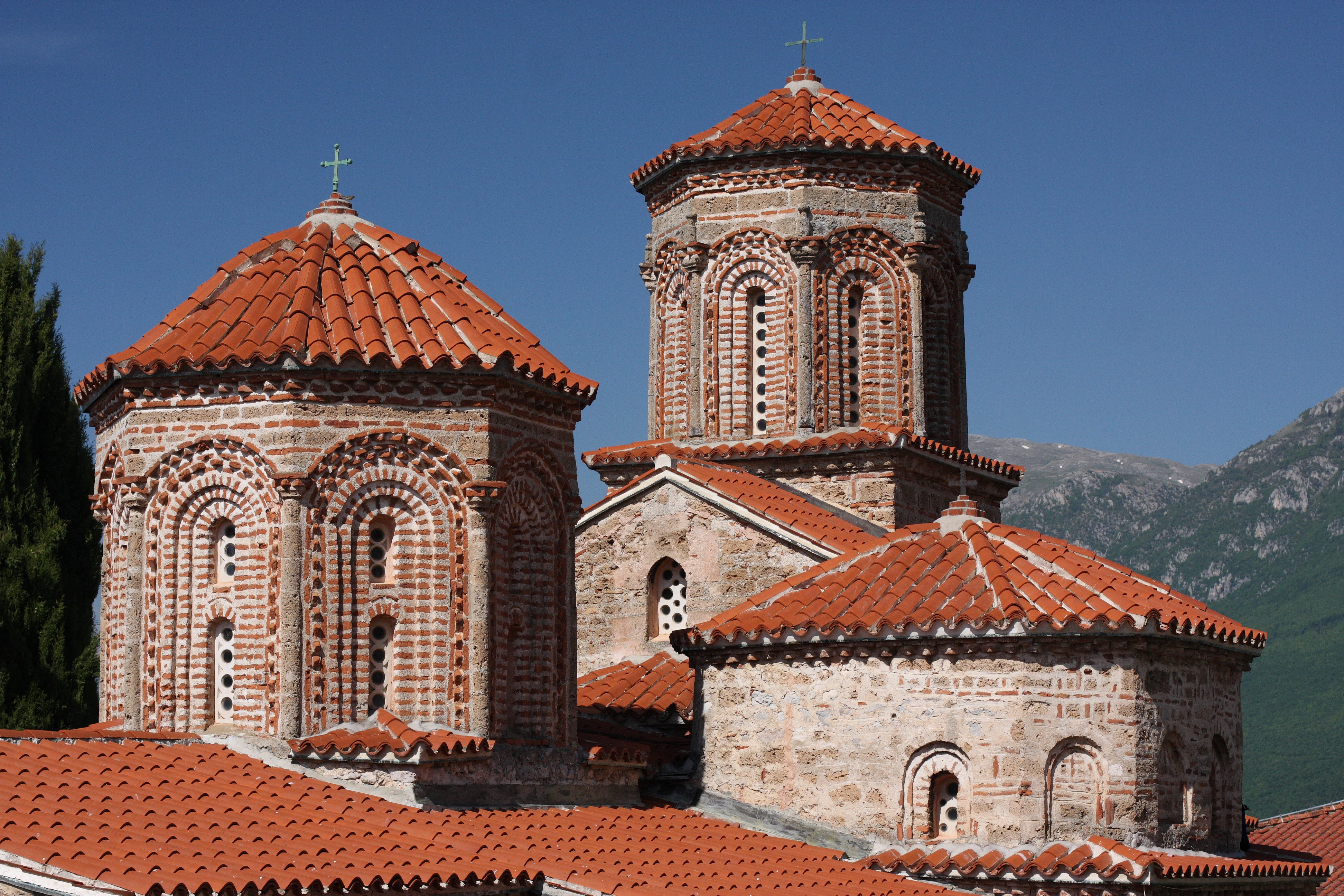
Toits de l'église du monastère Saint-Naum.
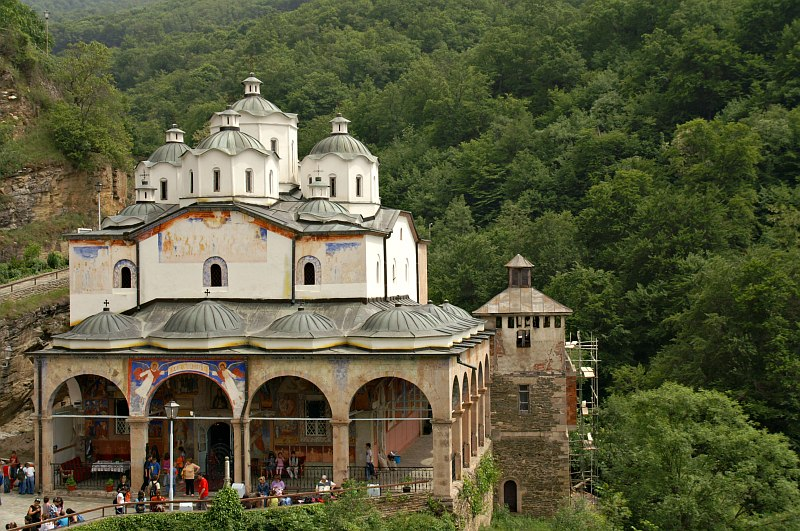
L'église du monastère d'Osogovo.
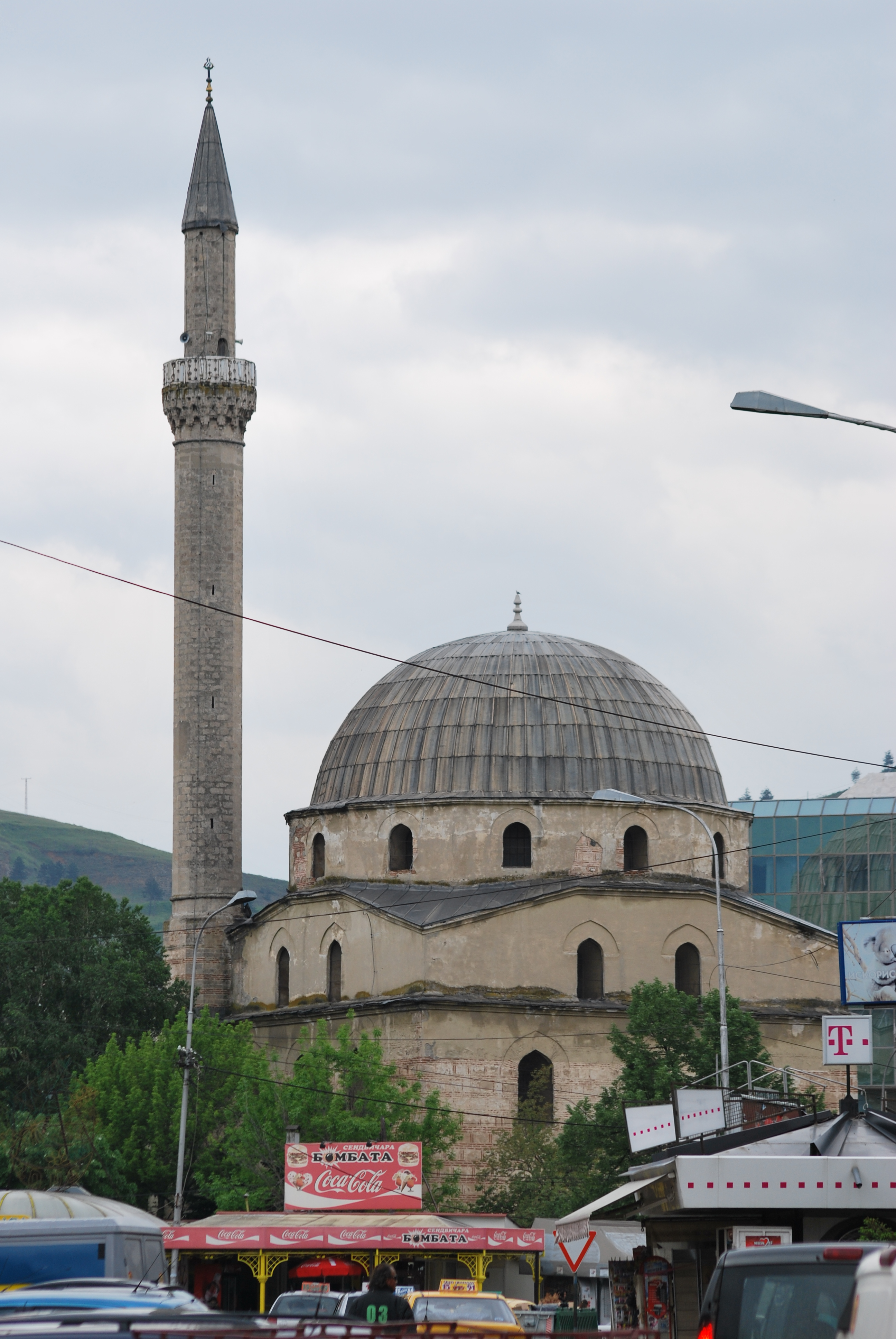
La mosquée Ishak Çelebi de Bitola.
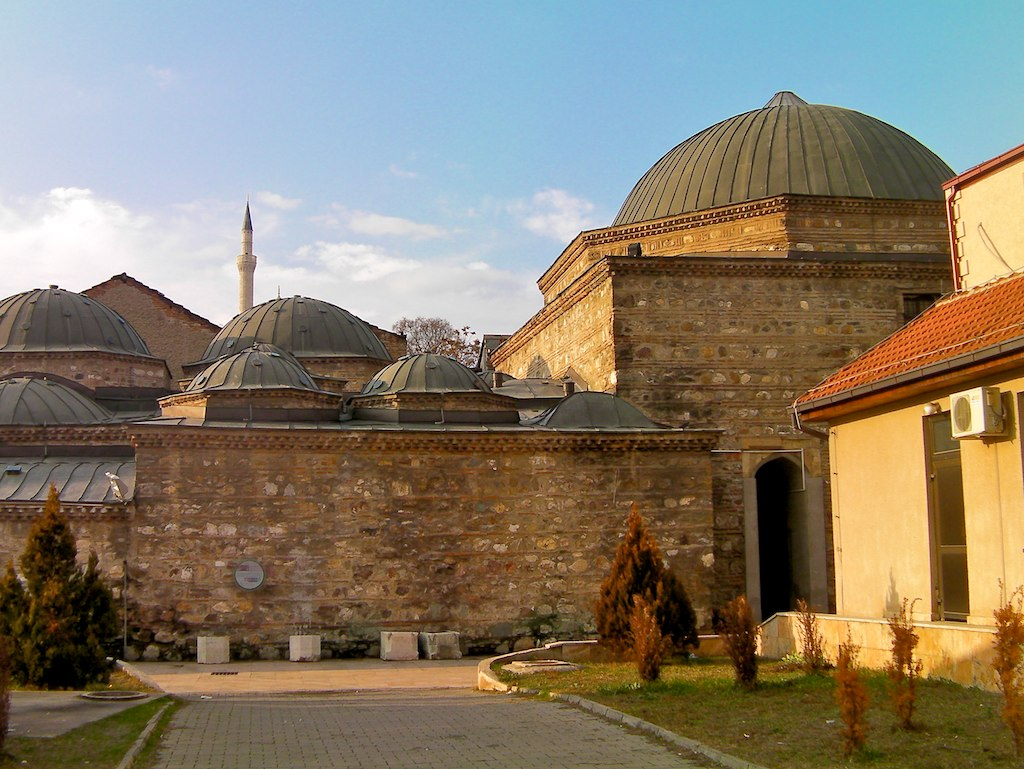
Le hammam Tchifté à Skopje.
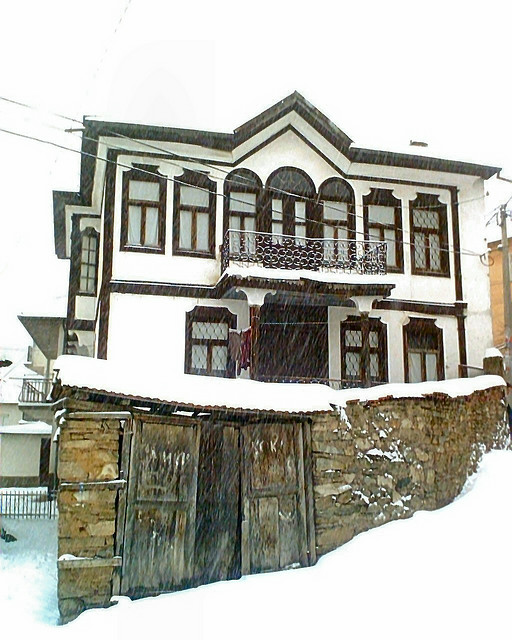
Architecture traditionnelle à Kruševo.
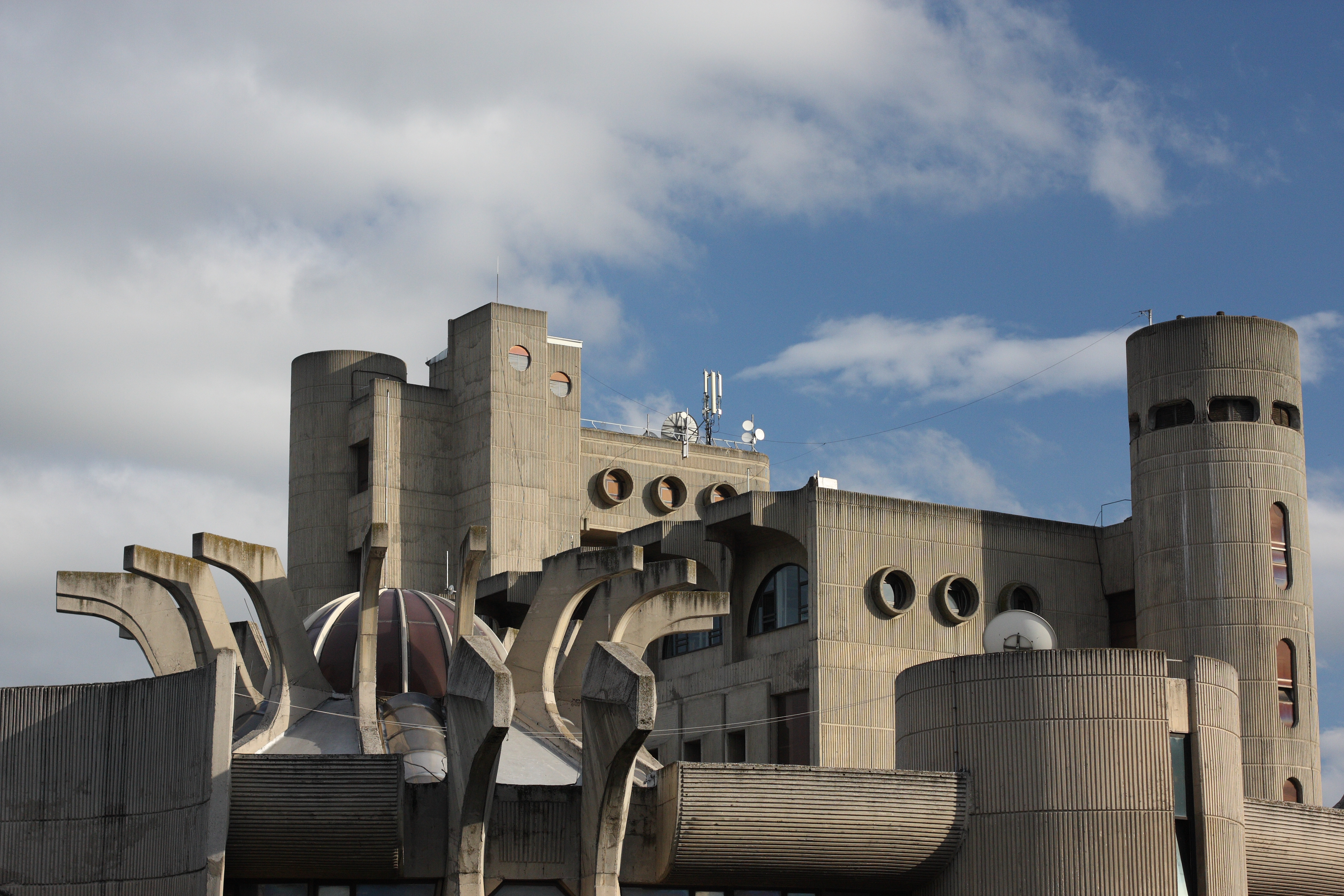
La grande poste et le siège de Makedonski Telekom à Skopje, représentatifs du brutalisme.
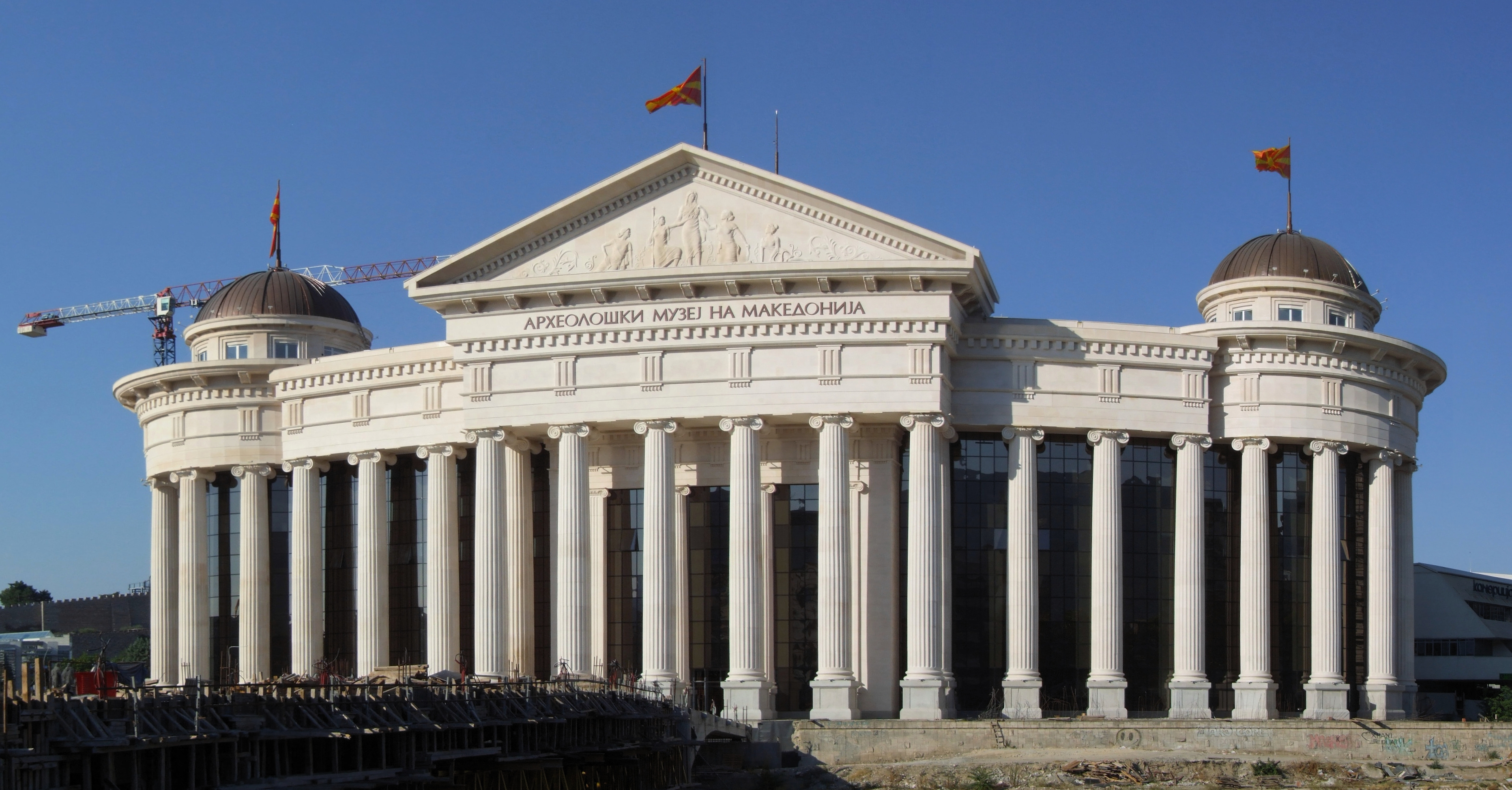
Le Musée archéologique de Macédoine du Nord, l'un des éléments de Skopje 2014.

#### Musique et danse

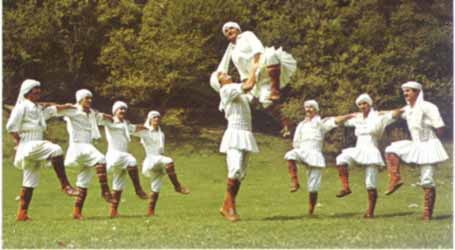
Hommes dansant l'oro.

La Macédoine du Nord possède des traditions riches et très particulières, notamment grâce au grand isolement de la région, qui n'a reçu des influences occidentales qu'à partir de la fin du XIXe siècle. Le pays possède ainsi une grande anthologie de poèmes folkloriques qui conservent l'histoire et les modes de vie anciens et des chansons très caractéristiques en raison de leur rythmique irrégulière dont l'origine est inconnue. La musique traditionnelle se caractérise aussi par l'importance des voix féminines et par l'usage d'instruments souvent d'origine turque, comme la zurna, le tapan, la tamboura et la gaïta. Les danses les plus pratiquées, comme l'oro et le teškoto, sont surtout masculines. L'oro est une danse en ligne ou en cercle, tandis que le techkoto est une variante difficile qui donne l'occasion de mesurer les prouesses des danseurs. La culture roma s'illustre par une danse féminine, le tchotchek, et par les fanfares. Esma Redžepova et le Kočani Orkestar sont les deux principaux ambassadeurs de la musique tzigane macédonienne actuelle.
La scène contemporaine est aussi marquée par le rock, avec l'ancien groupe Leb i Sol, et par un courant dark wave mêlant chant orthodoxe et musiques underground, illustré par les groupes Mizar, Arhangel et Padot na Vizantija. La musique pop occupe aussi une place importante, avec des interprètes comme Toše Proeski, Karolina Gočeva et Elena Risteska. Le pays compte plusieurs grands festivals, comme le Skopje Jazz Festival, qui a notamment accueilli Ray Charles, Youssou N'Dour, Tito Puente, Sierra Maestra, Rabih Abou-Khalil et Gotan Project et le May Opera Evenings, lui aussi à Skopje, qui propose des opéras, de la musique symphonique et des récitals.
Internationalement, la ballerine Duška Sifnios, née à Skopje le 15 octobre 1934, morte à Bruxelles le 14 octobre 2016, s'est fait connaître comme l'une des plus brillantes interprètes du Ballet du XXe siècle de Maurice Béjart qui a créé notamment pour elle le rôle féminin de Boléro (1961).

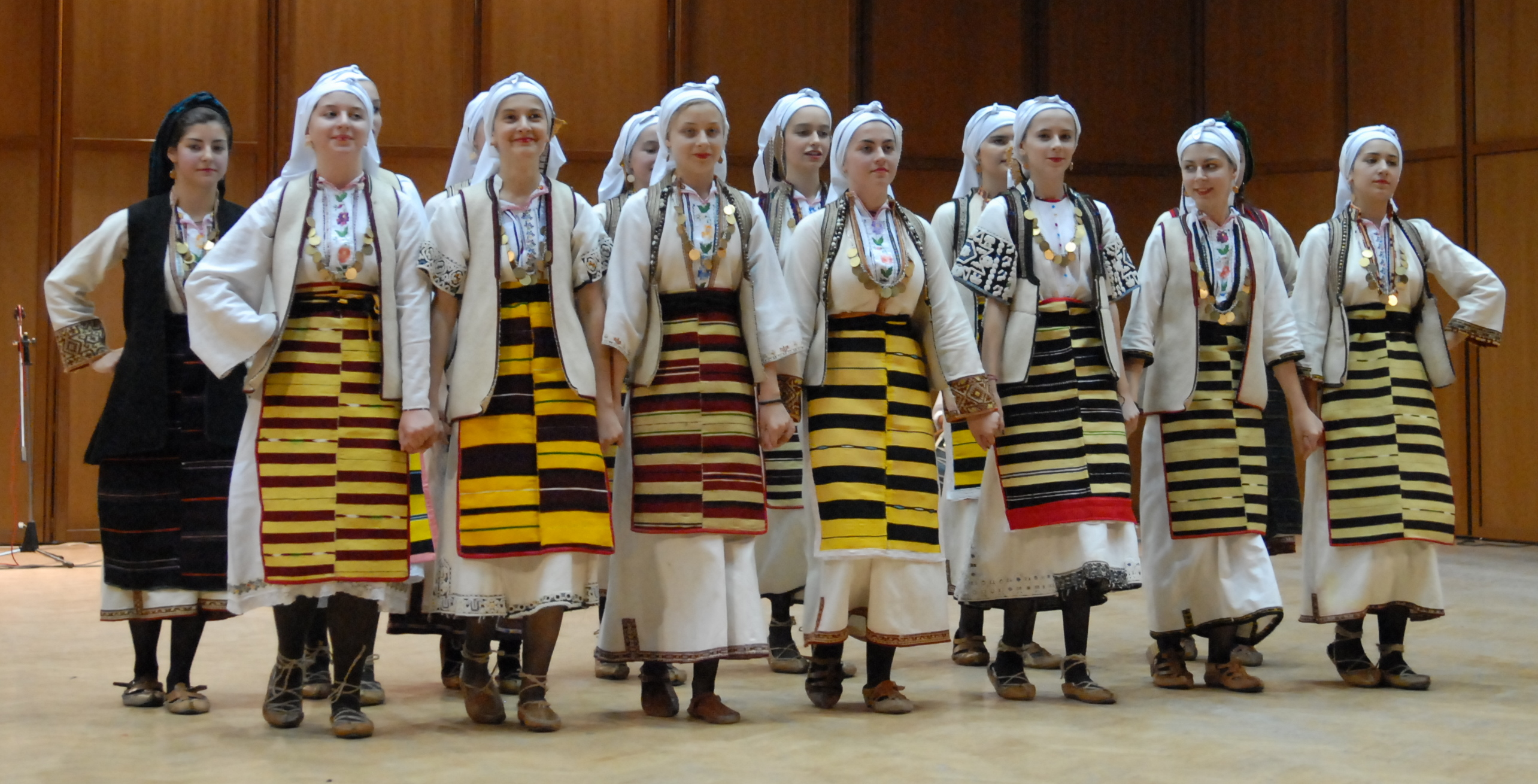
Groupe de chant traditionnel.
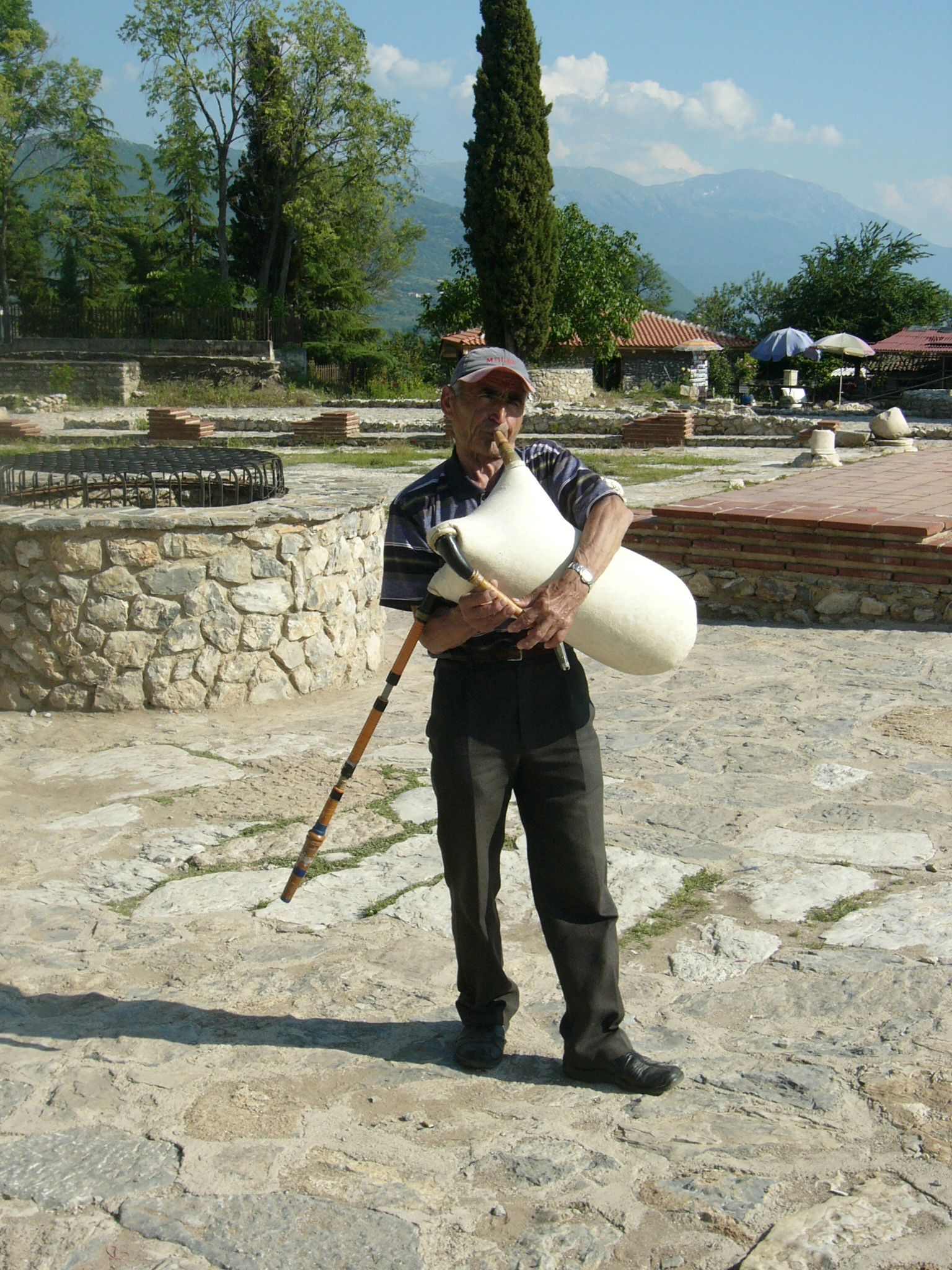
Un joueur de gaïda.
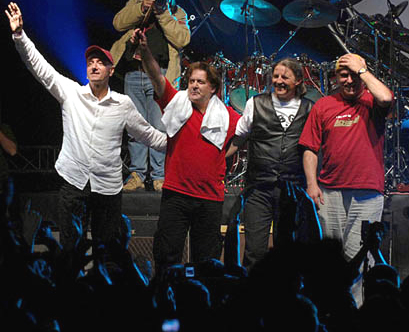
Le groupe de rock Leb i Sol.
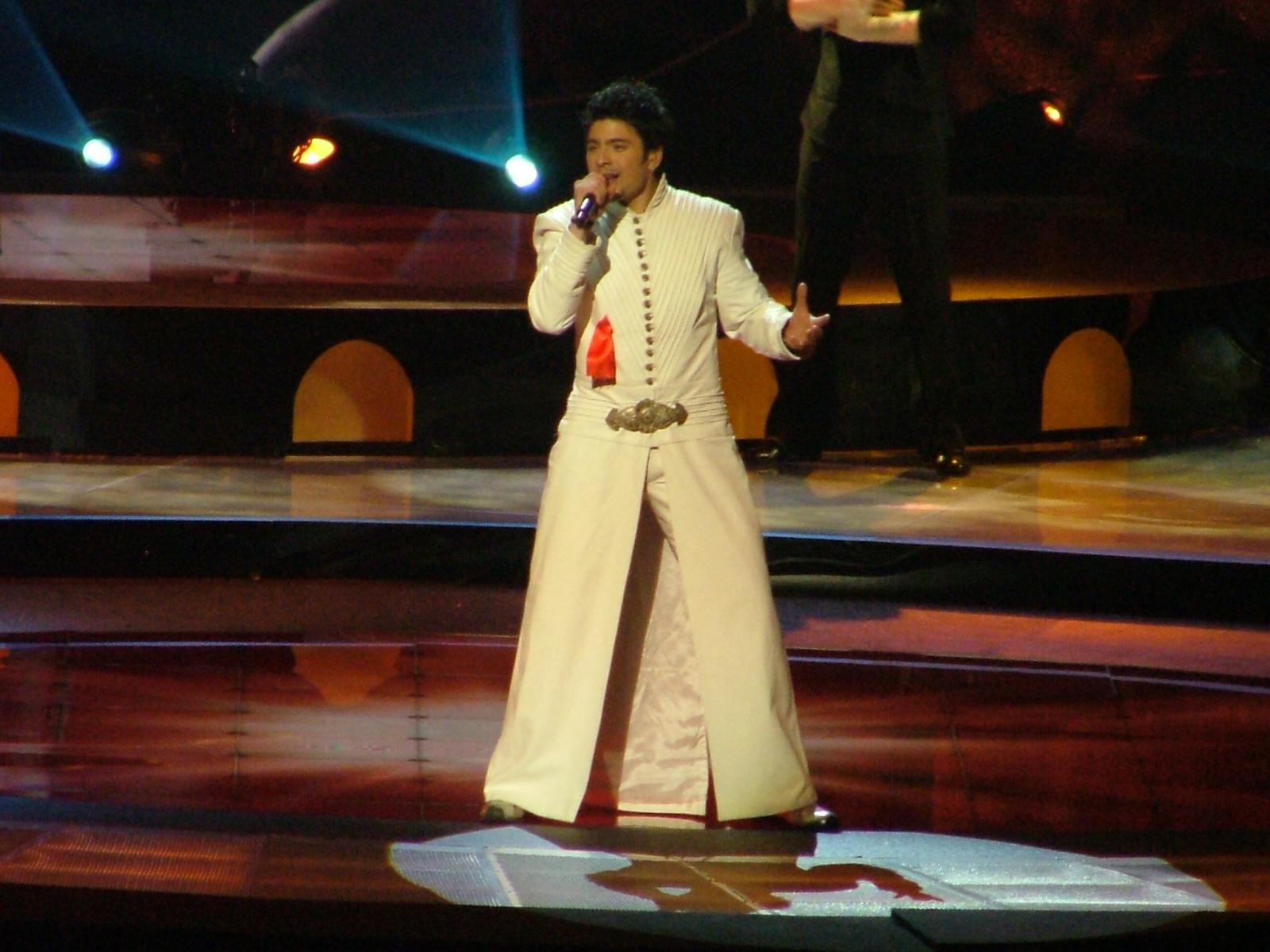
Le chanteur Toše Proeski.
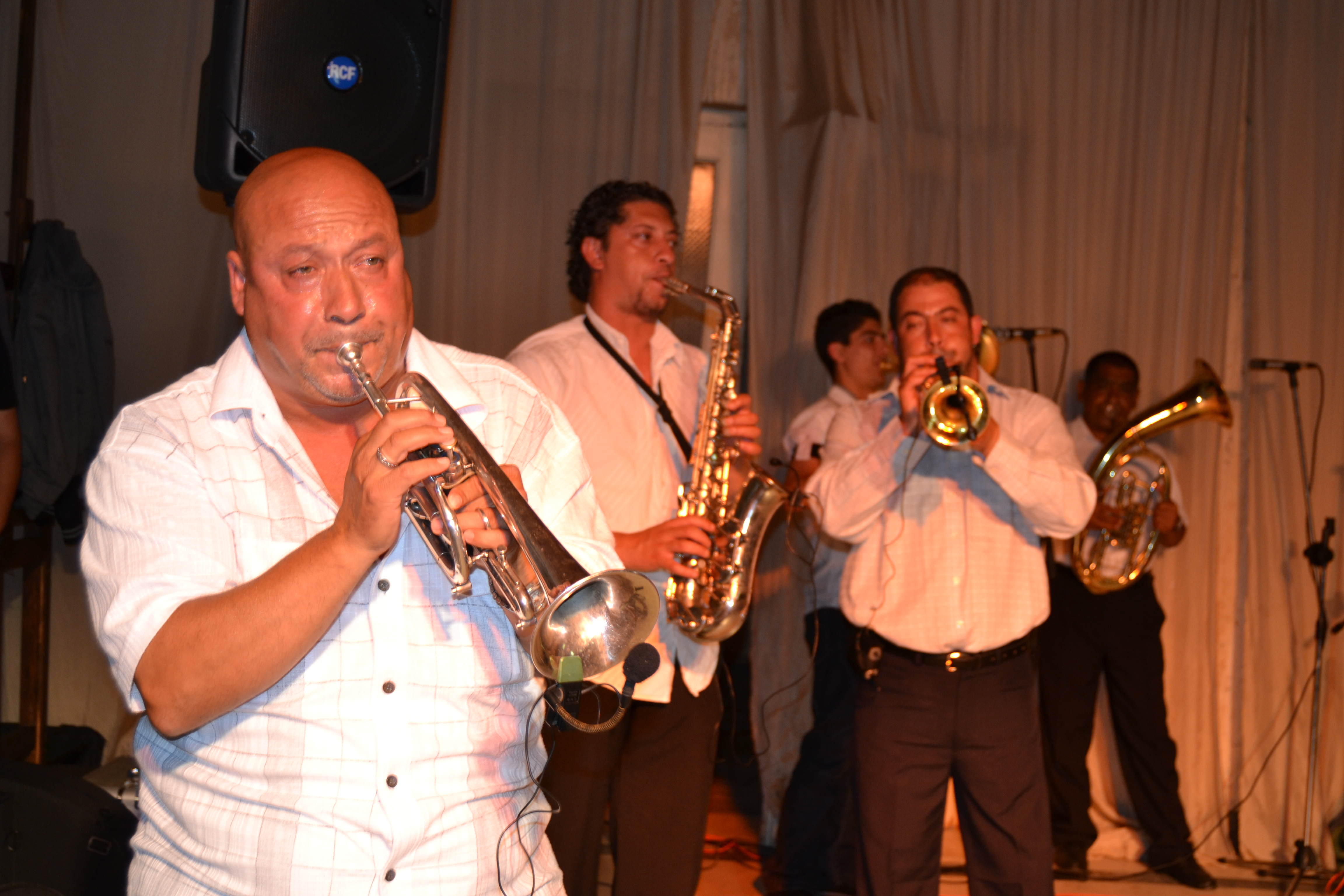
Le Kočani Orkestar.
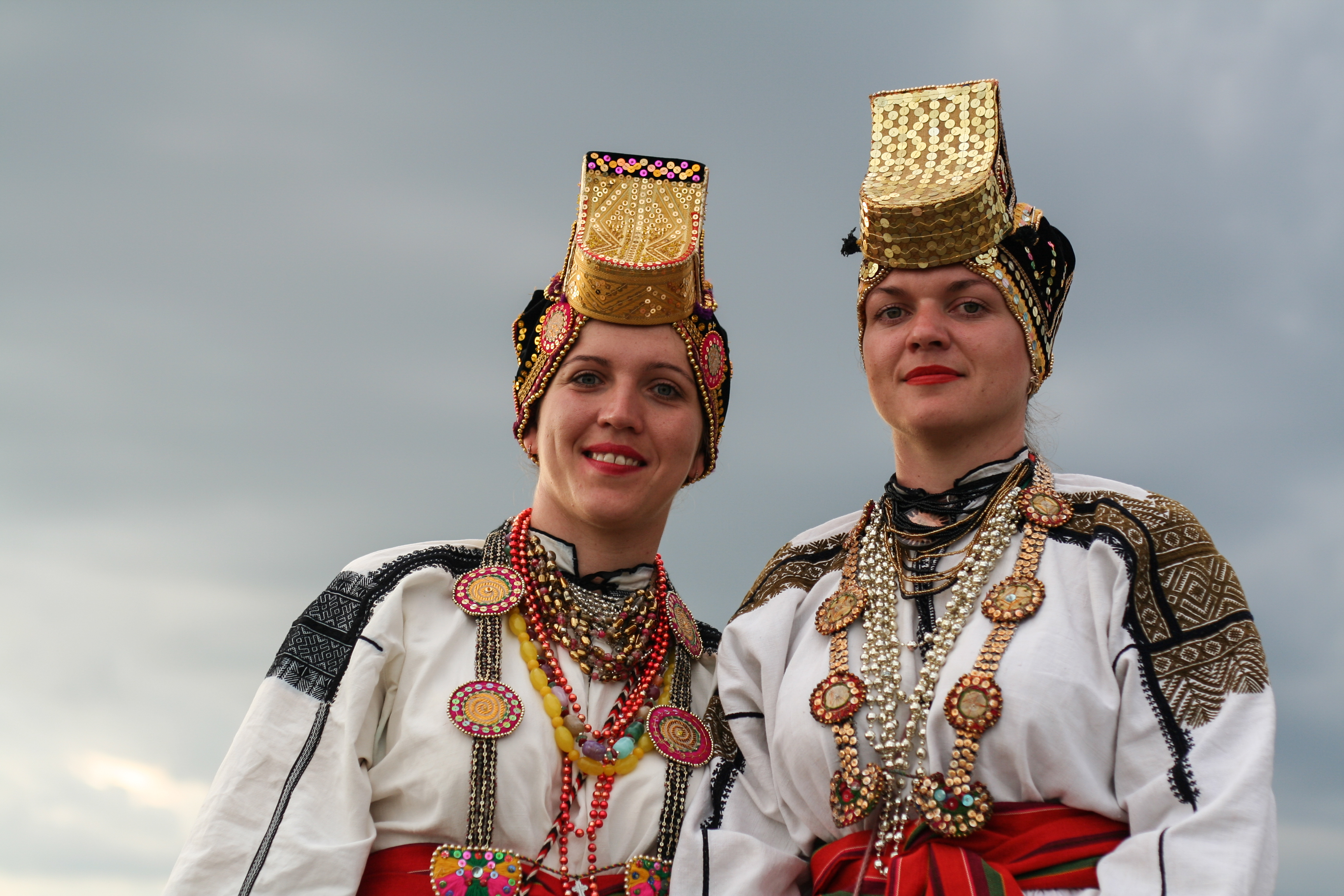
Personnes en tenue traditionnelle au festival Pece Atanasovski.

#### Beaux-Arts

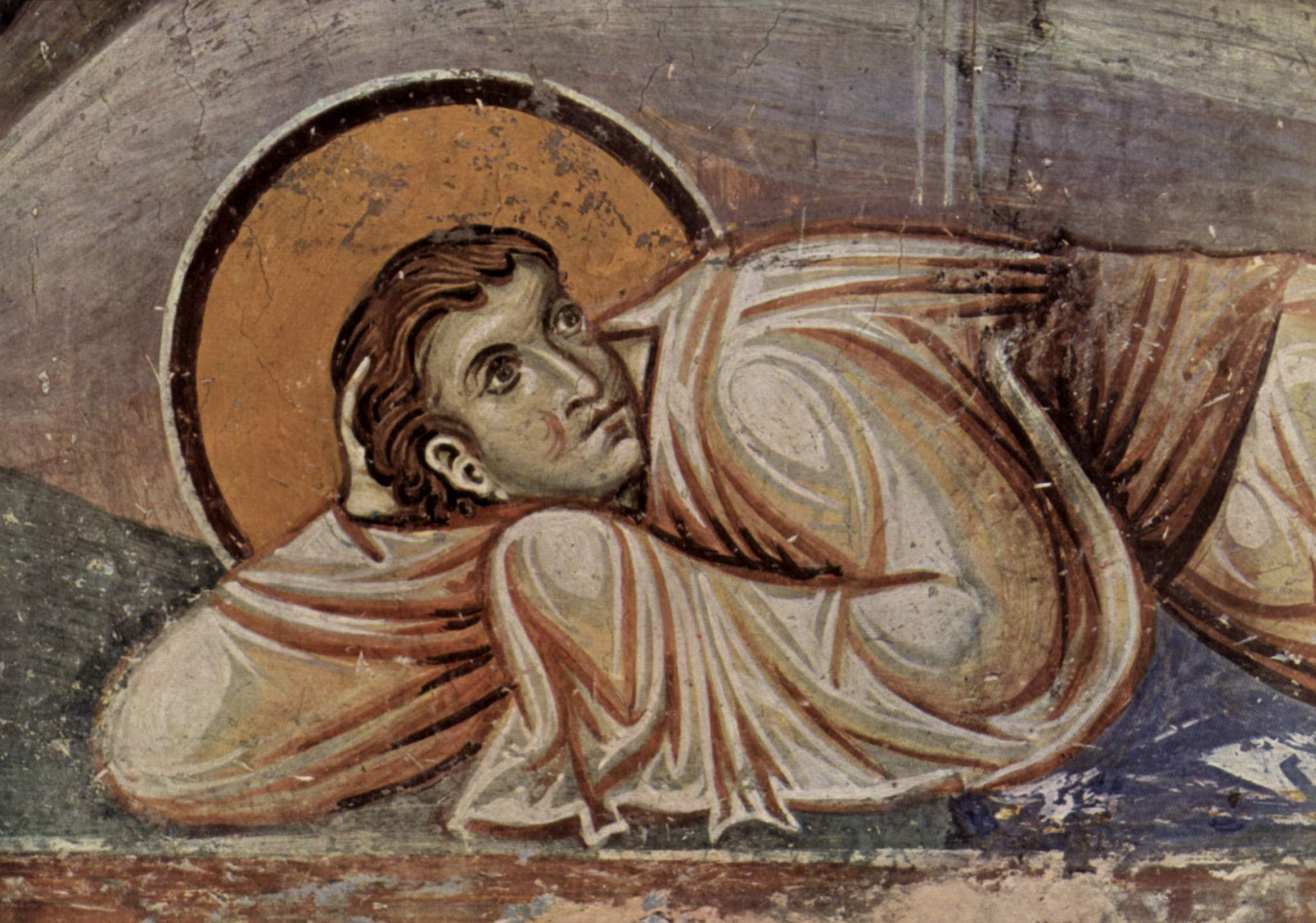
Détail des fresques de l'église de Nerezi.

L'art traditionnel macédonien s'est particulièrement développé dans la production de fresques religieuses. Les plus vieilles datent du XIe siècle. Les fresques macédoniennes se distinguent des canons byzantins par leur importance accordée à la nature et leur perspective tridimensionnelle. Les fresques de l'église de Nerezi, exécutées au XIIe siècle, atteignent un niveau d'excellence par l'expression émotive des sujets qui préfigure les Primitifs italiens.
La production d'icônes est très ancienne, puisque des images chrétiennes en terre cuite réalisées au Ve ou au VIe siècle ont été découvertes à Vinitsa. Certaines icônes médiévales conservées à Ohrid sont parmi les meilleurs exemples de l'iconographie slave et byzantine et rivalisent avec celles du mont Sinaï, du mont Athos et des collections russes. Les Macédoniens ont aussi produit un grand nombre de sculptures sur bois, principalement destinées à orner les iconostases et influencées après la conquête ottomane par les motifs orientaux. Les Ottomans ont aussi laissé leur trace dans les nombreuses mosquées, décorées avec des fresques, des plafonds en bois sculpté ou encore avec des tapis.
La peinture et la sculpture se sont développées au long du XXe siècle grâce à l'apport d'influences occidentales. Des courants internationaux comme l'expressionnisme sont adoptés par des artistes comme les peintres Nikola Martinoski et Petar Mazev et le sculpteur Dimo Todorovski, tandis que d'autres s'inspirent largement de l'art traditionnel, comme Dimitar Kondovski qui réalise des tableaux en s'appuyant sur les icônes médiévales. Le musée d'Art contemporain de Skopje, le plus grand de ce genre en Macédoine du Nord, possède des œuvres d'artistes locaux mais aussi internationaux, comme Pablo Picasso, Pierre Soulages, Alexander Calder, Christo et Victor Vasarely.

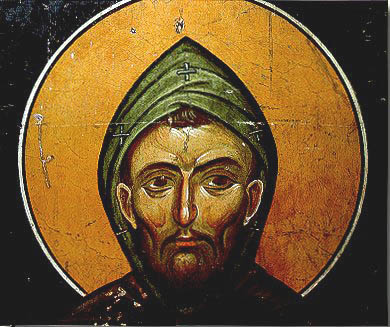
Fresque de Saint-Gabriel de Lesnovo au monastère de Lesnovo.
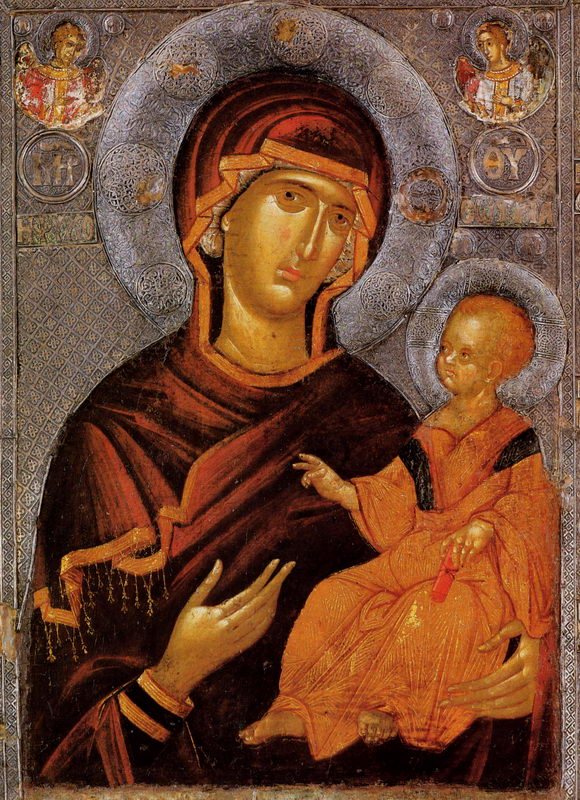
Icône d'Ohrid, peinte au XIVe siècle.
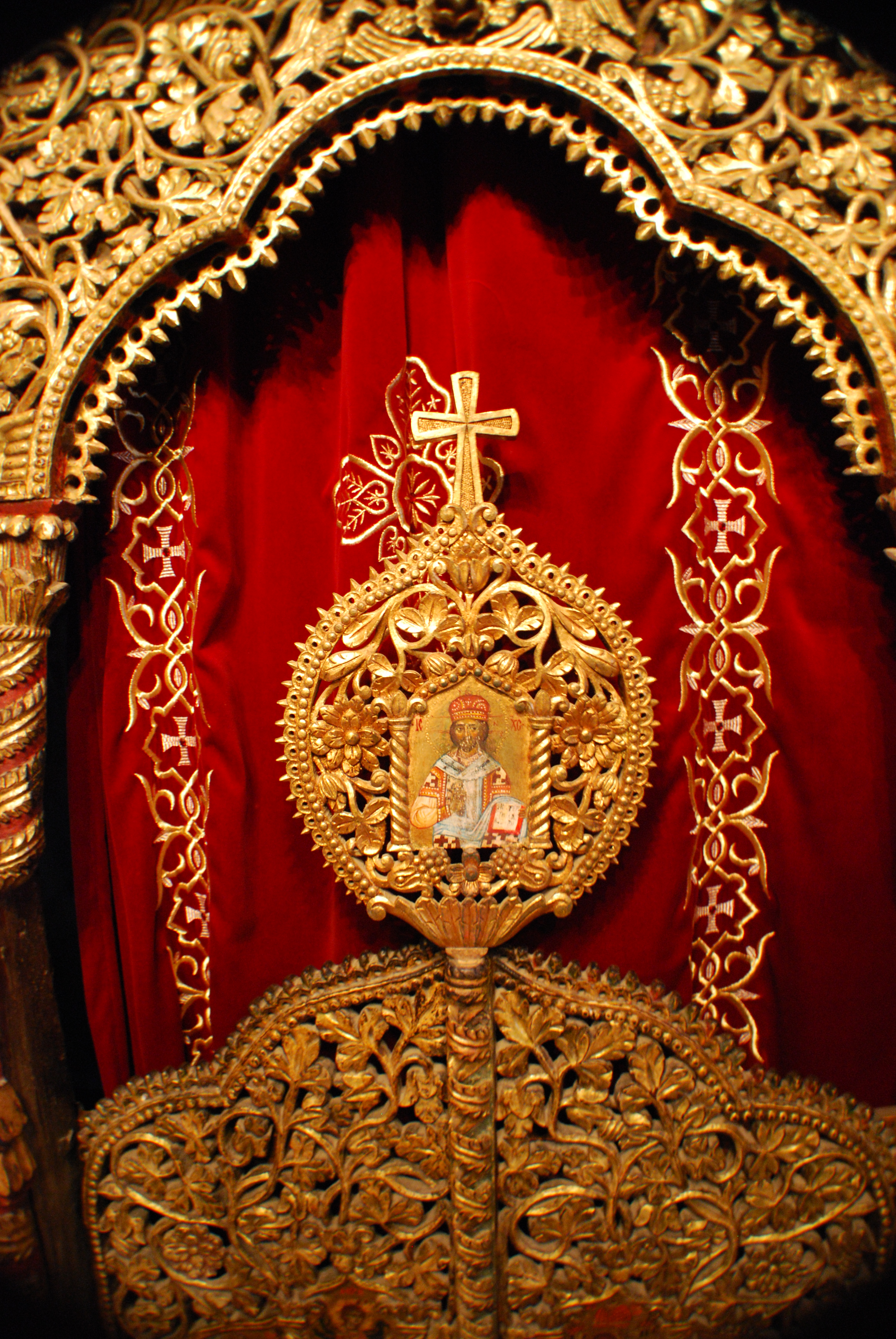
L'iconostase en bois sculpté du monastère Saint-Naum.
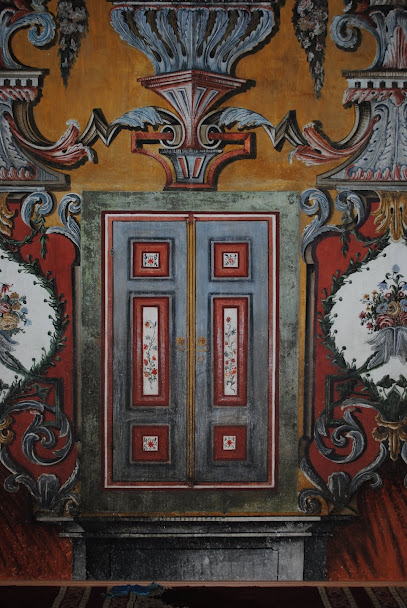
Trompe-l'œil dans la mosquée peinte de Tetovo.
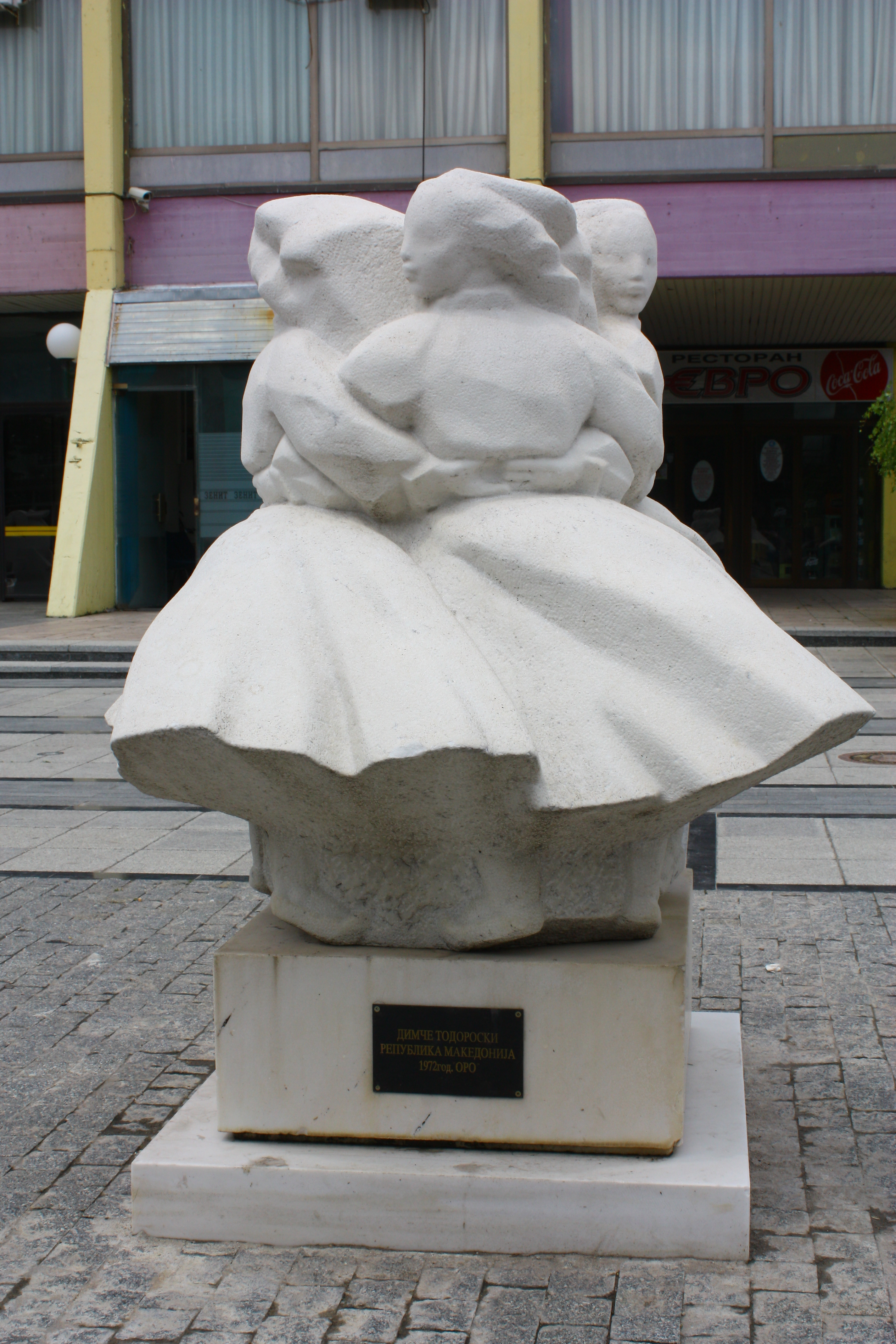
Statue de Dimo Todorovski à Prilep.
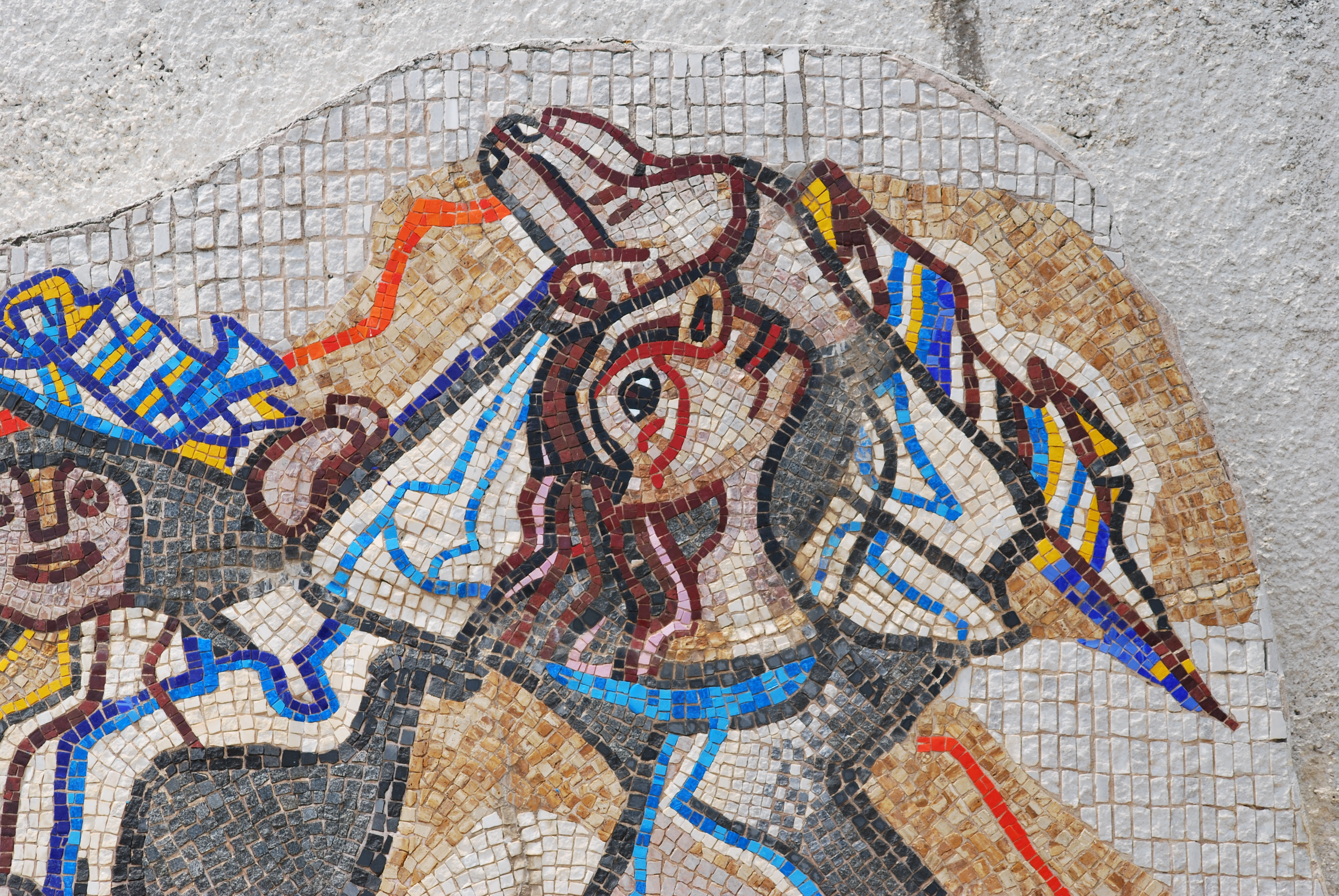
Mosaïque du Monument à la Liberté à Kočani.

#### Littérature, théâtre et cinéma
La littérature macédonienne s'est surtout développée après la codification du macédonien en 1945. Auparavant, les auteurs, comme les frères Miladinov, se contentaient principalement de collecter les légendes populaires. Kočo Racin, poète du début du XXe siècle, est un des seuls auteurs à réellement innover avant la codification. La littérature d'après 1945 reste proche de la poésie et des contes populaires, mais certains auteurs, comme Slavko Janevski ou Venko Markovski, se lancent dans le roman et dans le théâtre. Le théâtre macédonien a subi de profondes influences occidentales, mais il s'inspire aussi de rites païens slaves.
La Macédoine du Nord a développé depuis 1945 une petite industrie cinématographique. Sous le régime communiste, les Studios Vardar produisent ainsi 36 films, mais les réalisateurs de l'époque manquent de liberté puisqu'ils doivent répondre à des commandes du pouvoir et illustrer la réalité socialiste du pays. Seul le film Bonne Année 49 du réalisateur Stole Popov, sorti en 1986 se distingue par sa liberté artistique. La nomination du film Before the Rain de Milčo Mančevski aux Oscars en 1995 permet une audience internationale à d'autres films macédoniens, comme Je suis de Titov Veles, sorti en 2007. Le Festival international du film des frères Manaki de Bitola, fondé en 1979, se distingue des autres festivals de cinéma en récompensant les directeurs de la photographie.

### Gastronomie

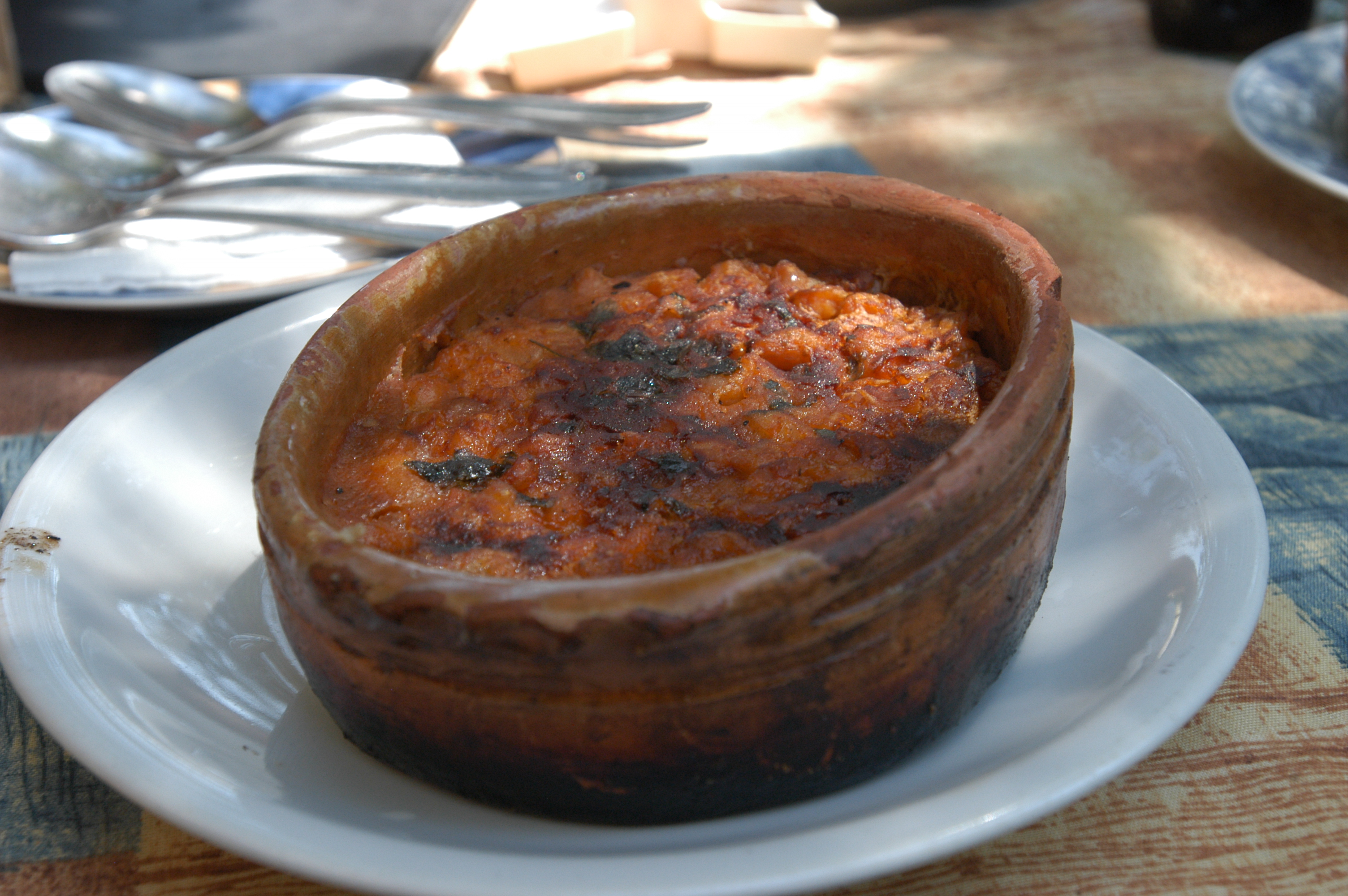
Le tavče gravče, considéré comme le plat national macédonien.

La cuisine macédonienne est influencée par les cuisines grecque, turque et slave et profite de la diversité des cultures locales. Parmi les aliments les plus utilisés se trouvent les viandes (surtout le mouton), les pommes de terre, les olives, le maïs, les choux, les aubergines, les tomates, les piments, les produits laitiers (yahourt, crème fraîche et fromage), les pastèques, les coings, les prunes et les pommes, tandis que les aromates privilégiés sont le paprika, le laurier, la menthe, l'origan et l'ail. Les plats les plus emblématiques de la cuisine macédonienne sont des salades à la feta (salade chopska), ou aux aubergines (pindjour), des viandes grillées comme les kyébaptchinyé, des gratins, comme le tavče gravče aux haricots et la moussaka, enfin, l'ayvar, un condiment à base de poivrons, est très utilisé. Le dessert le plus courant est la baklava, une pâtisserie orientale.
La cuisine macédonienne est traditionnellement accompagnée par les bières, les eaux minérales, et surtout les vins locaux. Le café turc, consommé à toute heure de la journée, est un aspect important de l'art de vivre macédonien, tout comme la rakija, une eau-de-vie produite artisanalement. Dans la tradition, les repas sont longs et copieux, sauf le petit-déjeuner. Ils peuvent être secondés par des collations, durant lesquelles on sert surtout des pâtisseries à la viande (bourek) ou aux noix. Enfin, les invités sont accueillis avec une cuillère de slatko, une confiture très concentrée faite maison.

### Jours fériés

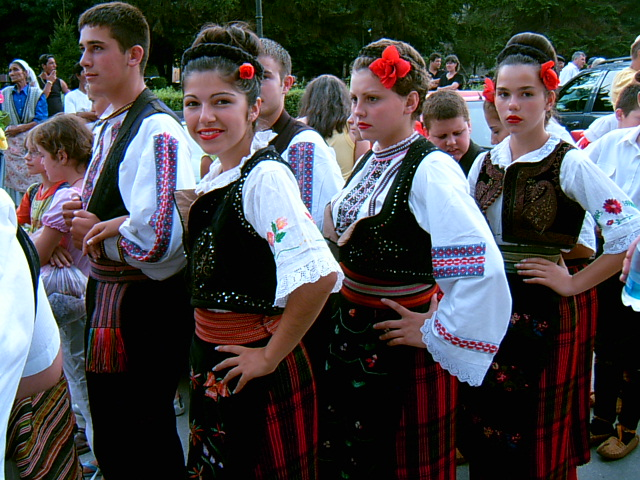
Célébration du 2 août à Bitola.

La Macédoine du Nord distingue des jours fériés universels, observés par l'ensemble de la population, et des fêtes religieuses ou consacrées à des minorités, uniquement observées par les personnes concernées. Dans les deux cas, les travailleurs ont droit à des indemnités salariales ou à une augmentation de salaire s'ils travaillent. La fête nationale, appelée Jour de la République, a lieu le 2 août, elle commémore l'insurrection d'Ilinden de 1903. Parmi les autres jours fériés universels se trouvent les fêtes des Saints Cyrille et Méthode et de Clément d'Ohrid, la célébration de l'Indépendance de 1991 ou encore la Fête du Travail. Les jours fériés communautaires sont essentiellement des fêtes religieuses musulmanes, orthodoxes, juives et catholiques, mais aussi des journées consacrées aux différentes communautés ethniques du pays.